# Lịch sử Trung Quốc
Lịch sử Trung Quốc đề cập đến Trung Hoa, 1 trong 4 nền văn minh cổ nhất thế giới, bắt nguồn từ lưu vực phì nhiêu của hai con sông: Hoàng Hà (bình nguyên Hoa Bắc) và Trường Giang (đồng bằng Trường Giang) trong Thời đại đồ đá mới, nhưng cái nôi của nền văn minh dân tộc của quốc gia Trung Hoa đầu tiên được cho là tại trung và hạ lưu của sông Hoàng Hà trước tiên (Đồng bằng Hoa Bắc) mà dần mở rộng và phát triển và duy trì như ngày nay. Với hàng ngàn năm lịch sử tồn tại và phát triển, đây là một trong những nền văn minh lâu đời, vĩ đại nhất thế giới.
Người tiền sử đã bắt đầu cư trú tại Trung Quốc từ ít nhất là gần 1 triệu năm trước, với một số ước tính cho rằng mốc này có thể lên tới 2,24 triệu năm trước.. Các nền văn minh nông nghiệp đầu tiên bắt đầu xuất hiện ở Trung Quốc từ khoảng 10.000 - 13.000 năm trước, đến khoảng hơn 5.000 năm trước thì các nền văn minh nông nghiệp này phát triển hoàn thiện, đã bắt đầu xuất hiện đồ đồng và các cơ cấu Nhà nước đầu tiên như quý tộc, đô thị với các cung điện, công trình tôn giáo... Dân tộc Trung Hoa hình thành từ vùng Trung Nguyên của lưu vực sông Hoàng Hà ở Đồng bằng Hoa Bắc, Văn hóa Hồng Sơn góp phần định hình văn minh cùng đất nước Trung Hoa.
Trải qua hơn 5.000 năm, văn minh Trung Hoa đã phát triển trở thành một trong số nền văn minh rực rỡ nhất thế giới trong thời cổ đại và trung cổ, đặc trưng bởi hệ thống triết học thâm sâu (trong đó có Nho giáo, Đạo giáo và thuyết Âm dương ngũ hành), các thành tựu khoa học kỹ thuật (phát minh ra giấy, la bàn, thuốc súng, địa chấn kế, kỹ thuật in ấn...), hoạt động giao thương xuyên châu Á (Con đường tơ lụa) và những đô thị có quy mô dân số và trình độ kiến trúc hàng đầu thế giới vào thời trung cổ. Trung Quốc là 1 trong 4 nền văn minh cổ đại lớn của thế giới (cùng với Ai Cập cổ đại, văn minh Lưỡng Hà và văn minh lưu vực sông Ấn), và là nền văn minh duy nhất trong số đó vẫn còn tồn tại cho đến ngày nay. Bề dày lịch sử và văn hoá do các thế hệ nối nhau giữ gìn suốt 5.000 năm là điều mà không nước nào khác có được và là niềm tự hào lớn nhất của quốc gia này.
Các di tích cung điện của Trung Quốc có niên đại sớm nhất là từ đời nhà Thương (khoảng 1.600-1.046 TCN), mặc dù một vài bộ sách sử như Sử ký (khoảng 100 TCN) và Trúc thư kỷ niên khẳng định rằng triều đại nhà Hạ (khoảng 2.070 - 1.600 TCN) đã tồn tại trước nhà Thương. Một số phong tục văn hóa, văn học, chính trị và cả triết học được phát triển cực kỳ mạnh trong suốt thời kỳ nhà Chu.
Năm 221 TCN, được coi là năm Trung Quốc bắt đầu trở thành một đế chế lớn mạnh, với 1 vị Hoàng đế-Tần Thủy Hoàng cai trị, đánh dấu sự khởi đầu của đế quốc Trung Hoa. Vào thời kỳ này, Tần Thủy Hoàng cho nối các đoạn tường thành đã xây từ các triều đại trước, đặt tên là Vạn Lý Trường Thành để bảo vệ đất nước khỏi các tộc người phương Bắc. Ông cho thống nhất chữ viết, các đơn vị đo lường và tiền tệ. Trong hơn 2000 năm phong kiến sau đó, có hai nền đế chế trên toàn Trung Quốc phụ thuộc vào các tộc người dân tộc thiểu số (không phải người Hán) là người Mông Cổ (Nay đã thành lập quốc gia độc lập và dân chủ riêng) lập nên nhà Nguyên và người Mãn Châu (nay thuộc Trung Quốc) lập nên nhà Thanh. Năm 1911, Cách mạng Tân Hợi nổ ra lật đổ nhà Thanh, triều đại phong kiến cuối cùng và mở ra giai đoạn lịch sử hiện đại ở Trung Quốc.
Hiện nay Trung Hoa vẫn chưa hoàn toàn thống nhất lãnh thổ vì đang xảy ra chia cắt giữa 2 chính phủ giống như 2 quốc gia riêng: Cộng hòa Nhân dân Trung Hoa tại Trung Quốc đại lục và Trung Hoa Dân Quốc tại đảo Đài Loan. Sự chia cắt này xảy ra từ năm 1949 và hiện nay 2 bên vẫn ở trong tình trạng thù địch.

## Thời đồ đá
Có lẽ hơn một triệu năm trước, người Homo erectus đã cư ngụ ở Trung Quốc. Những cuộc khai quật tại Nguyên Mưu và sau đó tại Lam Điền đã hé lộ những dấu tích cư trú đầu tiên. Có lẽ mẫu vật nổi tiếng nhất của Homo erectus được tìm thấy tại Trung Quốc là người vượn Bắc Kinh (北京人) được phát hiện năm 1923. Homo sapiens hay người hiện đại có thể đã tới Trung Quốc từ khoảng 65.000 trước từ Châu Phi.
Trong thời gian từ năm 1927 đến năm 1937, tại Chu Khẩu Điếm phía tây nam Bắc Kinh, các nhà khảo cổ Trung Quốc đã phát hiện được di tích người vượn Trung Quốc, còn gọi là người vượn Bắc Kinh, với hài cốt đã hóa thạch và các di tích văn hóa còn tồn tại. Người vượn Trung Quốc là giống người nguyên thủy Trung Quốc sinh sống hàng 50 đến 60 vạn năm trước đây. Họ có thể chế tạo và sử dụng đồ đá đơn giản như rìu, búa, cũng biết dùng đồ xương của người xưa. Những nơi có người vượn Bắc Kinh sinh sống đã phát hiện được nhiều xương hóa thạch cùng các dụng cụ bằng đá, các nồi chảo đã có lửa đốt đun, chứng minh họ đã biết dùng lửa. Trong 2 năm 1922 và 1923 đã phát hiện được người Hà Sáo (河套) ở Nội Mông, giống người này gần người hiện đại hơn, cách đây khoảng 20 vạn năm. Trong 2 năm 1933 và 1934 đã phát hiện được người Sơn Đỉnh Động (山顶洞人) ở Chu Khẩu Điếm. Giống người này đã dùng nhiều đồ đạc chế tạo bằng xương, đồ đá ít. Xã hội nguyên thủy thành lập các công xã không có bóc lột, không có giai cấp, cuộc sống lạc hậu, mông muội.
Bằng chứng sớm nhất về việc trồng cấy kê tại Trung Quốc được xác định niên đại bằng cacbon phóng xạ vào khoảng năm 6000 TCN, và có liên quan tới Văn hóa Bùi Lý Cương (裴李崗文化) ở huyện Tân Trịnh, tỉnh Hà Nam. Cùng với nông nghiệp, dân cư ngày càng đông đúc, tăng khả năng tích trữ và tái phân phối lương thực và đủ cung cấp cho những người thợ thủ công cũng như quan lại. Cuối thời kỳ đồ đá mới, vùng châu thổ Hoàng Hà bắt đầu trở thành một trung tâm văn hóa, nơi những làng xã đầu tiên được thành lập; những di tích khảo cổ đáng chú ý nhất của chúng được tìm thấy tại di chỉ Bán Pha (半坡遗址), Tây An.

## Những nền văn minh đầu tiên ở Trung Quốc
Xem thêm: Danh sách các nền văn hóa thời đại đồ đá mới Trung Quốc

Bản đồ vùng lãnh thổ Trung Quốc qua các triều đại khác nhau.

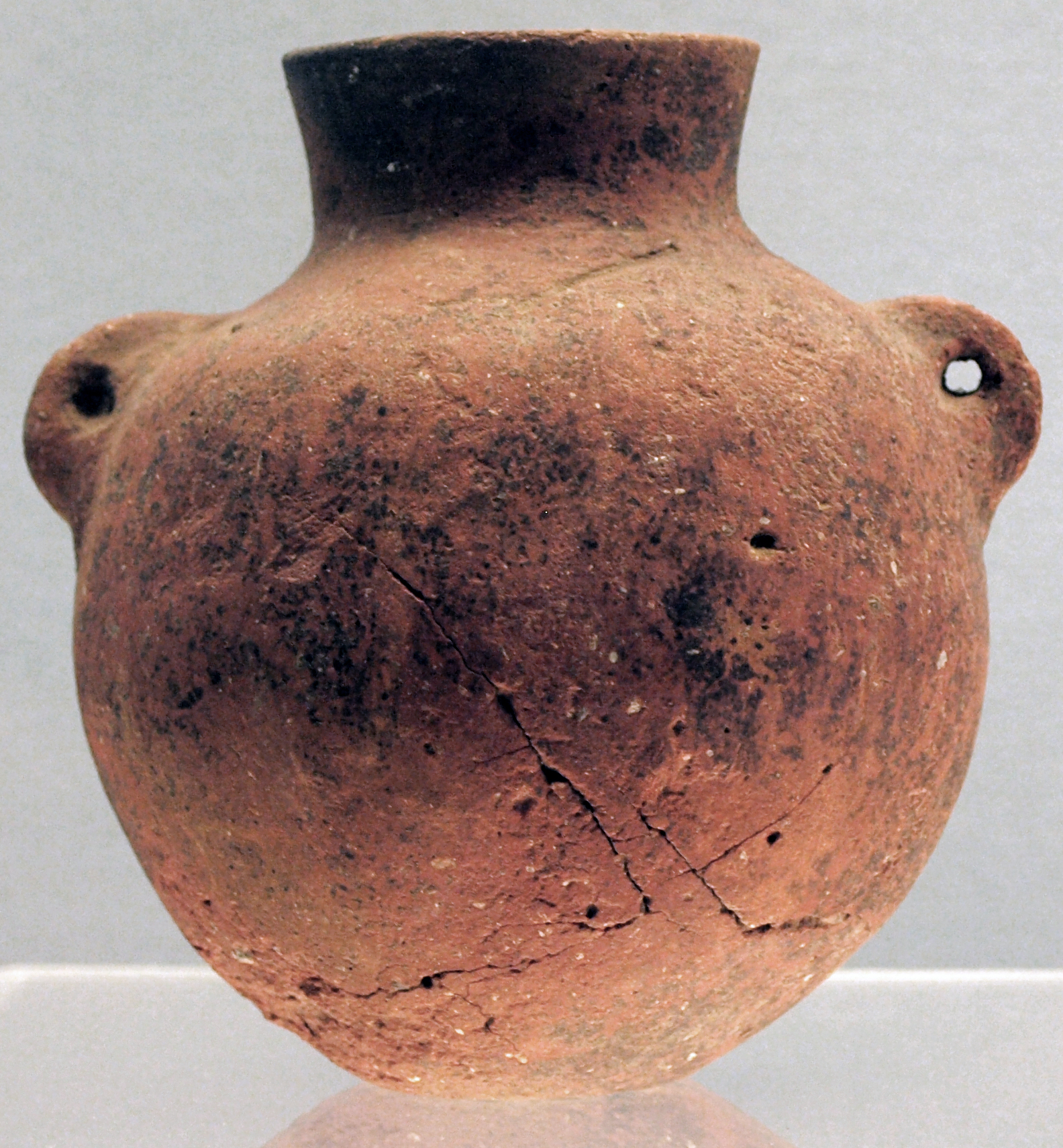
Một chiếc bình gốm đỏ với hai cán hình "tai", thuộc Văn hóa Bùi Lý Cương, 6.000 - 5.200 TCN

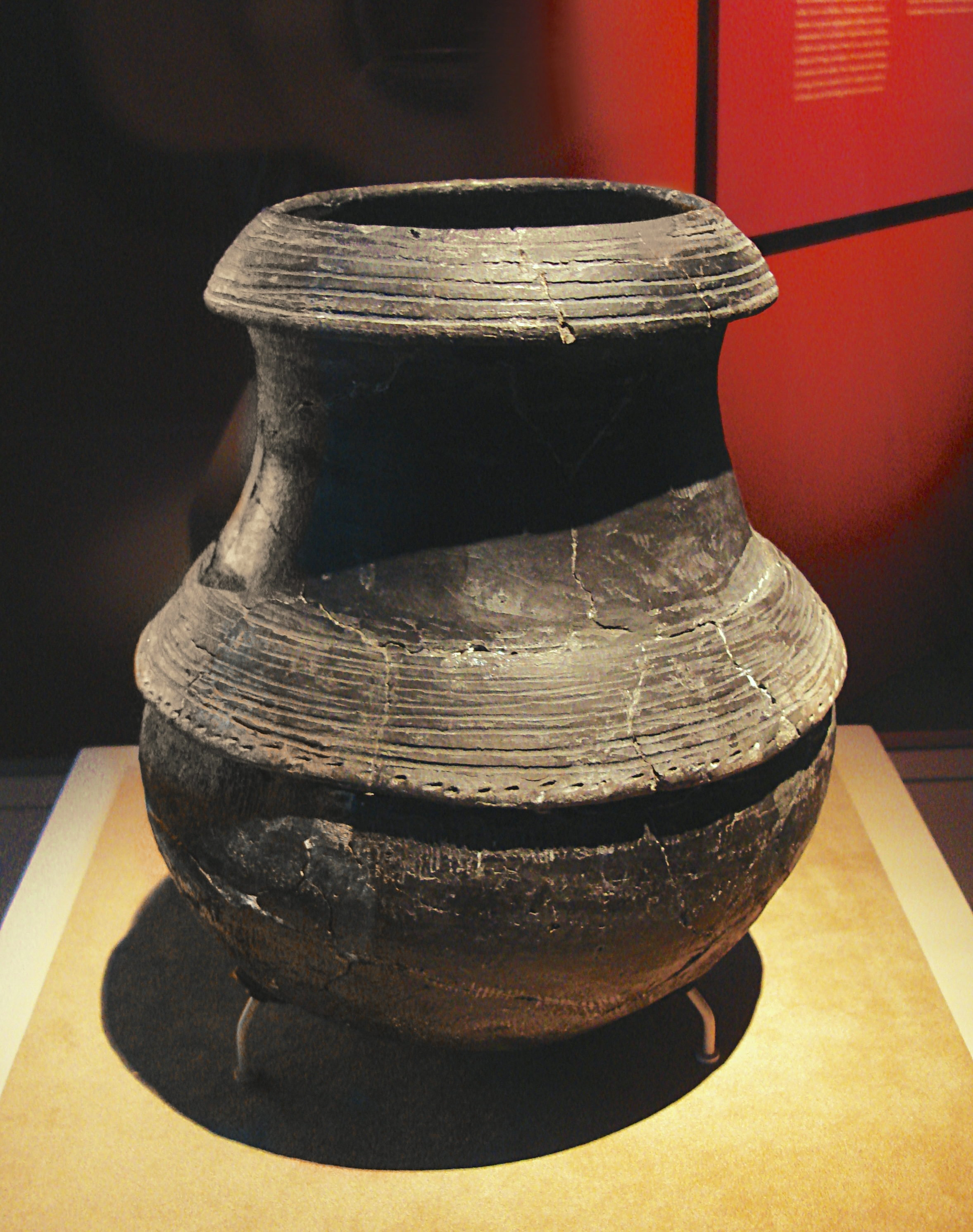
Đồ gốm đen thuộc văn hóa Hà Mỗ Độ

Những mảnh đồ gốm có niên đại sớm nhất trên thế giới đã được tìm thấy tại Di chỉ Tiên Nhân Động, cho thấy người Trung Quốc đã biết làm đồ gốm từ ít nhất là khoảng 20.000 đến 19.000 năm trước, vào cuối Thời kỳ băng hà cuối cùng, chúng được dùng để đựng thực phẩm và nấu ăn Các phát hiện tại Di chỉ Nam Trang Đầu cho thấy người Trung Quốc đã biết thuần hóa chó từ khoảng 12.000 năm trước.
Các nghiên cứu gần đây đã xác định quê hương của văn minh lúa nước là vùng đồng bằng sông Dương Tử (Trung Quốc), nơi lúa nước được thuần hóa lần đầu tiên trên thế giới Nghiên cứu di truyền vào năm 2011 cho thấy rằng tất cả các dạng lúa nước châu Á, gồm cả indica (lúa Ấn Độ) và japonica (lúa Nhật Bản), đều phát sinh từ một sự kiện thuần hóa duy nhất đã xảy ra cách đây khoảng 13.500 đến 8.200 năm ở miền Nam Trung Quốc, từ giống lúa hoang Oryza rufipogon. Vết tích bữa cơm tiền sử nấu với gạo từ lúa mọc hoang xưa nhất thế giới, 13.000 năm trước, được một nhóm khảo cổ Mỹ-Trung Hoa tìm thấy trong hang Diaotonghuan phía nam sông Dương Tử (bắc tỉnh Giang Tây).
Bằng chứng sớm nhất về việc trồng cấy kê tại Trung Quốc được xác định niên đại bằng cacbon phóng xạ vào khoảng năm 6000 TCN, và có liên quan tới Văn hóa Bùi Lý Cương (裴李崗文化) ở huyện Tân Trịnh, tỉnh Hà Nam. Cùng với nông nghiệp, dân cư ngày càng đông đúc, tăng khả năng tích trữ và tái phân phối lương thực và đủ cung cấp cho những người thợ thủ công cũng như quan lại. Cuối thời kỳ đồ đá mới, vùng châu thổ Hoàng Hà bắt đầu trở thành một trung tâm văn hóa, nơi những làng xã đầu tiên được thành lập; những di tích khảo cổ đáng chú ý nhất của chúng được tìm thấy tại di chỉ Bán Pha (半坡遗址), Tây An.
Tình trạng lụt lội của Hoàng Hà tồi tệ hơn rất nhiều so với khu vực dọc Trường Giang về hướng nam. Dọc theo Trường Giang, qua lòng chảo Hồ Bắc và ở đồng bằng ven biển về hướng vịnh Hàng Châu, việc trồng trọt cũng đã phát triển, nhưng người dân sống gần Hoàng Hà phải chống chịu với thiên nhiên khắc nghiệt hơn để chế ngự lũ lụt và tưới tắm mùa màng, và có lẽ điều này đã kích thích một nỗ lực tổ chức tốt hơn. Ở bất kỳ mức độ nào, đồng bằng phía bắc Trung Quốc đã trở thành vùng phát triển nền văn minh sớm nhất với số dân cư tập trung đông đảo nhất.
Vào khoảng năm 5.000 TCN, các cộng đồng nông nghiệp đã trải dài khắp trên đa phần lãnh thổ phía đông Trung Quốc hiện nay, và đã có những làng nông nghiệp từ đồng bằng sông Vị chạy về phía đông, song song với sông Hoàng Hà, bắt nguồn từ dãy núi Côn Lôn chảy về hướng vùng hoàng thổ nơi có cánh rừng trụi lá ở đồng bằng phía bắc Trung Quốc. Ở đó con người có rừng và có nước để trồng kê, họ săn hươu, nai và các loài thú khác, câu cá làm thức ăn. Họ thuần hóa chó, lợn và gà. Họ đào đất để xây những ngôi nhà một phòng, với mái bằng đất sét hay rạ, nhiều ngôi nhà ngầm như vậy tạo thành một làng. Họ đã có guồng quay tơ và biết đan cũng như dệt sợi. Họ cũng biết chế tạo đồ gốm có trang trí. Một số học giả còn khẳng định rằng một hình thức chữ viết nguyên thủy đã xuất hiện ở Trung Quốc ngay từ năm 3.000 TCN.
Trên cơ sở văn minh nông nghiệp, các nền văn hóa dần phát sinh ở các địa phương khác nhau dọc theo 2 dòng sông lớn là Hoàng Hà và Trường Giang, các nền văn hóa này có ảnh hưởng qua lại hoặc tiếp nối nhau:
- Lưu vực sông Hoàng Hà: Văn hóa Từ Sơn (~8.000 - 5.500 TCN), Văn hóa Bùi Lý Cương (~7.000 - 5.000 TCN), Văn hóa Lão Quan Đài (~5.800 - 5.000 TCN), Văn hóa Hậu Lý (~6.500 - 5.500 TCN), Văn hóa Hưng Long Oa (6.200-5.400 TCN), Văn hóa Triệu Bảo Câu (~5.400 - 4.500 TCN), Văn hóa Bắc Tân (~5.300 - 4.100 TCN), Văn hóa Ngưỡng Thiều (~5.000 - 3.000 TCN), Văn hóa Hồng Sơn (~4.700 - 2.900 TCN), Văn hóa Đại Vấn Khẩu (~4.100 - 2.600 TCN), Văn hóa Mã Gia Diêu (~3.300 - 2.100 TCN), Văn hóa Long Sơn (~2.600 - 2.000 TCN), Văn hóa Nhị Lý Đầu (~2.000 - 1.600 TCN).
- Lưu vực sông Trường Giang: Văn hóa Bành Đầu Sơn (7.500 - 6.100 TCN), Văn hóa Hà Mỗ Độ (~5.000 - 4.500 TCN), Văn hóa Mã Gia Banh (~5.000 - 3.000 TCN), Văn hóa Đại Khê (~4.500 - 3.000 TCN), Văn hóa Lương Chử (~3.400 - 2.250 TCN), Văn hóa Khuất Gia Lĩnh (~3.000 - 2.600 TCN), Văn hóa Thạch Gia Hà (2.500-2.000 TCN), Văn hóa Bảo Đôn (~2.500 - 1.750 TCN).

Ở những nơi con người sản xuất ra được nhiều lương thực hơn nhu cầu của họ, các chiến binh đã được thúc đẩy để không chỉ đi cướp đoạt mà còn để chinh phục. Và các vị vua chinh phục đã bắt đầu nổi lên ở đồng bằng phía bắc Trung Quốc cũng như tình trạng ở phía tây châu Á.
Giai đoạn đầu, lịch sử Trung Quốc chưa được ghi chép chính xác mà chỉ được chuyển tải cho đời sau bằng truyền thuyết. Theo truyền thuyết, các vua đầu tiên của Trung Quốc là ở thời kỳ Tam Hoàng Ngũ Đế, cách đây khoảng 5.000 - 4.200 năm. Theo các nhà nghiên cứu, các truyền thuyết này phản ánh thời kỳ công xã nguyên thủy đang sắp tan rã, liên minh các bộ lạc đang dần trở thành triều đình nắm quyền lực cai trị dân chúng. Vào khoảng 3.000 TCN, xã hội nguyên thủy ở Trung Quốc bước vào giai đoạn tan rã hoàn toàn, xã hội chiếm hữu nô lệ với các giai cấp, triều đại bắt đầu hình thành.
Trong dự án "Nghiên cứu tổng hợp về nguồn gốc và sự phát triển trong thời kỳ đầu của nền văn minh Trung Hoa" (dự án khảo cổ khổng lồ cấp quốc gia, huy động gần 70 cơ quan nghiên cứu, đại học và cơ quan khảo cổ địa phương của Trung Quốc, triển khai từ năm 2001), các nhà khảo cổ đã điều tra và khai quật quy mô lớn ở 4 di chỉ mang tính đô thị có lịch sử 3.500 - 5.500 năm gồm: Di chỉ Lương Chử ở Dư Hàng - Chiết Giang, Di chỉ Đào Tự ở Tương Phần - Sơn Tây, Di chỉ Thạch Mão ở Thần Mộc - Thiểm Tây, Di chỉ Nhị Lý Đầu ở Yển Sư - Hà Nam, cũng như hơn chục thôn làng trên toàn quốc. Dự án đã phát hiện các chứng cứ cụ thể về nền văn minh Trung Hoa có lịch sử 5.000 năm, bao gồm phát hiện di tích hệ thống đập nước cổ nhất thế giới (niên đại 5.100 năm), kiến trúc cung đình cổ nhất Trung Quốc ở hạ du sông Trường Giang (niên đại 5.000 năm), phát hiện chữ viết xuất hiện sớm nhất Trung Quốc, những đồ dùng làm bằng đồng đỏ sớm nhất Trung Quốc (niên đại 4.900 năm), đài quan sát thiên văn sớm nhất thế giới (niên đại 4.100 năm) ở khu vực trung du sông Hoàng Hà. Dự án chứng thực đặc trưng tổng thể của nền văn minh Trung Hoa là "đa nguyên, nhất thể, thu gom tất cả trong giao lưu, tương tác lâu dài, cuối cùng hội nhập, ngưng tụ hình thành cốt lõi văn minh với Văn hóa Nhị Lý Đầu là đại diện, mở ra văn minh ba triều đại Hạ, Thương và Chu"
Trên thế giới, ra đời cùng thời với văn minh Trung Hoa còn có 3 nền văn minh khác là văn minh Ai Cập cổ đại, văn minh Lưỡng Hà và Văn minh lưu vực sông Ấn. Tuy nhiên, cả ba nền văn minh đó đều đã bị diệt vong; các phong tục, tôn giáo và chữ viết cũng theo đó mà thất truyền từ lâu (Văn minh lưu vực sông Ấn sụp đổ vào khoảng năm 1.800 TCN, văn minh Ai Cập và Lưỡng Hà bị diệt vong vào khoảng thế kỷ 1 TCN). Chỉ có văn minh Trung Hoa là vẫn tồn tại, phát triển và được kế tục cho tới ngày nay. Sau này, nhiều học giả phương Tây thời cận đại khi tìm hiểu về văn minh Trung Hoa đã phải kinh ngạc về sự tồn tại lâu dài của nó. Voltaire cho rằng: "Chúng ta nhận thấy rằng quốc gia ấy tồn tại một cách rực rỡ từ trên 4.000 năm rồi mà luật pháp, phong tục, ngôn ngữ, cách ăn mặc vẫn không thay đổi bao nhiêu..." Học giả Keyserling thì kết luận: "Chính ở Trung Hoa thời thượng cổ người ta đã tạo ra được những mẫu mực nhân loại thông thường hoàn bị nhất... Trung Quốc đã tạo dựng được một nền văn hóa cao nhất từ trước đến nay." Khởi điểm văn hóa là nền Văn hóa Hồng Sơn ở phương Bắc đã manh nha cho cả Trung Hoa và Triều Tiên phát triển...

## Vương quốc

### Nhà Hạ

Trung Quốc thời nhà Hạ

Xã hội có giai cấp đầu tiên trong lịch sử Trung Quốc bắt đầu ở đồng bằng phía bắc Trung Quốc đã được miêu tả là thuộc về nhà Hạ – giai đoạn cai trị của họ được tin rằng đã bắt đầu khoảng năm 2.200 TCN.
Theo truyền thuyết, trong thời gian Hạ Vũ trị vì, Vũ đã phát minh ra lối tát nước vào ruộng, lại bắt sống được một số người dân tộc Man về làm nô lệ. Vũ bắt đầu xây dựng thành quách để giữ gìn của riêng và người trong dòng họ. Của cải của Vũ, để lại cho con là Hạ Khải thừa hưởng. Khải lên ngôi, tình thế chưa ổn định, phải lấy đất An Ấp (thuộc tỉnh Sơn Tây ngày nay) để đóng đô. Những con cháu sau này nối ngôi Khải đều nhiều lần đánh phá lẫn nhau, luôn gây ra các cuộc chiến tranh chinh phạt nhỏ. Kinh tế xã hội lúc bấy giờ đã phát triển khá tiến bộ. Phương pháp làm lịch cũng bắt đầu xuất hiện. Từ khi lên ngôi, Khải cho đặt tên triều đại là Hạ. Theo truyền thuyết, đời Hạ đã có chín cái vạc đồng do Khải cho đúc. Như vậy, có thể thời kỳ này đã có đồng và nghề đúc đồng.
Những ghi chép của Tư Mã Thiên về thời gian thành lập Nhà Hạ là từ khoảng 4.000 năm trước, nhưng điều này không thể được chứng thực. Một số nhà khảo cổ học cho rằng nhà Hạ có liên quan tới di vật khai quật được tại Nhị Lý Đầu (二里头) ở trung tâm tỉnh Hà Nam, một bức tượng đồng niên đại từ khoảng năm 2000 TCN. Những dấu hiệu sớm của thời kỳ này được tìm thấy trên các bình gốm và mai rùa trông tương tự như những đường nét đầu tiên của chữ Trung Quốc hiện đại, nhưng nhiều học giả vẫn không chấp nhận ý kiến này. Bằng chứng về sự tồn tại của Nhà Hạ vẫn cần phải được hỗ trợ thêm nữa qua các cuộc khảo cổ. Vì không có những văn bản ghi chép rõ ràng như các văn bản trên các loại xương hay mai rùa dùng để bói của nhà Thương hay những ghi chép trên vại đồng của nhà Chu nên thời đại nhà Hạ vẫn còn chưa được biết đến kỹ lưỡng.
Nhà Hạ truyền được 17 đời vua, từ Hạ Vũ đến Hạ Kiệt được hơn 400 năm thì diệt về tay Thành Thang nhà Thương.

### Nhà Thương

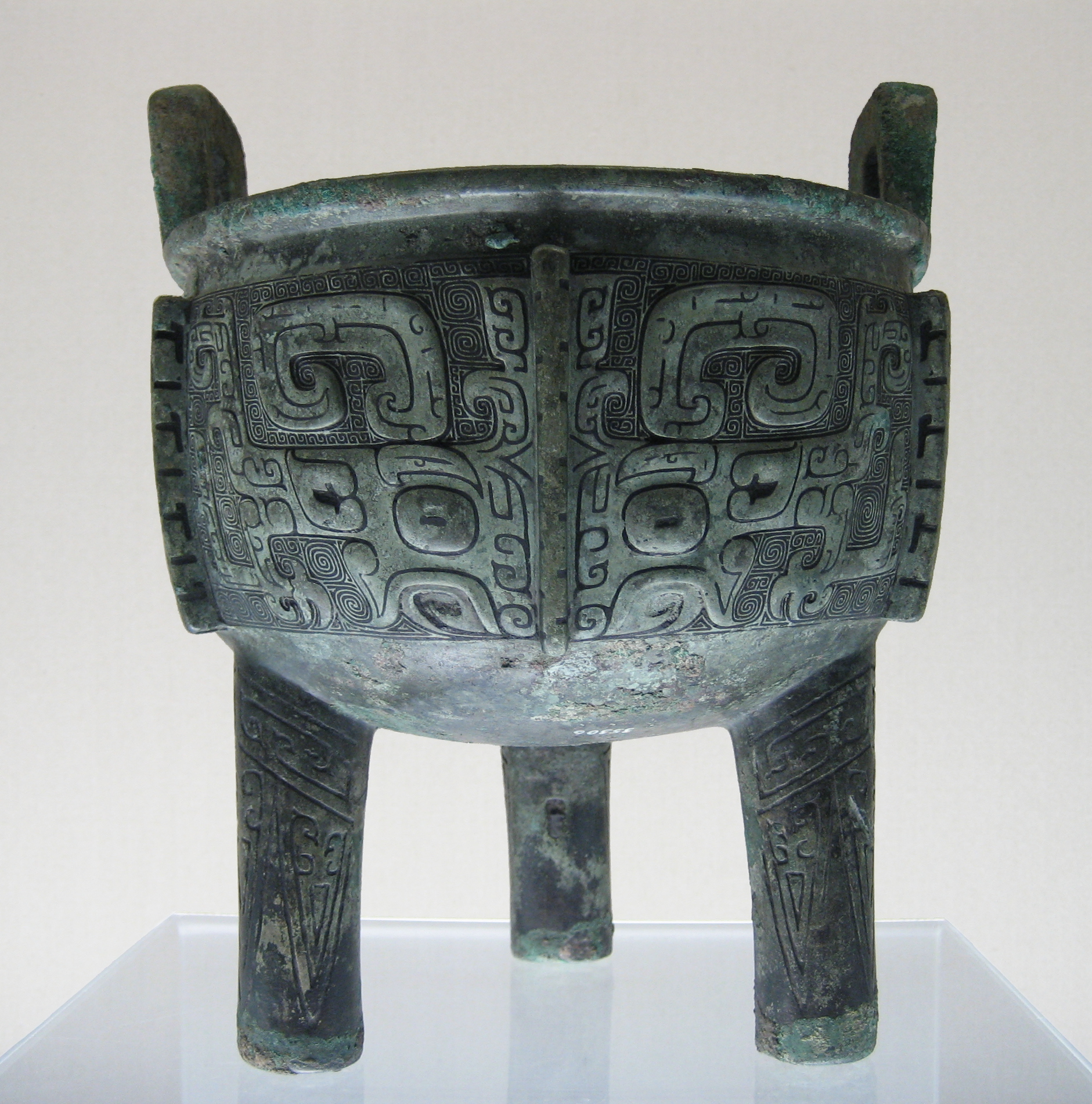
Một chiếc vại bằng đồng cuối thời Thương.

Từ thời Nhà Thương có lẽ ở thế kỷ 13 TCN, người Trung Quốc đã có những đoạn văn khắc dùng để bói toán trên xương thú hoặc mai rùa—được gọi là giáp cốt văn (甲骨文). Nhờ có giáp cốt văn mà ngày nay các nhà khảo cổ có thể kiểm chứng được các sự kiện chính trị, tôn giáo diễn ra vào thời nhà Thương.
Những hiện vật khảo cổ cho thấy bằng chứng về sự tồn tại của nhà Thương, 1600 TCN–1046 TCN và nhà Thương được chia làm hai khuynh hướng. Khuynh hướng thứ nhất, từ đầu thời nhà Thương (1600–1300 TCN) với các bằng chứng tại Nhị Lý Cương (二里崗), Trịnh Châu và Thương Thành. Khuynh hướng thứ hai từ cuối thời nhà Thương hay giai đoạn Ân (殷), gồm rất nhiều văn bản giáp cốt. An Dương.
Các nhà sử học Trung Quốc sống ở cuối những giai đoạn này đã làm quen với khái niệm về những triều đại nối tiếp nhau, nhưng tình hình thực tế chính trị ở giai đoạn đầu trong lịch sử Trung Quốc thì phức tạp và rắc rối hơn nhiều. Vì thế, như một số nhà sử học Trung Quốc đề xuất, nhà Hạ và nhà Thương có lẽ chỉ các thực thể tồn tại đồng thời, giống như nhà Chu ở giai đoạn sớm (triều đại kế tiếp nhà Thương), đã được chứng minh là đã cùng tồn tại đồng thời với nhà Thương.

Thời nhà Thương, đồ đồng đã được dùng phổ biến, đạt trình độ chế tác cao. Nhà Thương thường phái quân đội đi chiến đấu chống lại những bộ tộc lân cận. Những lăng mộ vua nhà Thương được khai quật cho thấy họ có những đội quân từ 3.000 đến 5.000 binh lính. Trong cuộc chiến chống Khương Phương, vua Vũ Đinh (cai trị vào khoảng 1.200 TCN) đã huy động 13.000 quân, vào thời bấy giờ thì đó là một đội quân đại quy mô. Các đồ vật chôn theo nhà vua được tìm thấy là các đồ trang sức cá nhân, những chiếc giáo mũi đồng và những phần còn lại của những chiếc cung và mũi tên. Ngựa và xe ngựa để chở lính ra trận cũng được chôn cùng với vua. Và khi vị vua chết, người đánh xe, chó, người hầu và những nhóm mười người cũng bị tuẫn táng cùng với vua.
Nhà Thương truyền được 30 đời vua, kéo dài khoảng 600 năm thì bị diệt về tay Chu Vũ Vương của nhà Chu.

### Nhà Chu

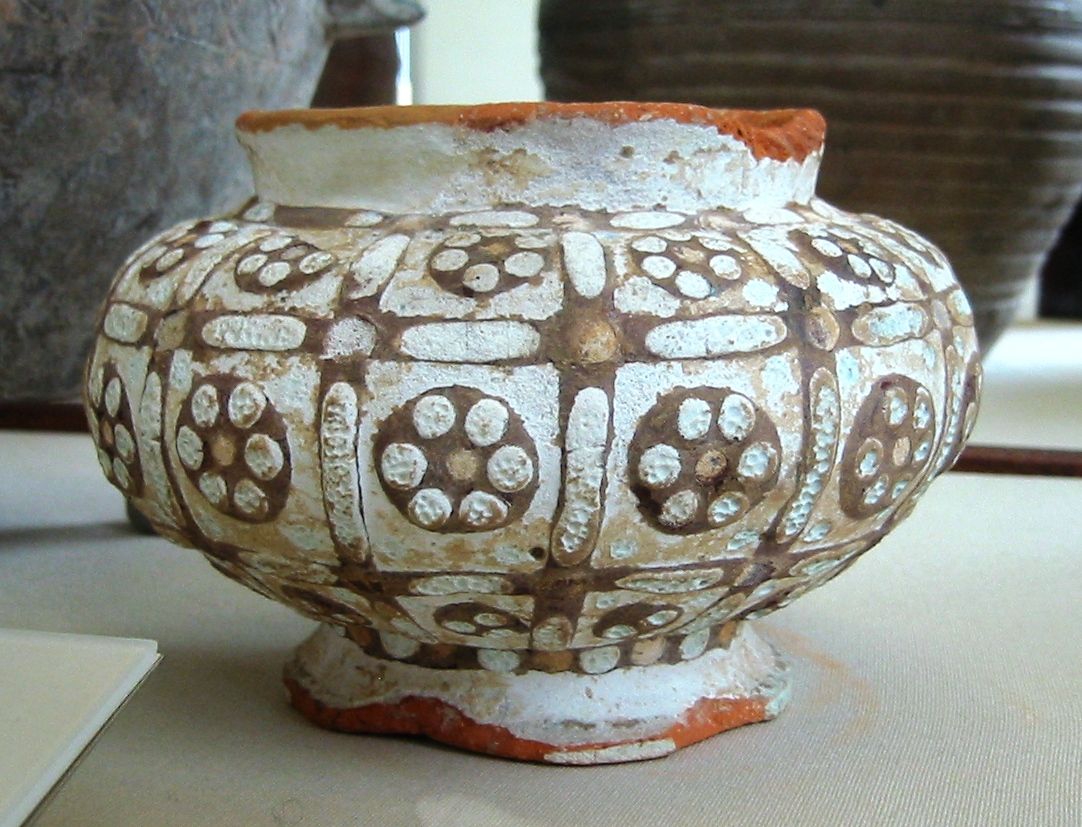
Bình gốm Tây Chu với các mảnh khảm thủy tinh, thế kỷ thứ 4-3 TCN.

Tới cuối thế kỷ thứ 12 trước Công nguyên, nhà Chu bắt đầu nổi lên ở châu thổ Hoàng Hà, tiêu diệt nhà Thương. Có lẽ ban đầu nhà Chu đã bắt đầu thời kỳ cai trị của mình theo một hệ thống nửa phong kiến. Vị vua nhà Chu là Vũ Vương, với sự hỗ trợ của người em là Chu Công trong vai trò nhiếp chính đã đánh bại nhà Thương tại trận Mục Dã. Lúc ấy vị vua nhà Chu đã viện dẫn khái niệm Thiên mệnh để hợp pháp hóa vai trò cai trị của mình, một khái niệm về sau này sẽ có ảnh hưởng trên mọi triều đại kế tiếp.
Ban đầu nhà Chu đóng đô ở vùng Tây An ngày nay, gần sông Hoàng Hà, nhưng họ đã thực hiện nhiều cuộc chinh phục mở rộng vào châu thổ sông Dương Tử. Đây là lần đầu tiên trong số nhiều lần di dân từ phía bắc xuống phía nam trong lịch sử Trung Quốc.
Nhà Chu đã hoàn thiện các nền tảng chính của Văn hóa Trung Quốc thông qua các chính sách Tỉnh Điền Chế, Tông pháp chế, Quốc dã chế và Lễ nhạc. Để tăng tính chính đáng của quyền lực triều đình, nhà Chu lập ra một hệ thống quan niệm mới gọi là "Thiên mệnh", còn nhà vua chính là Thiên tử, đây là quan niệm sẽ được duy trì suốt 3.000 năm phong kiến Trung Hoa. Việc sử dụng đồ sắt cũng đã xuất hiện ở Trung Quốc vào đầu nhà Chu. Nhà Chu có 37 vua kéo dài khoảng 800 năm, là triều đại tồn tại lâu dài nhất trong lịch sử Trung Quốc.

#### Thời Xuân Thu
Từ thế kỷ 8 TCN, trước sức ép của các bộ tộc phía tây thường xuyên tấn công và cướp bóc, nhà Chu đã bỏ kinh đô phía tây để chuyển sang phía đông ở châu thổ Hoàng Hà. Nhà Chu đã nhờ cậy các vương hầu của mình bảo vệ trước sự tấn công của các bộ lạc, nhân cơ hội nhà Chu suy yếu các vương hầu đã lần lượt tiêu diệt các đối thủ nhỏ hơn. Cuối cùng, còn lại vài chục nước, trong đó các chư hầu mạnh nhất lần lượt nổi lên tranh ngôi bá chủ Trung Quốc là Tề, Tấn, Sở, Tần, Tống, Ngô, Việt. Trên danh nghĩa nhà Chu nắm thiên mệnh, nhưng thực sự quyền lực nằm trong tay các chư hầu.

Nhà tư tưởng, nhà giáo dục đầu tiên và quan trọng nhất trong lịch sử Trung Quốc – Khổng Tử, cũng sinh ra trong thời đại này. Khổng Tử là người đầu tiên mở trường tư thục để dạy trẻ em và thanh niên bất kỳ thuộc giai cấp nào, nhằm đào tạo ra những thanh niên ưu tú thông hiểu văn hóa - đạo đức để trợ giúp nhân dân và triều đình. Nhờ có Khổng Tử mở đường, chế độ quý tộc huyết thống dần chuyển qua quý tộc trí thức, sớm hơn 2.000 năm trước phương Tây, khiến các học giả phương Tây rất ngạc nhiên và thán phục, khen văn minh Trung Hoa là vô cùng độc sáng. Ngoài ra còn có Lão Tử, Trang Tử, Liệt Tử là tiểu biểu của Đạo Giáo; Hàn Phi là tiêu biểu của Pháp Gia; Mặc Tử là tiêu biểu của Mặc Gia. Họ là những người đề ra các trường phái tư tưởng ảnh hưởng sâu sắc tới văn hóa Trung Quốc sau này.

#### Thời Chiến quốc

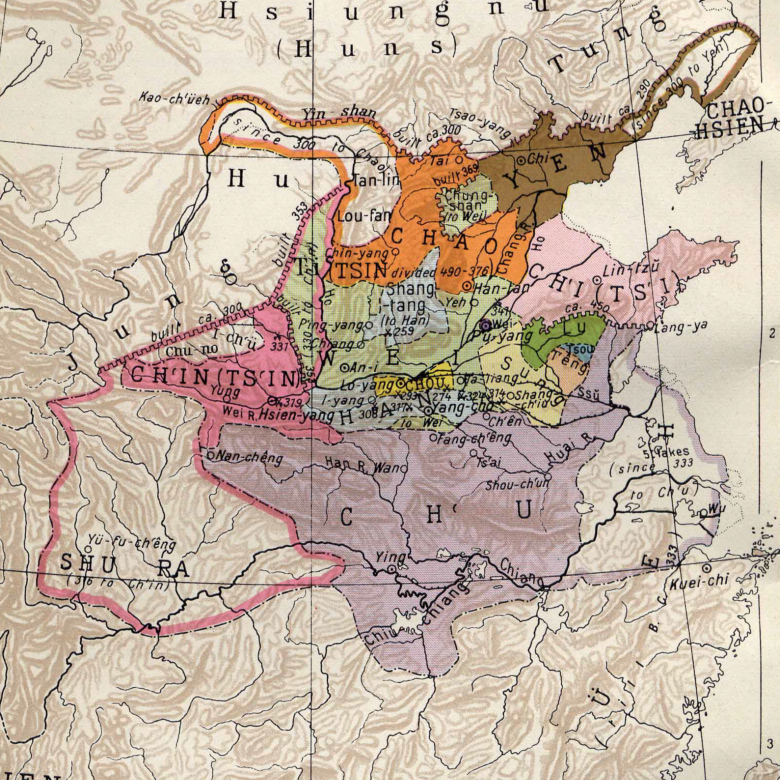
Các quốc gia thời Chiến Quốc. Nhà Tần được hiển thị bằng màu hồng

Thời đại này xảy ra vì sự cân bằng mong manh giữa các nước chư hầu biến thành hỗn loạn trong một thế kỷ và vì một phần ở sự kết thúc thời đại cai trị của nhà Chu. Các liên minh dễ thay đổi và thường bị tan rã khi các nước lớn bắt đầu xâm chiếm và sáp nhập các nước nhỏ hơn. Bắt đầu từ thế kỷ 4 TCN, chỉ tám hay chín nước lớn còn sót lại. Vua nhà Chu vẫn còn tồn tại trên danh nghĩa cho đến năm 256 TCN nhưng chỉ là bù nhìn và nắm giữ rất ít thực quyền.
Dân số Trung Quốc đã tăng mạnh ở giai đoạn Xuân Thu; công cụ bằng sắt và ảnh hưởng của nó đến nông nghiệp đã làm tăng mạnh dân số (vào thế kỷ thứ 4 TCN, Trung Quốc là vùng đông dân nhất thế giới, không có thời điểm nào trong lịch sử mà điều này không chính xác).
Nhiều phát triển trong văn hóa và toán học đã xuất hiện trong thời kỳ này. Một số thành tựu quan trọng có thể kể đến như Tả truyện trong Kinh Xuân Thu - tóm tắt thời kỳ Xuân Thu trước đó và một bó gồm 21 thanh tre gọi là Thẻ tre Thanh Hoa có niên đại đến năm 305 TCN, là một trong những ghi chép về bảng cửu chương thập phân đầu tiên trên thế giới, cho thấy rằng số học thương mại phức tạp đã được thành lập trong thời kỳ này.
Chiến tranh đã trở thành một công việc lớn trong thời đại Xuân Thu, quân đội nhỏ và dưới sự chỉ đạo của tầng lớp quý tộc không còn nữa. Chúng đã thành những đội quân to lớn và gồm những người lính chuyên nghiệp. Một triều đình gồm tầng lớp chuyên nghiệp ngày càng phát triển, một tầng lớp quý tộc tự gọi mình bằng cái tên "quân tử" hay "những người bên trên".
Các lãnh thổ lân cận các nước thời Chiến quốc, nay là vùng Tứ Xuyên và Liêu Ninh cũng bị sát nhập và được quản lý theo hệ thống hành chính địa phương mới gồm các quận và huyện. Hệ thống này đã được sử dụng từ thời Xuân Thu.
Cuối cùng, nước thống nhất Trung Quốc là nhà Tần, một nước ở miền tây bắc Trung Quốc ngày nay. Nhà Tần chinh phục nước Thục ở đồng bằng Thành Đô và đã đánh bật nước Sở khỏi quê hương của nó ở thung lũng sông Hán. Nhà Tần đã sao chép các cải cách hành chính của các nước khác để trở thành một cường quốc. Sự mở rộng cuối cùng trong thời kỳ này bắt đầu dưới thời trị vì của Tần Vương Doanh Chính. Sau khi thống nhất sáu nước, ông tự xưng là Hoàng đế đầu tiên (Tần Thủy Hoàng).

## Thời đế quốc
Thời phong kiến ở Trung Quốc có thể được chia thành ba thời kỳ nhỏ: Sơ kỳ, Trung kỳ và Hậu kỳ.
Các sự kiện chính vào Sơ kỳ phong kiến bao gồm việc nhà Tần thống nhất Trung Quốc và sự thay thế của họ bởi nhà Hán, Cuộc chia cắt đầu tiên sau đó là sự thống nhất của nhà Tấn và sự mất mát của miền bắc Trung Quốc. Thời kỳ Trung kỳ được đánh dấu bởi sự thống nhất của nhà Tùy và sự bổ sung của họ bởi sự thống nhất của nhà Đường, cuộc phân chia thứ hai và nhà Tống. Hậu kỳ bao gồm các triều đại Nguyên, Minh và Thanh.

### Nhà Tần (221–206 TCN)

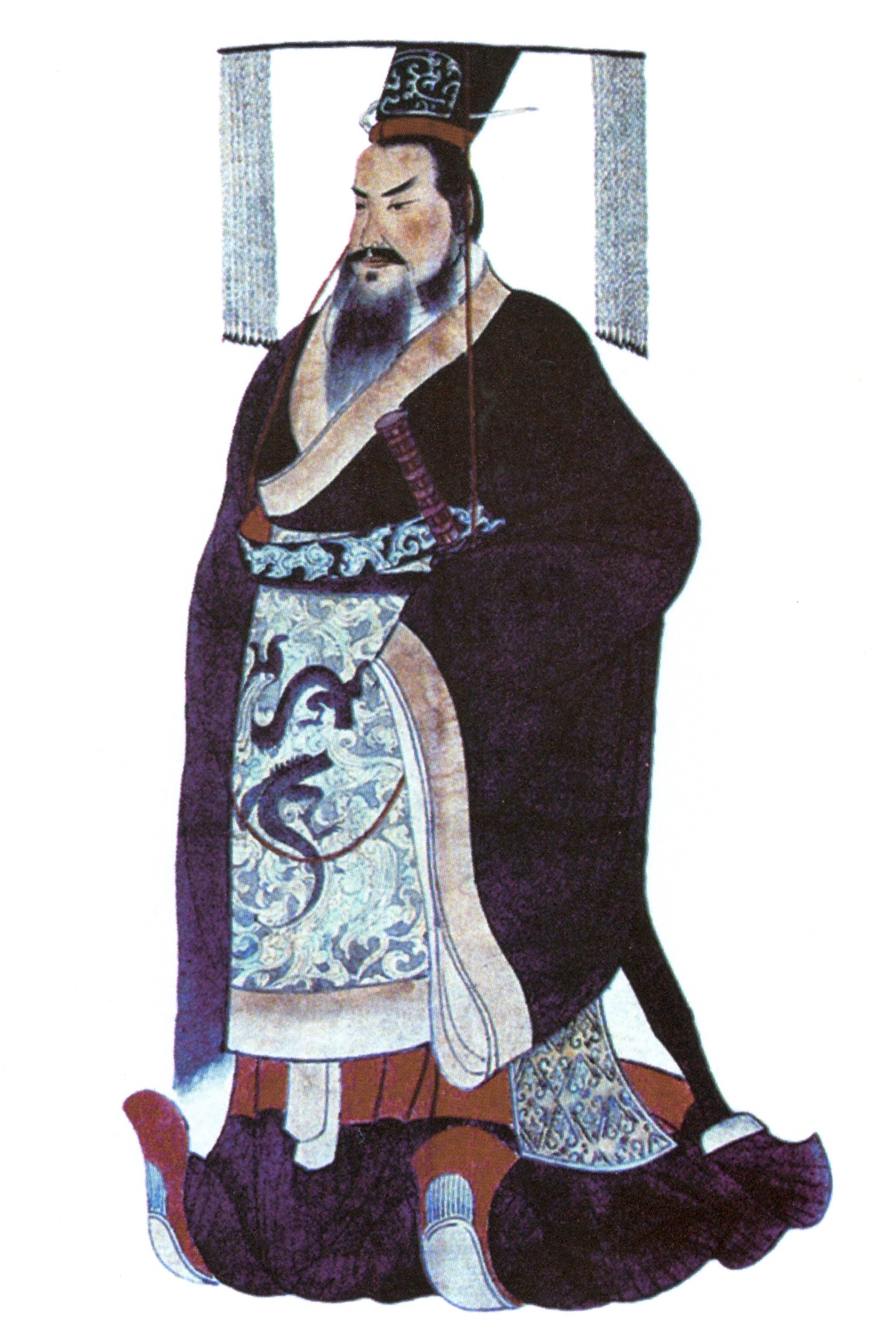
Tần Thủy Hoàng, vị Hoàng đế được coi là người đã thiết lập đế chế Trung Quốc.

Các nhà sử học thường coi thời kỳ từ khi bắt đầu nhà Tần tới khi kết thúc nhà Thanh là giai đoạn Đế quốc Trung Quốc. Dù thời gian thống nhất dưới sự cai trị của Tần Thủy Hoàng Đế chỉ kéo dài mười lăm năm, ông đã chinh phục được những vùng đất rộng lớn để tạo nên cơ sở cho nhà Hán sau này và thống nhất chúng dưới một chính phủ Pháp gia trung ương tập quyền chặt chẽ, thủ đô đặt tại Hàm Dương (咸陽) (Tây An ngày nay). Học thuyết của Pháp gia của nhà Tần đặt trọng tâm trên sự tôn trọng triệt để một hệ thống pháp luật và quyền lực tuyệt đối của hoàng đế. Học thuyết này tỏ ra rất hữu dụng để mở rộng đế chế bằng quân sự nhưng lại không tốt trong thời bình. Nhà Tần dùng những biện pháp tàn bạo để dẹp yên chống đối, thậm chí gồm cả việc Đốt sách chôn nho. Điều này khiến cho nhà Hán kế tục sau này phải đưa thêm vào các trường phái cai trị có tính ôn hòa hơn.

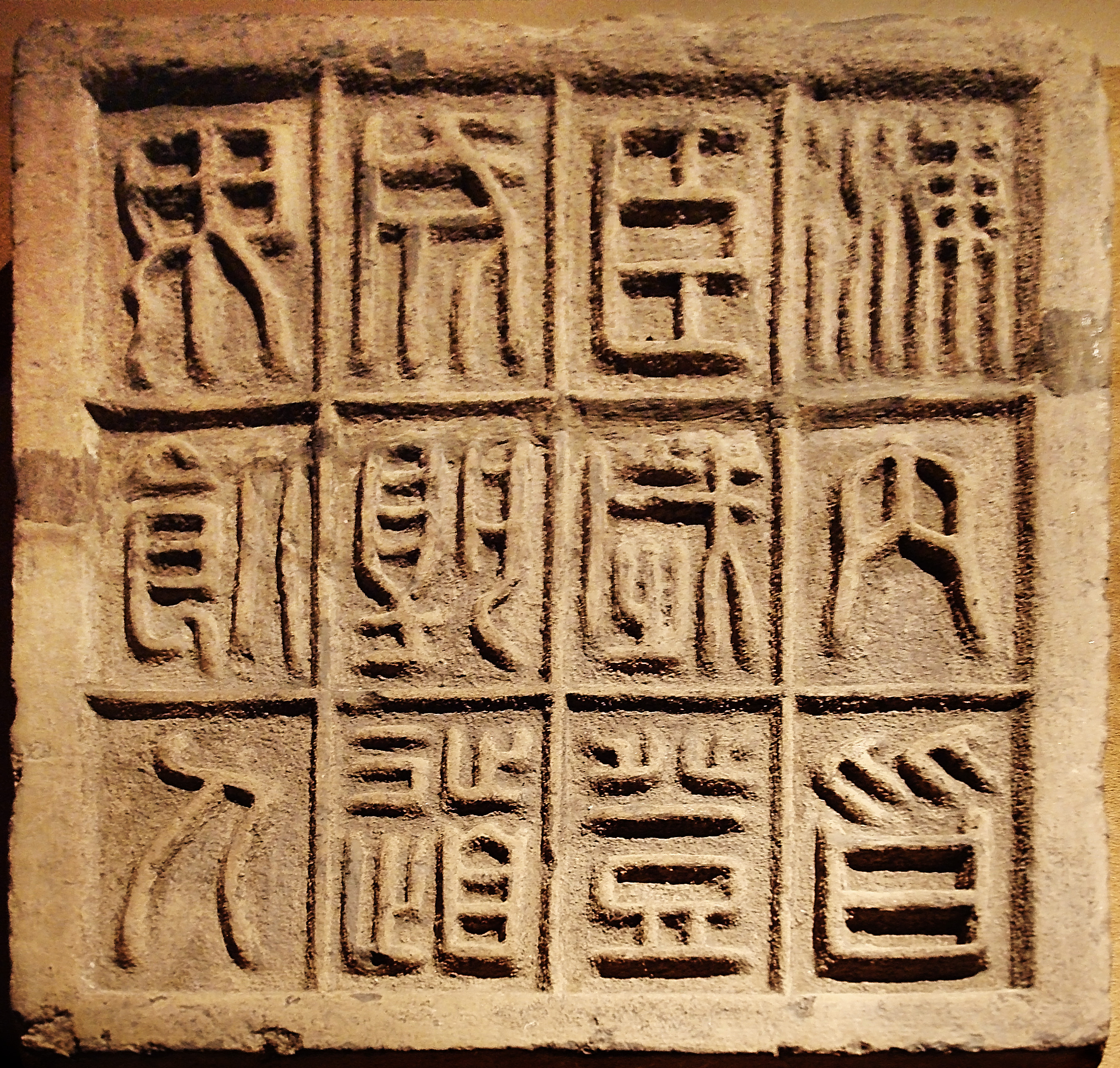
Phiến đá có mười hai dấu ấn chữ Tần (221–206 trước Công nguyên)

Các đóng góp quan trọng khác của nhà Tần gồm thống nhất và tiêu chuẩn hóa pháp luật, chữ viết, tiền tệ, đo lường Trung Quốc sau giai đoạn Xuân Thu và Chiến Quốc đầy biến loạn. Thậm chí cả chiều dài trục xe cũng được quy định thống nhất ở thời kỳ này để đảm bảo hệ thống thương mại có thể hoạt động trên khắp đế chế. Nhà Tần đã khởi đầu công trình Vạn lý trường thành, sau này được sửa chữa và xây dựng thêm ở thời nhà Minh. Nền kinh tế của Nhà Tần dựa trên thuế ngũ cốc mà các thần dân của nó phải trả cũng như lao động mà họ phục vụ khi hết mùa vụ. Điều này hiện đã được hiểu rõ bởi vì một số lượng lớn các văn bản hành chính của Tần đã được khai quật.
Cuộc chinh phục và thuộc địa hóa Thung lũng Dương Tử của Tần đóng một vai trò quan trọng trong việc đưa khu vực này nằm dưới sự kiểm soát của các đế chế Trung Quốc. Các bộ lạc phía bắc được nhà Tần gọi chung là Ngũ Hồ, đã thoát khỏi sự thống trị của Trung Quốc trong phần lớn triều đại. Bị cấm giao thương với nông dân nhà Tần, bộ tộc Hung Nô sống trong vùng Sa mạc Ngạc Nhĩ Đa Tư ở tây bắc Trung Quốc thường xuyên đột kích họ khiến nhà Tần trả đũa. Sau do tướng Mông Điềm chỉ huy, khu vực này đã bị chinh phục vào năm 215 trước Công nguyên và nền nông nghiệp được thiết lập; những người nông dân đã bất bình và sau đó nổi dậy. Triều đại nhà Hán kế vị cũng mở rộng sang Ngạc Nhĩ Đa Tư do dân số quá đông nhưng làm cạn kiệt tài nguyên của họ trong quá trình này. Thật vậy, điều này đúng với biên giới của vương triều theo nhiều hướng; Nội Mông, Tân Cương, Tây Tạng, Mãn Châu hiện đại và các khu vực ở phía đông nam là xa lạ với nhà Tần và ngay cả những khu vực mà họ kiểm soát bằng quân sự cũng khác biệt về văn hóa.
Các luật lệ của đế chế rất chặt chẽ và ác nghiệt, đặc biệt đối với người trong triều đình. Hình phạt cho tham nhũng dành cho mọi thành viên triều đình là tử hình. Các pháp gia cũng tin rằng việc tập trung hoá về tư tưởng, sợ rằng bất kỳ một cách suy nghĩ nào khác ngoài Pháp gia có thể dẫn tới việc phá vỡ hay nổi loạn. Vì thế mọi trường phái triết học khác bị đặt ra ngoài vòng pháp luật, đặc biệt là Khổng giáo và sách vở của họ bị đốt, giáo viên bị hành quyết. Nhà Tần cũng mạnh tay đối với thương mại. Coi đó là một kiểu tiêm nhiễm hay sự ăn bám, nhà Tần cấm ngặt buôn bán và chủ nghĩa trọng thương, đánh thuế nặng đối với thương nhân và hành quyết các thương nhân vì những lỗi nhỏ nhất.
Việc huy động đông đảo dân chúng xây dựng các công trình công cộng cũng như cung điện, sự phân biệt đối xử giữa người nước Tần và dân sáu nước bị chinh phục gây cho họ sự phẫn nộ lớn. Ngay sau khi Tần Thủy Hoàng chết, các cuộc khởi nghĩa nông dân nổ ra khắp nơi trong đế chế và quân đội Tần không thể dẹp yên. Cuối cùng, hai lực lượng mạnh nhất do Hạng Vũ và Lưu Bang lãnh đạo đã lật đổ nhà Tần. Vua Tần cuối cùng là Tử Anh đầu hàng đánh dấu sự kết thúc của đế chế đầu tiên trong lịch sử Trung Quốc.

### Nhà Hán (206 TCN – 220)

#### Tây Hán

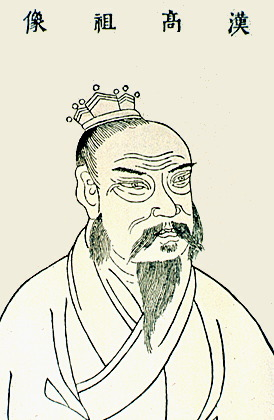
Lưu Bang.

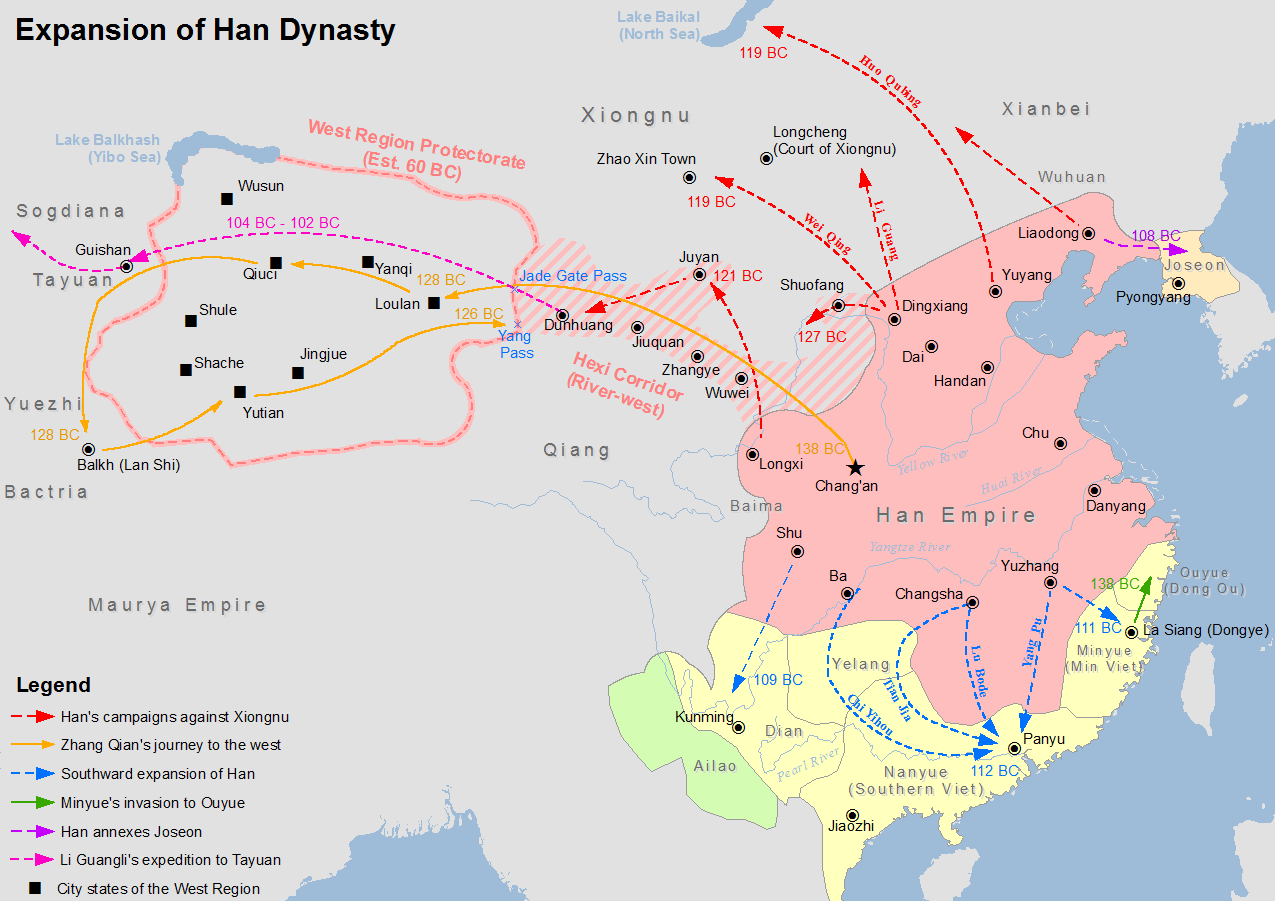
Bản đồ thể hiện sự mở rộng của nhà Hán vào thế kỷ thứ 2 trước Công nguyên

Năm 202 TCN, Lưu Bang đã đánh bại kẻ thù nguy hiểm và hung bạo của mình là Hạng Vũ. Ông lên ngôi Hoàng đế. Do từng được phong ở đất Hán Trung, ông đặt tên triều đại của mình là Hán, mà người đời sau gọi là vương triều Lưu Hán.
Cuộc đấu tranh cho quyền lực của Lưu Bang vẫn tiếp diễn, ông phải chiến đấu nhiều cuộc chiến nhỏ để củng cố quyền lực, một số cuộc chiến để chống lại các đồng minh cũ. Một việc khác để củng cố quyền lực mà Lưu Bang phải đối mặt là liên minh các bộ lạc ở biên giới phía bắc Trung Quốc, có họ ngữ âm Đột Quyết, gọi chung là Hung Nô, cầm đầu bởi một Thiền vu. Các bộ tộc Hung Nô là những bộ tộc du mục và trong giai đoạn chiếm hữu nô lệ. Và cũng giống như những bộ tộc du mục khác, người Hung Nô có truyền thống chiến tranh và đã từng nhiều lần tiến hành các vụ tấn công vào Trung Quốc. Lưu Bang tin rằng ông vẫn chưa đủ mạnh để đánh bại các bộ tộc phương bắc, vì thế ông đút lót thực phẩm và quần áo cho họ để đổi lấy sự thỏa thuận của họ không xâm phạm vào đế quốc mới của ông. Thậm chí ông đã phải gả cho vị Thiền vu Hung Nô một cô gái mang danh là công chúa Trung Quốc.
Tất nhiên, triều đình của Lưu Bang bắt buộc phải quay lại kiểu cai trị độc tài. Dân chủ không bao giờ là vấn đề đối với người Trung Quốc như nó đã từng có ở các nền văn minh khác ở khoảng năm 200 TCN. Giống với Jeroboam ở Israel, Lưu Bang không phải là nhà cách mạng. Đối với ông triều đình tốt là một triều đình mạnh, một triều đình có thể duy trì sự phục tùng đầy đủ. Lưu Bang đã bắt đầu xây dựng một kinh đô mới tại Trường An, đây sẽ trở thành thành phố lớn nhất thế giới thời kỳ đó. Nhưng ngoài mục tiêu xây dựng một triều đình mạnh ông muốn tập trung sự quản lý đế chế của mình, và vì thế ông cần một đội quân gồm những bầy tôi dân sự trung thành. Để có thể kiểm soát một cách đáng tin cậy đế chế vĩ đại của mình, ông đưa các anh em, chú bác, họ hàng làm những lãnh chúa địa phương. Ông tìm kiếm những sự ủng hộ tiếp tục của các tướng lĩnh địa phương những người từng góp phần trong đồng minh của ông để giành quyền lực, và những người từng làm tướng văn tướng võ của ông, ông phong thành các quý tộc ở cấp nhỏ hơn. Những quan lại địa phương cũ của nhà Tần đã từng ủng hộ ông vẫn được giữ chức vụ cũ, và một số nhà quý tộc thân thiện với ông vẫn được giữ đất đai của mình.
Lưu Bang cũng tìm kiếm sự ủng hộ từ phía nông dân. Ông giảm thuế cho họ và cho những người khác. Ở khắp nơi, ông đều tìm cách bảo vệ nông dân khỏi những nhà quý tộc cũ đang tìm cách lấy lại đất đai đã mất. Ông cải thiện đời sống cho họ bằng cách không bắt họ phải đi làm việc nhiều như dưới triều đại cũ, Tần Thủy Hoàng. Và các nông dân tin rằng bởi vì Lưu Bang cũng từng là một nông dân nên ông sẽ tiếp tục cai trị theo cách có lợi cho họ.

##### Sự bắt đầu của tầng lớp quý tộc nhỏ Trung Quốc
Dựa vào nguồn gốc nông dân của mình, Lưu Bang tỏ thái độ khinh thị với người trí thức bằng cách đái vào trong mũ của một người trí thức trong triều, nhưng trong nỗ lực để cai trị quốc gia ông đã thấy lợi ích trong việc sử dụng người trí thức, và ông đã dàn hòa với họ. Nhiều người trí thức là thuộc Khổng giáo, và ông đã bắt đầu đối xử với Khổng giáo với sự khoan dung lớn hơn trong khi ông tiếp tục đặt ra ngoài vòng pháp luật những sự tố cáo của Khổng giáo đối với các quan điểm của Pháp gia. Với sự hỗ trợ bên cạnh của Khổng giáo, Lưu Bang tìm cách thu hút các bầy tôi dân sự giỏi và ông đã tìm thấy họ trong những gia đình thuộc tầng lớp trung lưu mới trong nông nghiệp gọi là những quý tộc nhỏ, một tầng lớp khác biệt với quý tộc. Đầu tiên, Lưu Bang và quan lại xung quanh tìm cách đưa những người bạn chiến đấu của mình vào các vị trí quản lý dân sự, nhưng sau đó họ thấy rằng những người đó không đủ khả năng làm quản lý hành chính. Và sau khi có sai lầm vì thấy các tướng quân đội không có khả năng quản lý hành chính, Lưu Bang không cho họ giữ các chức vụ đó nữa. Các triều đình trước thường rất thành công khi cho các nhà buôn giữ các chức vụ quản lý dân sự, nhưng đối với Lưu Bang và quan lại xung quanh vốn có nguồn gốc nông dân nên họ không tin các nhà buôn. Thay vào đó, họ dùng những người thuộc gia đình trồng trọt giàu có, đa phần số họ trở nên giàu ở một vài thế hệ gần đây. Tầng lớp mới này (quý tộc nhỏ) đã gửi những đứa con ưu tú nhất của mình đi làm việc trong triều đình và cho những đứa kém hơn ở nhà làm ruộng. Và với quyền lợi mới trong việc cưới xin hợp lúc, tầng lớp mới đã bắt đầu có nhiều ảnh hưởng hơn nhờ vào họ ngoại.

##### Hán Văn Đế: Khởi đầu một thời đại mới

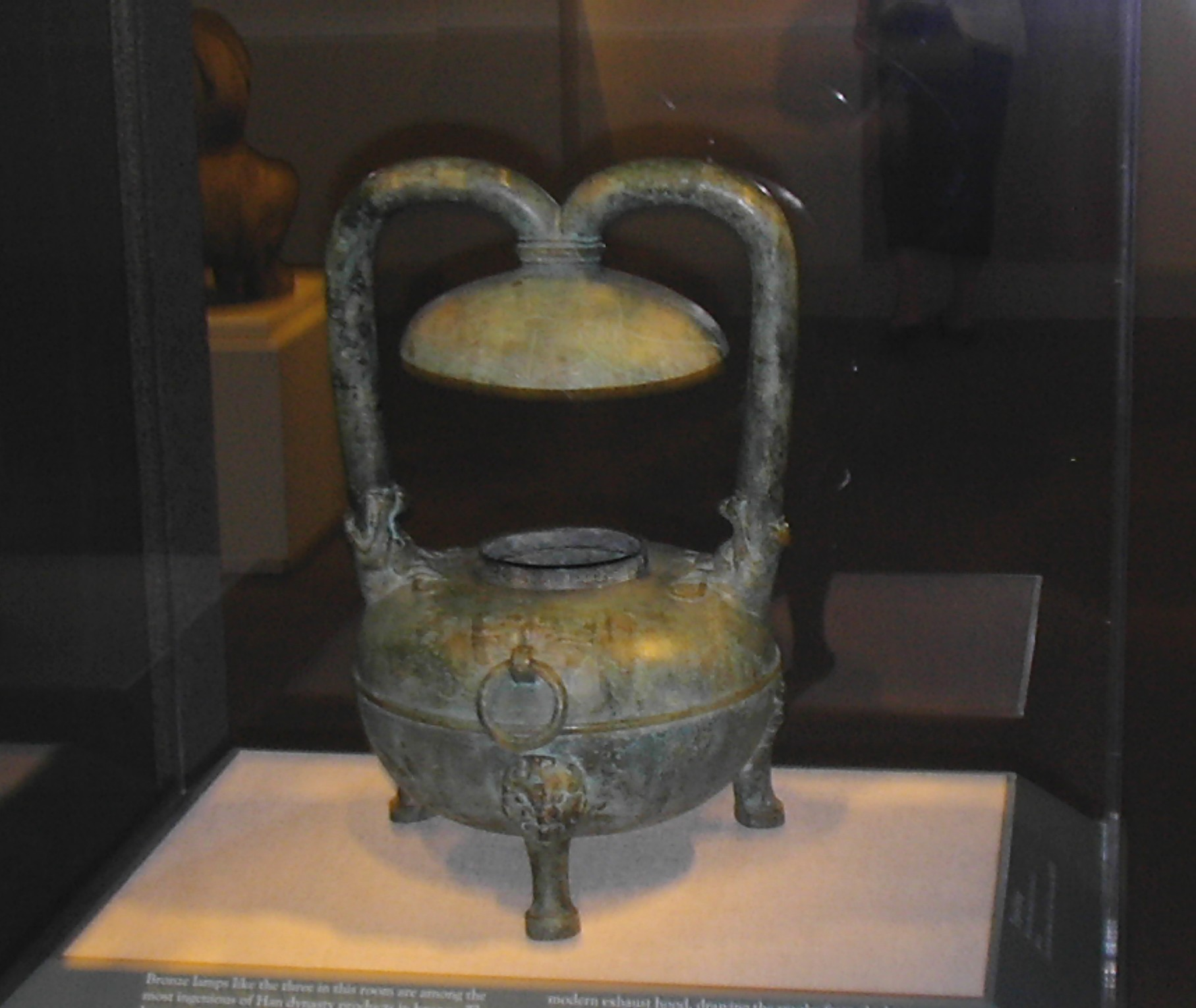
Một đèn ba chân làm bằng đồng thời Tây Hán.

Lưu Bang chết năm 195 TCN ở tuổi sáu mươi ba, được trao thụy hiệu là Cao Đế. Quyền lực rơi vào tay vợ ông, Lã Hậu. Ở Trung Quốc cũng như ở những nơi khác cai trị độc tài đồng nghĩa với cai trị gia đình, và những cuộc tranh giành quyền lực diễn ra bên trong hoàng tộc. Lã Hậu tống các thành viên hoàng tộc họ Lưu ra khỏi các vị trí quyền lực và thay thế họ bằng những người họ Lã. Sau 15 năm cai trị bà mất, và họ hàng của Lưu Bang lại quay lại nắm quyền cai trị, họ giết tất cả các thành viên gia tộc Lã Hậu. Một người con thứ của Lưu Bang với người thiếp là vợ cũ của Ngụy vương Báo tên là Lưu Hằng được lập làm hoàng đế, phục hồi lại quyền cai trị nhà Hán, tức là Hán Văn Đế.
Với hệ thống quan liêu triều đình, sự cai trị nhà Hán đang dần hướng về thảm họa, nhưng trong ngắn hạn thì dưới triều Hán Văn Đế ông là người biết cai trị, biết chú ý đến quyền lợi của nhân dân. Khi nạn đói xảy ra ông cho tổ chức cứu tế, trợ cấp cho người già. Ông thả tự do nhiều nô lệ và bãi bỏ nhiều cách hành hình man rợ. Trong thời cai trị của ông, kinh tế được nghiên cứu kỹ lưỡng, và Hán Văn đế rất coi trọng những nội dung kinh tế. Ông phát triển kinh tế bằng cách giảm bớt ngăn cấm khai mỏ đồng, bằng cách chi tiêu tiết kiệm và giảm thuế đánh vào nông dân.
Dưới thời Văn đế, Trung Quốc có hòa bình bên trong và một sự thịnh vượng chưa từng có. Điều này giúp nghệ thuật phát triển cao và vẫn còn làm thế giới ngày nay chiêm ngưỡng. Và cùng với sự thịnh vượng, dân số Trung Quốc bắt đầu tăng lên, người dân lao vào khai phá và trồng cấy các vùng đất mới.
Tầng lớp quý tộc nhỏ được nhiều lợi ích từ phát triển kinh tế và nhiều người trong số họ chuyển tới thành phố. Quý tộc nhỏ muốn được coi là những người quý phái giống tầng lớp quý tộc cũ. Sự phát triển tầng lớp ưu tú này, cộng với sự thịnh vượng, đã giúp Khổng giáo phát triển. Có thời gian học tập, quý tộc nhỏ trở nên hứng thú với những trường phái học cũ. Với một sự phục hưng những trường phái học cũ, các cố gắng đã có nhằm tái tạo lại các cuốn sách đã bị đốt dưới thời cai trị của Tần Thủy Hoàng. Bị lôi cuốn bởi sự ngưỡng mộ của Khổng giáo đối với chính quyền và cách xử sự đúng mực, các trí thức học giả trở nên rất nhiều thuộc Khổng giáo. Văn đế khuyến khích môn đệ Khổng giáo vào các chức vụ cao nhất trong chính quyền. Ông đã trở thành vị vua đầu tiên hoàn toàn chấp nhận việc lưu truyền Khổng giáo – như Khổng Tử từng mơ về một vị vua như vậy. Nhưng sự lớn mạnh của Khổng giáo không cứu vãn được Trung Quốc khỏi thảm họa chính trị và xã hội.

##### Hán Vũ Đế: Mở rộng và suy tàn

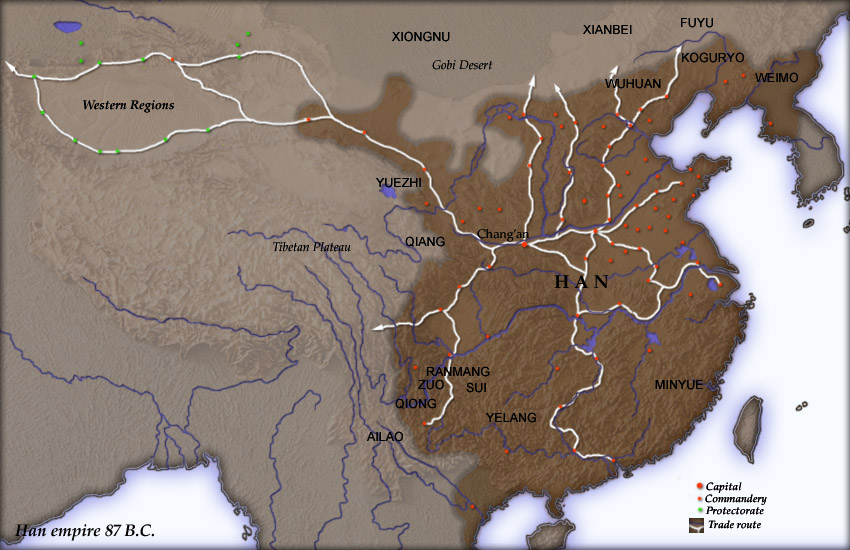
Bản đồ nhà Hán năm 87 TCN, thời Hán Vũ Đế.

Năm 156 TCN, con trai Văn Đế, Cảnh Đế, kế tục cha. Ông cai trị 16 năm và cố gắng mở rộng sự thống trị của gia đình đối với các gia đình quý tộc. Các cuộc chiến giữa các quý tộc đó và Cảnh Đế đã kết thúc một cách có lợi cho ông. Nó kết thúc trong sự thỏa hiệp rằng các quý tộc vẫn giữ một số quyền ưu tiên và quyền lực nhưng không được phép chỉ định quan lại trong đất đai của mình nữa.
Năm 141 TCN, con Cảnh Đế là Hán Vũ Đế kế vị. Vị vua mười sáu tuổi thông minh và mạnh mẽ, luôn thích liều mạng trong những cuộc săn lớn. Vũ Đế kéo dài thời thịnh vượng của Hán triều. Vũ Đế bắt đầu thời cai trị của mình bằng một nỗ lực không can thiệp vào thương mại và các cơ hội kinh tế, điều này cho phép kinh tế tư nhân phát triển. Ông vẫn giữ các vị quan dân sự dưới sự quản lý chặt chẽ và trừng phạt sự bất tuân nhỏ nhất cũng như sự không trung thành. Ông kết thúc sự thỏa hiệp của Cảnh Đế bằng một cuộc chiến quý tộc chống lại các hoàng tử có ảnh hưởng nhất của Trung Quốc, và ở tầm địa phương ông trao nhiều quyền lực cho các vị quan đại diện của mình.
Vũ Đế thay đổi luật thừa kế. Thay vì việc đất đai gia đình rơi vào tay người con trai cả, ông trao cho mọi người con trong gia đình phần chia bằng nhau đối với đất đai của ông cha, điều này phá vỡ các khoảnh đất lớn thành cách mảnh nhỏ. Và vào năm 138 TCN, Vũ Đế tiến hành cuộc thám hiểm được biết đến lần đầu tiên của Trung Quốc, Trương Khiên đến Tây Á, phía tây của Đại Hạ để thiết lập quan hệ với Quý Sương (Kushan) (Nguyệt Chi Yuzhi).

##### Khổng giáo trở thành chính thức
Trong hai mươi năm cai trị, Vũ đế biến Khổng giáo thành triết lý chính trị chính thức của Trung Quốc. Khổng giáo trở thành thống trị trong giới quan lại dân sự trong khi các đối thủ Pháp gia vẫn giữ được vị trí của mình. Các cuộc thi cử được tổ chức để chọn ra 130.000 hoặc còn hơn thế nhân viên dân sự, họ phải trải qua cuộc thi về sự hiểu biết lý thuyết Khổng giáo, hiểu biết về chữ viết cổ và các nguyên tắc thứ bậc xã hội hơn là sự thành thạo kỹ thuật.
Về mặt lý thuyết, các cuộc thi đó cho phép mọi người dân tham dự, nhưng trên thực tế chỉ những người có đủ sự tôn trọng, trong đó không bao gồm thợ thủ công, nhà buôn và các tầng lớp bên dưới quý tộc nhỏ tham dự - không nghi ngờ rằng nhiều người trong số họ có khả năng để phụng sự Trung Quốc.
Việc huấn luyện làm việc cho các nhân viên dân sự được tiến hành ở cấp quan liêu địa phương. Và việc thích hợp với truyền thống Khổng giáo đã trở thành một thứ để truyền dạy trong thời gian học việc. Một người trẻ tuổi chứng minh được mình có khả năng như một thư ký có thể được phong làm một nhà quản lý. Và sau khi đã chứng minh được khả năng quản lý của mình anh ta sẽ được thăng chức làm cố vấn và được tham dự vào triều đình, hay anh ta sẽ có một vị trí cao hơn trong một triều đình địa phương.

##### Mở cửa ra phía tây và các cuộc chiến mở rộng lãnh thổ

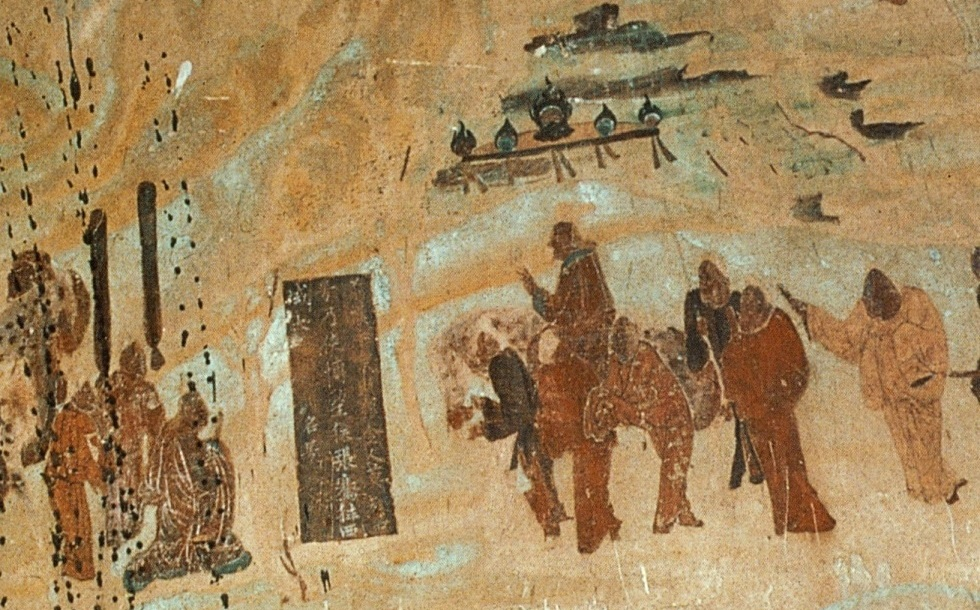
Hành trình 138 TCN–126 TCN của Trương Khiên về phía tây, Hang Mộ Cao, tranh tường 618–712.

Nhờ nền kinh tế thịnh vượng, Trung Quốc có nhiều khả năng hơn để chi phí chiến tranh. Vũ đế tin rằng ông đủ mạnh để không cần phải cống nạp cho Hung nô, vốn bắt đầu từ thời Lưu Bang nữa. Ông lo ngại rằng Hung nô có thể phái quân vào thảo nguyên miền bắc dân cư thưa thớt của Trung Quốc hay họ có thể lập thành liên minh với người Tạng, và ông muốn lập nên một con đường thương mại nhằm buôn bán với vùng Trung Á bảo đảm được an toàn. Vì thế Vũ đế mở nhiều chiến dịch quân sự. Chúng được các tướng của ông ta chỉ huy, nhưng chúng lại mang lại cho Vũ đế sự công nhận như là một vị vua mạnh mẽ và can đảm.
Việc Vũ đế quay sang chống lại Hung Nô làm tốn nhiều nhân lực nhưng nó giúp đẩy lùi Hung nô ra khỏi biên giới phía bắc Trung Quốc. Có lẽ khoảng hai triệu người Trung Quốc đã di cư đến các vùng mới chinh phục được và Vũ đế thành lập các thuộc địa ở đó với các binh sĩ và nhân viên dân sự của mình. Những người Hung Nô bị bắt phải chuyển sang làm nghề trồng trọt, công nhân xây dựng và lao động tại các trang trại. Một số trong số họ gia nhập quân đội Trung Quốc, gia đình của họ bị bắt buộc phải ở tại nơi cũ làm con tin để đảm bảo họ không phản bội.
Cuộc chiến chống lại Hung nô khuyến khích việc khai phá xa hơn về phía tây. Sau mười ba năm vắng mặt và mười năm bị Hung nô bắt giữ, nhà thám hiểm Trương Khiên quay trở về triều đình Vũ đế và mang theo miêu tả đáng tin cậy đầu tiên về Trung Á. Vũ đế ra lệnh cho Trương Khiên và tay chân quay trở lại Trung Á, và họ đã thu thập thông tin về Ấn Độ và Ba Tư và khám phá các vùng đất trồng trọt màu mỡ ở Bactria. Các cuộc thám hiểm đó, và sự thắng lợi của Trung Quốc trước Hung nô mang lại một sự trao đổi sứ thần thường xuyên giữa Trung Quốc và các nước phía tây, và nó mở ra cho Trung Quốc con đường thương mại dài 4.000 dặm sau này sẽ được biết đến với cái tên Con đường tơ lụa. Trung Quốc bắt đầu nhập khẩu các ngũ cốc và ngựa tốt, họ cũng bắt đầu trồng cỏ đinh lăng và nho. Vũ đế biết thêm nhiều về nguồn gốc của những hàng hóa mà Trung Quốc nhập khẩu. Để kiếm thêm lợi nhuận ông yêu cầu các nước lân cận trả thuế cho mình để được phép bán hàng cho người dân Trung Quốc, và tiến hành các chiến dịch quân sự nhằm buộc họ phải làm thế.
Trong lúc đó, Vũ đế gửi quân đội của mình tới phía bắc và phía nam. Năm 108 TCN vì muốn kiểm soát vùng đông bắc, Vũ đế chinh phục một vương quốc đang ở thời đồ sắt phía bắc Triều Tiên, vương quốc Cổ Triều Tiên. Đây là một vương quốc tồn tại cùng mức với nhiều tiểu quốc tại Trung Quốc trước khi chúng thống nhất với nhau năm 221 TCN, và nó cũng có nhiều người tị nạn Trung Quốc chạy đến từ những thế kỷ trước. Ở phía nam, quân đội của Vũ đế chinh phục lại những đất đai mà Trung Quốc đã mất trong cuộc nội chiến đưa nhà Hán lên ngôi, gồm cả thành phố cảng Quảng Châu. Những người di cư Trung Quốc theo chân quân đội. Sau đó, với những trận chiến lớn, quân đội của Vũ đế chinh phục phía bắc Việt Nam, một vùng mà người Trung Quốc gọi là An Nam, hay "miền nam yên ổn".

##### Suy tàn kinh tế và nạn nhân mãn

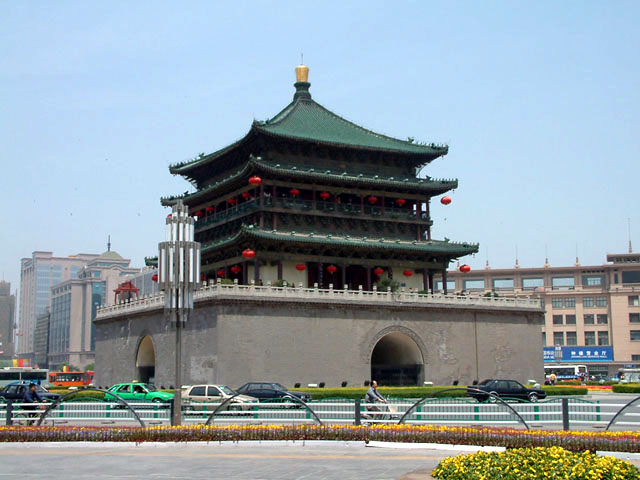
Thành phố Tây An, thủ phủ tỉnh Thiểm Tây, xưa kia là kinh đô Trường An của nhà Tây Hán.

Các cuộc chiến mở mang đất đai của Vũ đế và việc cung cấp cho một quân đội chiếm đóng đông đảo là một gánh nặng cho kinh tế Trung Quốc. Chúng lớn hơn nhiều nhưng lợi ích thu lại được từ việc tăng trưởng thương mại theo sau các cuộc chinh phục. Nhập khẩu góp phần thỏa mãn nhu cầu của người giàu hơn là góp phần tăng sinh khí cho kinh tế Trung Quốc. Các quan chức triều đình theo phái Pháp gia thậm chí làm mọi việc trở nên tồi tệ hơn. Họ rất thù địch với những thương nhân, và họ vận động việc triều đình quản lý kinh tế. Dưới ảnh hưởng của họ, triều đình đánh thuế mới trên các tàu và xe buôn bán hai loại hàng mang lại nhiều lợi nhuận nhất trong công nghiệp của Trung Quốc đó là muối và sắt. Và với việc triều đình ngày càng can thiệp sâu, kinh tế suy yếu.
Tích tụ ruộng đất đã từng làm thay đổi nông nghiệp của đế quốc La Mã giờ đây cũng làm thay đổi nông nghiệp Trung Quốc, ngoại trừ việc dân số vùng nông thôn Trung Quốc đã tăng lên. Với việc ruộng đất của người giàu ngày càng tăng và nông dân cũng tăng, một sự thiếu hụt đất đai xuất hiện. Quan liêu tiểu quý tộc tìm cách ngăn chặn sự bấp bênh bằng cách mua đất và thường lợi dụng ưu thế của mình để làm việc đó, và thông thường họ có thể miễn trừ thuế cho đất đai của mình. Những người dân thường phải chịu phần thuế nặng hơn, dẫn tới kết quả là họ phải vay mượn nhiều hơn - với lãi rất nặng. Khả năng sản xuất nông nghiệp giảm sút. Nhiều nông dân bị đuổi đi hay bị buộc phải rời bỏ đất đai, làm cho tiểu quý tộc càng có nhiều đất hơn. Một số nông dân rời ruộng đất để làm nghề ăn cướp, và một số nông dân bắt buộc phải bán con làm nô lệ.
Chế độ bắt lính và bắt lao động cũng làm tăng sự bất mãn của nông dân. Học giả Trung Quốc Đổng Trọng Thư, bất bình trước cảnh tuyệt vọng của người dân và ông đã bày tỏ những lo lắng về tình trạng suy tàn của xã hội. Ông phàn nàn về sự mở rộng to lớn của những vùng đất của người giàu trong khi người nghèo không có chỗ đứng chân. Ông phàn nàn rằng những người canh tác trên đất của người khác phải mất năm mươi phần trăm thu hoạch cho chủ đất. Đổng Trọng Thư công nhận sự bất mãn đối mặt với những người nông dân không thể có tiền để mua công cụ bằng sắt, những người phải trồng cấy bằng dụng cụ gỗ và phải nhổ cỏ bằng tay. Ông phàn nàn rằng người dân thường phải bán mùa màng của mình khi giá thấp và sau đó lại phải vay tiền vào mùa xuân để bắt đầu gieo hạt khi mức lãi rất cao. Và ông phàn nàn về việc hàng nghìn người bị giết hàng năm vì tội ăn cướp. Đổng Trọng Thư đề nghị Vũ đế một phương thuốc chữa khủng hoảng kinh tế: giảm thuế đánh vào người nghèo và giảm số nhân công bắt buộc mà người dân phải thực hiện cho nhà nước; bãi bỏ độc quyền nhà nước về muối và sắt; và cải thiện phân phối đất đai bằng cách hạn chế số đất sở hữu của mọi gia đình. Không một đề xuất nào của Đổng Trọng Thư được thi hành. Vũ đế muốn nông dân được phồn thịnh nhưng ông quá bị ảnh hưởng bởi bọn quý tộc nhỏ quan liêu những người cai trị địa phương ở mọi cấp. Cuộc vận động cải cách do những người theo Khổng giáo đề xuất nhưng những quý tộc Khổng giáo lại không chống lại quyền lợi kinh tế của mình. Sự trả lời quan trọng duy nhất của Vũ đế cho sút giảm kinh tế là đánh thuế cao hơn vào người giàu và gửi điệp viên đi khám phá các vụ trốn thuế. Ông không muốn phân phối lại đất đai, không muốn tấn công những chủ đất giàu có, tin rằng ông cần sự hợp tác của họ để có tiền chi cho các chiến dịch quân sự.

##### Những người kế tục Vũ đế

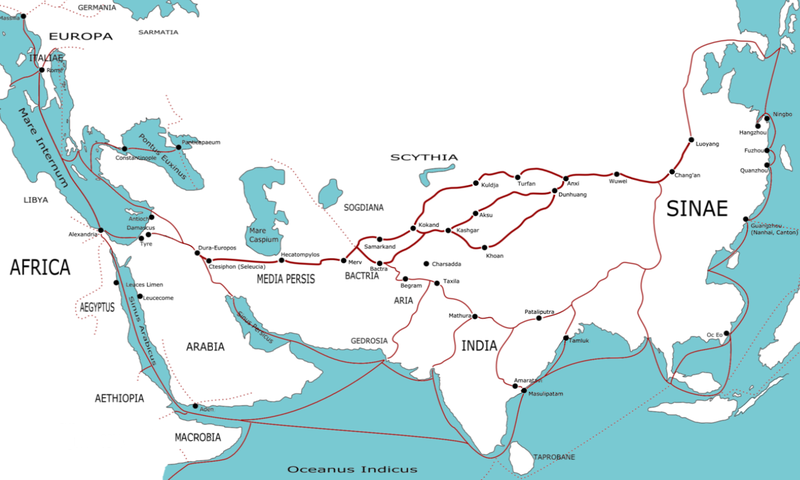
Hệ thống Con đường tơ lụa.

Năm 91 TCN, khi thời đại trị vì 54 năm của Vũ đế dần tới hồi kết, quanh thủ đô các cuộc chiến nổ ra về việc ai sẽ kế tục ông. Một phía là hoàng hậu vợ Vũ đế cùng con thừa kế của ông, bên kia là gia đình người thiếp của ông. Hai gia đình gần đạt tới mức hủy diệt lẫn nhau. Cuối cùng, chỉ ngay trước khi Vũ Đế chết, một vị thừa tự thỏa hiệp mới được lựa chọn: một đứa trẻ tám tuổi là Chiêu Đế, đặt dưới quyền nhiếp chính của một cựu tướng lĩnh tên là Hoắc Quang.
Hoắc Quang tổ chức một hội nghị để thu thập những bất bình của dân chúng. Mời các quan chức triều đình thuộc phái Pháp gia và những người có uy tín phái Khổng giáo. Pháp gia phàn nàn việc giữ tình trạng không thay đổi. Họ kêu ca rằng các chính sách kinh tế của họ giúp Trung Quốc tự bảo vệ chống lại những thù nghịch ngày càng tăng từ phía người Hung nô và họ đang bảo vệ người dân khỏi sự bóc lột của những thương gia. Họ đòi hỏi triều đình phải có một chính sách khai thác đất đai phía tây sẽ giúp đế chế có thêm ngựa, lạc đà, hoa quả và nhiều đồ xa xỉ nhập khẩu khác, như lông thú, thảm và đá quý. Những người theo Khổng giáo, trái lại, đưa ra vấn đề đạo đức đối với những khó khăn của nông dân. Họ cũng đòi hỏi rằng người Trung Quốc không nên buôn bán với vùng Trung Á và rằng Trung Quốc chỉ cần sống trong lãnh thổ của mình và sống hòa bình với các nước láng giềng. Phái Khổng giáo cho rằng thương mại không phải là hành động đúng đắn của triều đình, rằng triều đình không nên cạnh tranh với những nhà buôn tư nhân, và họ phàn nàn rằng những hàng hóa nhập khẩu mà phái Pháp gia nói chỉ có thể thỏa mãn người giàu. Dưới sự nhiếp chính của Hoắc Quang, thuế được cắt giảm và các cuộc thương lượng hòa bình với các thủ lĩnh Hung nô bắt đầu. Vị vua trẻ Chiêu Đế chết năm 74 TCN, và xung đột trong triều đình lại một lần nữa diễn ra. Người nối ngôi Chiêu Đế là Xương Ấp vương (Lưu Hạ) chỉ làm vua trong 27 ngày và bị Hoắc Quang thay thế bằng một người khác mà Hoắc Quang cho rằng mình có thể kiểm soát là Tuyên Đế. Sáu năm sau, Hoắc Quang chết yên ổn, nhưng những đối thủ trong triều đình trả thù gia đình ông: vợ ông, con và nhiều họ hàng của Hoắc Quang và họ đã bị hành quyết.
Sau đó Tuyên Đế cai trị trong hai sáu năm, trong thời gian đó ông luôn phải mệt mỏi với việc giảm bớt tình trạng thạm nhũng vốn đã lan tới triều đình, và cố gắng giúp người nông dân đỡ khó khăn. Nhưng những cố gắng của ông không đạt mục đích, và con trai thừa kế của ông, Nguyên Đế, là điểm tựa chính đầu tiên của triều đình hoạt động không bình thường – cơ hội của một triều đình vô nghĩa nhận được quyền lực để tự thể hiện nó.
Nguyên Đế nắm quyền năm 48 TCN ở tuổi hai bảy. Ông là một trí thức rụt rè, người chỉ dành phần lớn thời gian cho thê thiếp của mình - họ nhiều đến nỗi ông không biết được hết số họ. Thay vì cai trị, Nguyên Đế trao quyền vào tay các hoạn quan của mình và các thành viên gia đình bên họ mẹ.
Con của Nguyên Đế, Thành Đế, lên làm vua năm 32 TCN ở tuổi 19, và ông ta cũng không chú tâm lắm tới việc trị nước và chỉ lo ăn chơi, kể cả việc đến các nhà thổ vào buổi tối. Trong hai bảy năm cầm quyền của Thành Đế ông tìm sự hướng dẫn từ các thầy bói và để làm giảm sự ghen tuông của một trong những bà vợ của mình, ông giết hai đứa con của mình với một phụ nữ khác.
Năm thứ 6 TCN, Ai Đế nối ngôi Thành Đế, sống cùng những đứa trẻ đồng tính, một trong số chúng được cử làm tổng tư lệnh quân đội. Với sự suy tàn về chất lượng triều đình tiếp sau thời cai trị của Vũ đế, một số người trí thức Khổng giáo tuyên bố rằng vương triều Hán đã mất Thiên mệnh và điều này được người dân mạnh mẽ tin tưởng.

##### Âm Dương và học thuyết triết học khác
Như ở thời Chiến Quốc (475-221 TCN) và như ở thời Hy Lạp trong thời gian diễn ra chiến tranh Peloponnesus, thời kỳ khó khăn của Trung Quốc không gây trở ngại cho sự nảy nở của kiến thức. Sự suy tàn ở Trung Quốc dẫn tới những bất mãn, và với sự bất mãn đã trở thành sự hồi sinh của trí thức Đạo giáo, trong khi trường phái Pháp gia tiếp tục giữ vị trí của mình, đặc biệt trong triều đình. Khổng giáo tìm cách phản công các triết thuyết của đối thủ bằng cách lập ra nhiều quan điểm toàn diện hơn về con người và vũ trụ. Đổng Trọng Thư mang rất nhiều tư tưởng vào trong triết lý Khổng giáo, gồm cả ý tưởng Âm và Dương - một ý tưởng đã mọc ra để giải thích mọi sự thay đổi, về cả vật chất và xã hội.
Để phát triển quan điểm của mình về vũ trụ, phái Khổng giáo chấp nhận một sự giải thích về những nguồn gốc của vũ trụ. Họ tin rằng lúc khởi đầu tất cả là mơ hồ và vô định, tiếp theo là trạng thái trống rỗng, rồi cái trống rỗng đó tạo nên vũ trụ. Họ tin rằng những thứ sáng và nhẹ bị đẩy lên trên thành trời, những thứ tối và nặng liên kết với nhau thành đất. Sự liên kết tinh hoa của trời và đất tạo thành Âm và Dương và một sự thống nhất vĩ đại.

##### Nhà Tân
Năm thứ 6, Bình Đế được con trai hai tuổi là Nhũ Tử Anh nối ngôi. Sự ngự trị triều đình thuộc về tay bà quả phụ của vị vua từ năm 48 đến 32 TCN, Nguyên Đế, và bà đưa cháu trai mình là Vương Mãng, nhiếp chính cho Tử Anh. Vương Mãng là một nhà nho và nhiều nhà nho coi ông là hy vọng để Trung Quốc sẽ lại được cai trị với những tư tưởng đạo đức, và một số người trông chờ vào ông sẽ có được một vương triều mới. Được khuyến khích bởi những ủng hộ ngày càng tăng trong giới Khổng giáo, năm 9 CN, Vương Mãng tuyên bố lập làm hoàng đế nhà Tân, kết thúc sự cai trị của Hán triều. Và Vương Mãng bắt đầu chiến đấu để được công nhận sự hợp pháp của mình.
Vương Mãng hy vọng có được sự ủng hộ của người dân thông qua các cuộc cải cách. Giống như thầy tế Do Thái (Yawhist) dưới thời vua Josiah, Vương tuyên bố phát hiện ra một bản sách: những cuốn sách do Khổng Tử viết, được cho là đã tìm thấy ở nhà Khổng Tử vốn đã bị phá hủy hai trăm năm trước. Những bản sách tìm thấy chứa những tuyên bố ủng hộ những cuộc cải cách mà Vương Mãng đang tiến hành. Vương bảo vệ các chính sách của mình bằng cách công bố những đoạn trong các cuốn sách được tìm thấy. Theo những thứ được coi là được miêu tả bởi Khổng Tử, ông quy định sẽ quay trở lại vào một thời kỳ vàng son khi mọi người đều có đất đai để canh tác, và trên nguyên tắc đất đai thuộc về nhà nước. Ông tuyên bố rằng một gia đình dưới tám người mà có hơn 15 mẫu Anh đất đai bị bắt buộc phải phân phát chỗ dư thừa cho người không có. Ông cố giảm bớt gánh nặng thuế má trên những người dân nghèo, và ông nghĩ ra một kiểu ngân hàng nhà nước nhằm cho người cần tiền vay với mức lãi suất mười phần trăm một năm, trái với mức lãi ba mươi phần trăm của những kẻ cho vay tư nhân. Nhằm làm ổn định giá lương thực, ông đưa ra những kế hoạch lập kho thóc nhà nước, hy vọng rằng nó có thể làm cho người giàu không còn tích trữ lúa gạo và ăn lãi khi giá thay đổi. Vương cũng uỷ quyền cho một hội đồng quan chức quản lý kinh tế và ấn định giá ba tháng một lần, và ông ra lệnh rằng những kẻ chỉ trích dành cho kế hoạch của mình sẽ bị bắt lính. Vương tuyên bố rằng ông đang làm theo ý nguyện của Khổng Tử. Ông tuyên bố rằng cách cai trị của ông là lấy theo nhà Chu thời kỳ đầu - một thời kỳ mà các nhà Khổng giáo Mạnh Tử cho rằng cứ năm trăm năm lại xuất hiện một lần. Từ khi nhà Chu xuất hiện đến lúc đó đã khoảng 1.000 năm và cách Khổng Tử 500 năm.
Vương tin rằng thần dân của mình sẽ tuân theo lệnh ông, nhưng một lần nữa quan liêu tiểu quý tộc lại không quan tâm nhiều tới Khổng giáo bằng tới sự giàu có của mình. Họ và những kẻ có nhiều đất đai khác không hợp tác với nhau để thực hiện những cải cách của Vương. Còn người dân địa phương thì không hề hay biết gì về các cải cách đó. Những thương nhân giàu có mà triều đình Vương Mãng sử dụng để thực hiện cái cách không chống nổi sự mua chuộc và chỉ có tác dụng làm họ giàu thêm lên. Vương cần có một cơ sở tuyên truyền để ủng hộ ông và một lực lượng muốn cải cách chống lại những kẻ đang vi phạm luật cải cách của ông, nhưng ông vẫn ngù ngờ và trung thành với lý tưởng hòa bình chủ nghĩa. Thay vì huy động quân đội nông dân tăng cường cho những cải cách của mình, thì một đội quân nông dân dưới sự lãnh đạo của những chủ đất giàu có nổi lên chống lại ông.

##### Nạn đói và nội chiến
Năm 11, sông Hoàng Hà vỡ đê, tạo ra lũ lụt từ phía bắc Sơn Đông cho tới chỗ nó chảy ra biển. Những cố gắng không thành để tích trữ lương thực cho những lúc khó khăn đã làm cho người dân không có thực phẩm. Và vào năm 14 tình trạng ăn thịt người diễn ra. Tin rằng chương trình cải cách là một sai lầm, Vương bãi bỏ nó. Nhưng những cuộc nổi loạn quân sự chống lại ông đã diễn ra. Ở tỉnh Sơn Đông, gần cửa sông Hoàng Hà, Vương phải đối mặt với một phong trào gồm các nhóm nông dân vũ trang có tổ chức gọi là giặc Xích Mi, xuất thân là một toán cướp. Tại các tỉnh lân cận cho đến phía bắc, những cuộc nổi loạn khác cũng diễn ra, và tình trạng hỗn loạn lan khắp Trung Quốc. Ở một số nơi, những người nông dân nổi loạn dưới cờ chủ đất. Một số nhóm nổi loạn coi sự cai trị của Vương là trái pháp luật, mà một trong số đó đặt dưới sự lãnh đạo của Lưu Tú, hậu duệ của Lưu Bang.
Các đội quân nông dân giết hại và cướp bóc, và những người nông dân kéo tới kinh đô giết hại các quan chức. Những đội quân Vương cử đi dẹp loạn lại theo quân nổi loạn hay chỉ chè chén và cướp bóc, lấy đi dù chỉ một chút lương thực kiếm được. Lòng tốt cơ bản của con người mà Khổng giáo tin tưởng dường như đã tan biến. Vào năm 23, một đội quân nổi loạn xông vào và đốt kinh đô Trường An. Binh sĩ của họ tìm thấy Vương Mãng trên ngai đang đọc lại những cuốn sách của Khổng Tử trước kia, và Vương Mãng đã bị một tên lính chặt đầu.

#### Nhà Hán phục hồi và thịnh vượng

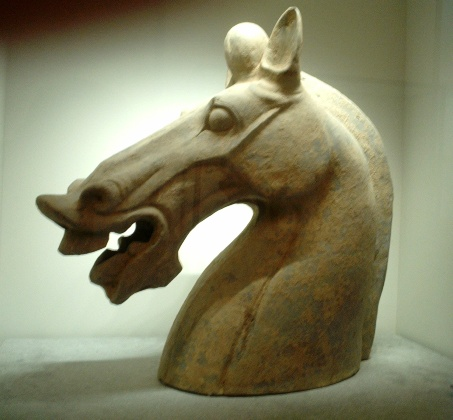
Tượng đầu ngựa thời Đông Hán, thế kỷ 2.

Năm năm sau cái chết của Vương Mãng, hàng triệu người chết trong các cuộc chiến tranh phe phái nhằm giành quyền lực. Phe thắng lợi nhất do hoàng thân nhà Hán Lưu Tú dẫn đầu. Ông có nhiều tay chân học thức và có tiếng trong binh sĩ. Quân đội của ông là lực lượng duy nhất không cướp bóc sau khi chiếm được các thành phố, và điều đó giúp ông chiếm được trái tim và tình cảm của người dân. Lưu Tú kiểm soát được thủ đô Trường An đã bị đốt phá. Ông tự xưng làm hoàng đế, tức là Hán Quang Vũ Đế, khôi phục Hán triều - được gọi là Hậu Hán. Ông chuyển thủ đô về Lạc Dương phía đông, do đó nhà Hậu Hán cũng gọi là nhà Đông Hán. Trong 11 năm sau đó ông phải dẹp yên các đối thủ. Ông thu hút một số nhóm Xích Mi vào quân đội của mình, và sau đó quân đội của ông cũng giết hại rất nhiều quân Xích mi.
Những điều chưa được hoàn thành bởi các cuộc cải cách lại được hoàn thành bằng bạo lực: rất nhiều người đã chết đột ngột đến mức mọi người nếu muốn đều có đất, và nhiều kẻ cho vay lãi cũng đã chết nên lại có càng nhiều hơn nữa những nông dân đã thoát khỏi nợ nần. Lưu Tú phát triển kinh tế bằng cách giảm thuế, nhiều đến mức tối đa mà ông cho là có thể: ở mức mười hay mười ba phần trăm sản lượng hay lợi nhuận. Trong thời kỳ cai trị dài 32 năm của ông, ông cố gắng đưa ra các cải thiện bằng cách thúc đẩy học hành và cắt bớt ảnh hưởng của hoạn quan và một số kẻ khác xung quanh gia đình hoàng gia. Ông bảo vệ biên giới phía tây và phía bắc Trung Quốc bằng cách tung ra nhiều chiến dịch quân sự thắng lợi trên các mặt trận đó, đẩy lùi Hung Nô, cho phép ông kiểm soát Tân Cương (điểm cực tây bắc Trung Hoa hiện đại). Cũng như vậy, ông thắt chặt sự kiểm soát của Trung Quốc đối với các vùng quanh sông Liêu và phía bắc Triều Tiên, và ông đã có thể mở rộng tầm kiểm soát tới mọi vùng từng thuộc lãnh thổ Trung Quốc. Việc khôi phục Hán triều dường như đã lấy lại được "Thiên mệnh".

##### Sự thịnh vượng quay trở lại

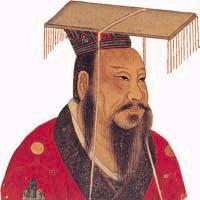
Quang Vũ Đế.

Năm 57, Lưu Tú chết. Ông được tôn thụy hiệu là Quang Vũ đế, và con trai ông là Minh Đế lên nối ngôi, cai trị trong vòng 18 năm, trong khi kinh tế Trung Quốc tiếp tục hồi phục. Thời cai trị của Minh Đế được coi là tàn bạo. Ông tự đồng hóa mình với Đạo giáo và thần học Khổng giáo, ông tự cho mình là một nhà tiên tri. Ông ủng hộ sự phát triển của cái mà hồi bấy giờ cho là giáo dục, và ông thuyết giảng về lịch sử tại trường đại học mới của đế quốc ở Lạc Dương - một buổi thuyết giảng có hàng ngàn người tham gia. Chương Đế nối ngôi Minh Đế và cai trị từ năm 75 đến 88. Hòa Đế tiếp tục nối ngôi từ 88 đến 106. Dù Hòa Đế là một người tầm thường, Trung Quốc vẫn tiếp tục được hưởng sự thịnh vượng ngày càng tăng. Đại học ở Lạc Dương có đến 240 căn nhà và 30.000 sinh viên. Thương mại của Trung Quốc đạt tới tầm cao mới. Tơ từ Trung Quốc đã trở nên quen thuộc với những người ở tận vùng Đế chế Roma – lúc ấy cũng đang ở thời vàng son. Và đổi lại, Trung Quốc có được kính, ngọc bích, ngựa, đá quý, mai rùa và vải vóc.
Việc Trung Quốc trở nên thịnh vượng lại làm xuất hiện cố gắng mở rộng về phía tây. Một vị tướng quân đội Trung Quốc, Ban Siêu, dẫn một đội quân sáu mươi nghìn người không hề bị ngăn cản đến tận bờ phía đông biển Caspi. Ông muốn gửi sứ thần đến tận Roma, nhưng người Đế quốc Parthia sợ sẽ có một liên minh giữa Trung Quốc và La Mã nên đã khuyên Ban Siêu từ bỏ ý định với những câu chuyện thêu dệt về sự nguy hiểm, và ông đã quay lại.

##### Đạo giáo và Thiên đường
Sau khi đã có hiểu biết nhiều hơn về thế giới bên ngoài Trung Quốc, người Trung Quốc được nghe nhiều tin đồn về những nơi tuyệt vời. Những tín đồ đạo giáo - những người vẫn coi văn minh Trung Hoa là xấu xa và lý tưởng hóa thiên nhiên cũng như sự chất phác – giúp truyền bá những miêu tả về những nơi tuyệt vời xa xăm và thiên đường. Các câu chuyện về những nơi chất phác và thiên đường xuất hiện trong triều đình, do những người đến để trình diễn ma thuật và giải trí, và thỉnh thoảng triều đình lại trả lời bằng cách tài trợ một số chuyến thám hiểm để tìm kiếm những nơi thiên đường.
Một câu chuyện như vậy miêu tả thiên đường dọc theo bờ biển viễn đông bắc Trung Quốc. Thời tiết ở đó êm dịu hơn trong đất liền, và họ nói rằng ở đó không hề có bệnh tật, con người không bao giờ đau ốm và tự quản lý lấy mình. Họ nói rằng ở thiên đường đó người già và người trẻ đều có quyền như nhau, rằng người dân thì lịch sự và không cãi cọ, rằng không bao giờ có xung đột giữa con người và thiên nhiên, rằng con người nhận được số lương thực mà họ cần từ một dòng sông từ thiện, rằng uống nước từ con sông đó có thể làm thân thể con người có lại sự hoàn hảo và khoẻ mạnh của tuổi thanh xuân, và rằng con người ở đó sống lâu hàng trăm tuổi.
Một thiên đường khác được đồn đại là ở vùng núi Tây Tạng xa xôi. Ở đó, có thiên đường do Tây vương mẫu cai trị; bà có rất nhiều người hầu kẻ hạ. Ở thiên đường đó, có gió mát thổi – trái với ẩm và nóng ở vùng lục địa và châu thổ Trung Hoa vào mùa hè. Họ cho rằng ở thiên đường đó có những vườn treo, với những ao và hồ tuyệt đẹp, rằng nước ở đó cho người ta sự bất tử, rằng mọi người có thể trèo lên đỉnh núi và trở thành thần linh có quyền lực đối với gió và mưa, và rằng mọi người có thể trèo sang đỉnh núi bên cạnh để lên thiên đường.

##### Đạo giáo mới

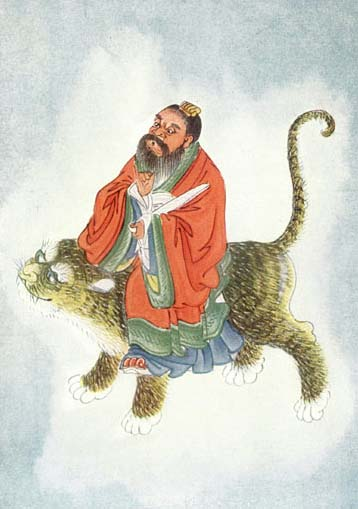
Trương Đạo Lăng.

Tín đồ Đạo giáo vẫn giữ niềm tin vào đức tin vào sự đồng điệu và sự an ủi của thiên nhiên. Họ tin vào một số mệnh bên ngoài sự thay đổi liên tục của cuộc sống vật chất, và họ vẫn giữ niềm tin vào đức tin ở sự mộc mạc cảm xúc. Ví dụ, một người Đạo giáo mộ đạo sẽ vẫn giải thích việc anh ta không khóc cho người vợ vừa chết bằng cách nói rằng nếu anh ta khóc than như vậy thì sẽ chứng tỏ rằng anh ta còn kém hiểu biết về số mệnh. Đạo giáo vẫn giữ những sự bày tỏ trái ngược như vậy, và nó vẫn giữ các quan niệm chống Khổng giáo như con trai và con gái của một người thì không thuộc sở hữu của người đó.
Đạo giáo mở ra nhiều ý tưởng mới, gồm cả việc tìm cách sống lâu hay trường sinh bằng cách chấp nhận một thái độ đúng đắn và những kỹ thuật thể chất. Một số người theo đạo giáo tìm cách tìm kiếm sự cứu rỗi trong tự nhiên bằng cách tập trung vào niềm vui sướng trong quan hệ tình dục, và một số người sùng đạo tìm cách có được cuộc sống vĩnh cửu bằng các kiểu tập thần thành hay các chế độ ăn kiêng - một sự trải nghiệm theo kiểu sẽ hỏng nếu có một người chết. Nhưng thay vì chấp nhận rằng cuộc sống vĩnh cửu là không thể có được bằng cách thực hiện một số chương trình đặc biệt, những người theo đạo giải thích sự sai lệch như là một kết quả của hoàn cảnh chứ không phải là do cái chết của con người.
Đạo giáo thu nhập những hoạt động ma thuật đã từng tồn tại ở một số cộng đồng nông nghiệp Trung Quốc. Một số đạo sỹ chấp nhận các vị thần vốn bị quý tộc nhỏ và người theo Nho giáo chế nhạo. Trái với niềm tin ban đầu của Đạo giáo ở sự vô vi, một số đạo sỹ hăng hái tìm cách cải đạo, và một số đạo sỹ trở thành những nhà hoạt động nhằm thay đổi xã hội và khởi xướng các chương trình chính trị. Đạo giáo không có định nghĩa rõ ràng về tính chính thống hay sự tổ chức chặt chẽ các nhà hành đạo, nhưng ở nơi này và nơi khác, các tổ chức do các nhà hành đạo chỉ huy vẫn phát triển. Các nhà hành đạo đạo sỹ tập hợp quanh mình những kẻ sùng tín, những người tin rằng họ đã gia nhập vào một nhóm đặc biệt, lúc nào cũng lo lắng cho sự tồn tại đúng đắn của mình. Cái này làm chính quyền Trung Quốc khó chịu – các nhà Nho và giới quan lại tiểu quý tộc - vốn sợ rằng sự thờ cúng các đạo giáo không được cho phép có thể phát triển thành một điểm đối lập với chính quyền của họ.
Trong số những nhóm thờ cúng Đạo giáo có một do Trương Lăng lãnh đạo (hay Trương Đạo Lăng) ở tỉnh Tứ Xuyên. Trương Lăng đi loanh quanh vùng nông thôn hứa hẹn những người thú nhận trước công chúng tội lỗi của mình sẽ được ông ta chữa khỏi bệnh tật và sự kém may mắn. Ông tuyên bố rằng bệnh tật là một sản phẩm của những suy nghĩ đen tối. Sử dụng sự mê hoặc và bùa chú ông đòi phải được tôn làm người chữa bệnh, và những buổi thú nhận trước công chúng của ông làm cho người nông dân có cảm giác rằng họ đang tự làm sạch mình khỏi tội lỗi và gia nhập vào một cộng đồng.
Năm 142, Trương Lăng lập ra tôn phái Đạo giáo, gọi là "Thiên sư đạo" (Đạo của những pháp sư vĩ đại), chuyển Đạo giáo của mình từ một cách bắt buộc của cuộc sống thành một tôn giáo được tổ chức. Tôn giáo của ông cũng được gọi là "Ngũ đấu mễ đạo" (Đạo của năm thùng gạo); năm thùng gạo trở thành một nhiệm vụ hàng năm mà các tín đồ phải thực hiện. Trương Lăng hứa những người theo ông sẽ sống lâu và bất tử, và ông có được lòng biết ơn của người dân địa phương bằng cách làm được những việc mà chính quyền của nhà vua không làm được: sửa đường sá và cầu, tích trữ lúa gạo và phân phối lương thực cho người đói. Trương Lăng đã tạo ra một triều đình địa phương đối lập với chính quyền của nhà vua. Không biết đến điều đó, các đạo sỹ lại chui lại vào thế giới của quyền lực chính trị.

##### Những cuốn sách thần thánh về hòa bình
Một tư tưởng bao trùm ở Trung Quốc, dù muốn hay không, rằng xã hội đang chuyển sang một trạng thái nhà nước tuyệt vời và công bằng, và đi kèm với tư tưởng đó là khái niệm phục vụ cộng đồng, nó sống dậy từ thời đại và ảnh hưởng của Mặc Địch. Khái niệm phục vụ cộng đồng đã xuất hiện trong sách Lã thị Xuân Thu của Lã Bất Vi, vốn được một số người coi là sự khởi đầu của truyền thống xã hội của Trung Quốc.
Các vị hoàng đế và các quý tộc Khổng giáo coi những cuốn sách đó là có tính phá hoại, và thỉnh thoảng chính quyền tịch thu chúng. Một số cuốn sách cho rằng hòa bình và bình đẳng sẽ xuất hiện nếu có một sự can thiệp của trời. Một số kêu gọi người dân tỏ thái độ sùng kính và tìm kiếm sự cứu rỗi. Có những người dân coi những cuốn sách đó là thuộc thần thánh và ít nhất có một cuốn được coi là do một người nào đó viết ra và gửi về từ thiên đường. Một số cuốn được gọi là Những cuốn sách của Nền hòa bình cao hơn và chứa nhiều sự lên án tính tham lam và ích kỷ của những ông vua, và các cuốn sách cho rằng xã hội là để dành cho những người dân bình thường. Một cuốn như vậy, tên là Thái Bình Kinh (太平經), tìm cách loại bỏ vũ khí và nhờ đó con người sẽ sống trong hòa bình vĩnh cửu.

##### Sự suy yếu của vương triều Hán
Trong khi những người Trung Quốc lao vào tìm tòi trong thế giới của sự thần bí và linh hồn thì họ cũng khám phá ra một số điều và phát triển khả năng châm cứu và bấm huyệt. Tới thế kỷ thứ hai, Trung Quốc đã đuổi kịp và ở một số lĩnh vực đã vượt qua trình độ khoa học và kỹ thuật của Châu Âu và Tây Á. Giấy bắt đầu được sử dụng ở Trung Quốc. Trung Quốc đã có một chiếc đồng hồ nước với độ chính xác mà người châu Âu không thể chế tạo nổi trong hơn một nghìn năm sau đó. Trung Quốc có một lịch Mặt Trăng mà tới thế kỷ XXI chúng ta vẫn sử dụng tốt. Họ có một máy ghi địa chấn đã được phát minh vào năm 132 – có tám chân và làm bằng đồng. Người Trung Quốc quan sát các vết đen trên mặt trời, ở châu Âu mãi về sau này Galileo là người đầu tiên làm việc đó. Người Trung Quốc đã vẽ bản đồ 11.500 ngôi sao và đo đạc quỹ đạo quay của Mặt Trăng. Người Trung Quốc có một cái máy gieo hạt và một cái máy xay lúa. Họ có bơm nước, và không giống như nền văn minh Roma, người Trung Quốc có xe cút kít có bánh. Người Trung Quốc cũng có hàm thiếc và bàn đạp cho ngựa. Họ cải thiện cách dùng thảo mộc làm thuốc và biết thêm nhiều về giải phẫu người và sự chẩn đoán sự rối loạn về cơ thể. Họ đã biết làm các phẫu thuật nhỏ và thuật châm cứu, và họ biết được những lợi ích của một chế độ ăn kiêng tốt.
Nhưng cuộc sống của người dân thường Trung Quốc - những nông dân - vẫn rất khó khăn. Họ vẫn bị đánh thuế nặng. Họ vẫn phải đi lao động công ích mỗi tháng một lần cho nhà vua. Những sự trừng phạt vẫn rất khốc liệt. Một nông dân nghèo có thể bị hành quyết chỉ vì dám đi ở giữa đường lớn, nó chỉ dành cho nhà vua. Và họ không có đủ lương thực dự trữ cho những khi cần thiết.
Sự thịnh vượng của Trung Quốc đã tăng lên dưới thời Hán Hòa Đế (giữa năm 88 và 106), và triều đình Hòa Đế đã trở nên cũng xa hoa như những triều đình trước Hán đó. Trong triều, vua có hàng trăm thê thiếp cùng một số lượng lớn hoạn quan để cai quản họ. Dưới thời Hòa Đế, các hoạn quan và các gia đình họ hàng vua có ảnh hưởng lớn hơn, qua hoạn quan họ có thể gây ảnh hưởng đến nhà vua.
Những người có liên quan tới việc lựa chọn người kế vị ngai vàng thường thích một đứa trẻ bởi vì họ dễ dàng cai quản nó hơn so với một người lớn, nên họ có được một quyền lực cực lớn. Tất cả các vị vua Hán kể từ thời Hán Minh Đế đều được lên làm vua khi còn vị thành niên, hai người mới chỉ lên hai tuổi, và đa số đều bắt đầu thời cai trị của mình với hoàng hậu nhiếp chính. Những người đàn bà đó thường bị cô lập và phụ thuộc vào những người đàn ông - thường là họ hàng. Khi vua đến tuổi thành niên, nếu ông bãi chức những người cố vấn họ hàng đó thì ông lại phải nhờ ở những người đàn ông mà ông có quan hệ - những hoạn quan – và ông đưa họ lên những vị trí cao để làm đối lập với ảnh hưởng của mẹ.
Trong thời cai trị của Hán Thuận Đế (125-144), những lời đồn đại nổi lên ở trong đám nông dân Trung Quốc rằng các vị vua Hán một lần nữa lại mất Thiên Mệnh. Khắp nơi, những cuộc nổi loạn nông dân lại diễn ra. Trong thời Hán Hoàn Đế (146-168) sự suy sụp chính trị tiếp tục diễn ra. Năm 159 vị hoàng hậu nhiếp chính qua đời, các hoạn quan quanh Hoàn Đế, cảm thấy thời cơ đã đến, liền hạn chế ảnh hưởng của đối thủ bằng cách xếp đặt sự hủy diệt các thành viên thuộc phe cánh hoàng hậu. Hoàn Đế trở nên phụ thuộc vào hoạn quan. Ông uỷ quyền cho bọn họ, và các hoạn quan chiếm hết các vị trí triều đình cho họ hàng mình, đòi các vị quan hay tướng được phong chức phải hối lộ vàng cho họ.
Hoàn Đế chết năm 168, và ngày hôm sau vợ ông, Đậu hoàng hậu, tuyên bố lên làm hoàng hậu nhiếp chính. Bà thỏa thuận lựa chọn một đứa trẻ mười hai tuổi ở nông thôn tên là Lưu Hoằng, chút của Hán Chương Đế. Sau đó, bà cùng với Đậu Vũ đón Lưu Hoằng vào cung lập làm hoàng đế, tức Hán Linh Đế. Trong thời Linh Đế một cuộc xung đột xảy ra giữa hoạn quan và các quan chức theo Khổng giáo. Phái Khổng giáo từ lâu vốn không thích các hoạn quan, coi họ là thiếu giáo dục và gây trở ngại cho một triều đình tốt.
Chiến tranh xảy ra giữa các hoạn quan và phái Khổng giáo về sự ảnh hưởng của một vị phù thủy Đạo giáo. Vị phù thủy Đạo giáo tiên đoán rằng một lòng khoan dung khắp nơi sắp đến và sai con mình đi giết một người nào đó để bày tỏ sự tin tưởng vào sự tiên tri đó. Con trai của ông là người hầu cận của các hoạn quan, và các hoạn quan đã ngăn chặn sự hành hình của vị phù thủy. Tuy nhiên vị quan cai trị vẫn hành hình con vị phù thủy. Các hoạn quan buộc tội vị quan cai trị vi phạm vào điều luật của đế chế và âm mưu với nho sinh và những bậc trí thức để thành lập một liên minh bất hợp pháp nhằm chống lại chính quyền. Các hoạn quan có được lệnh từ Linh Đế, ra lệnh bắt giữ các nho sinh dám biểu tình và dám tìm cách khấn nguyện lên hoàng đế. Và nhanh chóng, họ giết nhiều nho sinh trong ngục.
Tại các tỉnh, sự tôn trọng quyền lực của vua ngày càng suy tàn. Các quan lại hành chính địa phương và quan cai trị mất quyền lực vào tay những người giàu, vì họ thường đút lót cho bọn hoạn quan ở triều đình. Những người địa phương đó thường có thói quen che giấu những tên côn đồ để bảo vệ quyền lợi của họ. Và với sự bùng nổ xung đột giữa hoạn quanh và tiểu quý tộc trong triều, những vị quan võ đang nắm quân đội tại các tỉnh Trung Quốc ngày càng trở nên độc lập.
Một người theo Đạo giáo tên là Trương Giác, tự cho mình là "đại hiền lương sư", đã đi quanh vùng làng quê giống như Trương Lăng. Ông trình diễn những trò ma thuật, chữa khỏi các phiền não bằng nước và những lời khấn mà ông gọi là "thái bình yếu thuật". Trương Giác cũng nói rằng nhà Hán đã mất Thiên Mệnh, và ông tự tuyên bố sự sụp đổ sắp tới của họ. Trong vòng mười năm, phong trào của ông có hàng trăm nghìn người. Phong trào của ông phân chia vào các tỉnh, và mỗi tỉnh có một thủ lĩnh lãnh đạo.
Năm có tính chất quyết định đối với phong trào của Trương Giác là năm 184. Ngày mùng năm tháng ba âm lịch được hẹn làm ngày cho một cuộc khởi nghĩa tổng thể ở Lạc Dương và các vùng lân cận. Nhưng triều đình đã biết được tin đó, và chính quyền bắt các thủ lĩnh địa phương của cuộc nổi loạn và hành quyết họ. Trương Giác thay đổi kế hoạch và kêu gọi một cuộc nổi dậy ngay lập tức, kêu gọi những người theo ông đốt những trụ sở chính phủ và cướp bóc thành phố. Đây được gọi là cuộc khởi nghĩa khăn vàng, được đặt theo kiểu đội đầu của phong trào – màu vàng biểu thị sự liên kết của họ với yếu tố đất như đối kháng với yếu tố lửa, mà họ coi là của nhà Hán. Cuộc nổi loạn lan rộng, và người dân khắp mọi nơi trong nước bắt đầu cướp phá, giết chóc và kéo nhau đến thủ đô.
Các hoạn quan và quan lại ở Lạc Dương bỏ qua sự khác biệt giữa hai bên vì sợ cuộc nổi dậy Khăn Vàng. Các lực lượng chính phủ củng cố quanh Lạc Dương, và chính phủ cho phép quan cai trị địa phương được tổ chức quân đội riêng để chiến đấu chống nổi loạn. Các chúa đất giàu có cũng tổ chức quân đội để tự bảo vệ mình. Nhưng hết thành phố này tới thành phố khác rơi vào tay quân Khăn Vàng, quan đầu tỉnh và cấp dưới bỏ trốn không đối đầu với họ để tránh bị đem ra hiến tế cho thần thánh của quân nổi loạn.
Ở giữa cuộc hỗn loạn, Hung nô lại bắt đầu tổ chức các cuộc tấn công Trung Quốc. Và tại Triều Tiên, các bộ tộc chiến binh trên lưng ngựa tràn từ trên cao nguyên xuống đánh Trung Quốc. Chính phủ ở Lạc Dương không thể giúp đỡ, và người Triều Tiên tràn qua vùng đất của họ trước đó bị đặt dưới sự thống trị của Trung Quốc.
Trong nỗ lực nhằm tự bảo vệ mình, triều đình Hán bắt đi lính rất nhiều người, lập lên những đội quân đông đảo với chi phí rất lớn, và mặc dù quân Hán yếu kém và không có hiệu quả vì nạn tham nhũng, quân Khăn Vàng cũng không phải là đối thủ của họ. Về mặt quân sự, quân Khăn Vàng không được tổ chức, và họ bị tuyên truyền rằng chúa của họ biến họ thành một đội quân vì cái tốt đẹp, rằng họ không thể bị tấn công, và thậm chí họ cũng chẳng cần đến vũ khí - một quan điểm không thích hợp cho một chiến dịch quân sự. Đạo thần bí là một phần của sự thành lập phong trào và cũng là một phần của sự hủy diệt của nó. Trong năm đầu tiên của cuộc nổi loạn, Trương Giác chết, và chỉ trong vòng một năm cuộc khởi nghĩa bị đánh bại. Trong năm năm thỉnh thoảng có những cuộc nổi loạn rời rạc vẫn tiếp diễn. Chín tỉnh của Trung Quốc bị tàn phá, Các lực lượng đối lập với Khăn Vàng tiêu diệt hết nhóm Khăn Vàng nọ đến nhóm kia. Những cuộc chiến rời rạc vẫn tiếp diễn trong hàng thập kỷ sau, trong khi những người nông dân ủng hộ cho Khăn Vàng quay trở về với công việc của mình kiếm sống bằng cách làm việc và hy vọng về một thế giới thiên đường ở đâu đó.

##### Nhà Hán sụp đổ, mở đầu thời Tam Quốc (220–280)

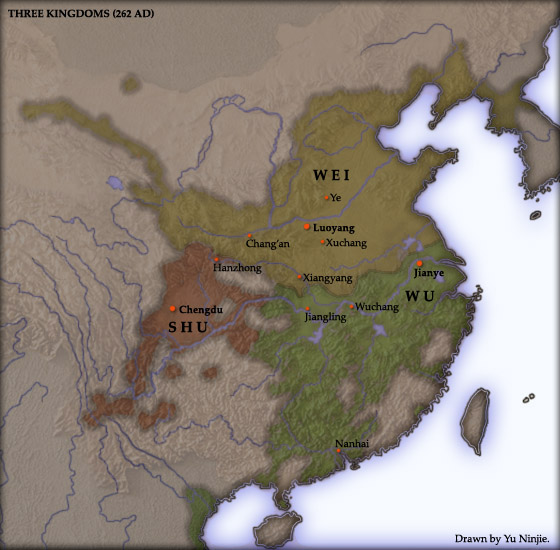
Bản đồ Tam quốc năm 262.

Linh Đế chết năm 189, ở tuổi 33, trong khi các tướng lĩnh ngày càng đòi nhiều quyền lực hơn so với lúc họ chiến đấu chống lại Khăn Vàng. Đại tướng quân Hà Tiến, một người anh em họ của vị thái hậu nhiếp chính tìm cách tóm lấy quyền lãnh đạo triều đình. Ông âm mưu chống lại bọn hoạn quan trong triều và những kẻ ủng hộ họ, và mời tướng Đổng Trác đem quân về kinh đô để tiêu diệt bọn hoạn quan. Nhưng trước khi Đổng Trác đến, chiến tranh nổ ra trong triều. Tập đoàn hoạn quan giết Hà Tiến. Các thế lực quân sự ủng hộ Hà Tiến phản công và đốt cung điện, giết mọi hoạn quan mà họ gặp – hay bất kỳ ai trông giống với hoạn quan vì không có râu. Và hơn hai nghìn hoạn quan, cùng những kẻ ủng hộ bị giết.
Ngay sau đó, Đổng Trác đến kinh đô và phế Thiếu Đế, giết Hà thái hậu nhiếp chính. Ông chọn Lưu Hiệp, hoàng tử chín tuổi, là em của Thiếu Đế lên làm vua, tức là Hán Hiến Đế. Đổng Trác doạ nạt cả triều đình bằng thanh gươm của mình, với cách cư xử được miêu tả là trác táng và cục súc, trong khi quân đội của ông ta, đa phần đến từ Hung Nô, cướp phá và giết hại cho sướng tay quanh kinh đô.
Trước sự thao túng triều đình của Đổng Trác, nhiều trấn chư hầu nổi dậy chống lại. Đổng Trác thua trận mang Hiến Đế di cư đến Trường An. Trước khi đi, ông đốt cháy Lạc Dương. Sách vở nói, họ mang theo hơn một triệu thường dân, đa phần đã chết vì kiệt sức và cái đói dọc đường.
Sự vô tình của Đổng Trác với nhân dân khiến mọi người chống lại ông. Sự khát máu vô biên của ông cùng tâm tính nóng nảy làm binh lính bên dưới xa lánh, và trong năm 192, Lã Bố, một thuộc tướng đã ám sát ông. Một cuộc chiến giành quyền kiểm soát ngôi báu diễn ra giữa các tướng lĩnh. Tới năm 196, một vị tướng chư hầu khác là Tào Tháo đã tìm được vị vua trẻ con Hiến Đế. Ông kiểm soát vua nhỏ và tuyên bố mình là "Thừa tướng", có quyền bảo vệ đế chế.
Tào Tháo là một vị tướng mạnh mẽ, khôn ngoan và có khả năng lãnh đạo. Quân đội của ông được tuyên bố là có hàng triệu người. Trong những trận chiến đẫm máu ở phía bắc Trung Quốc, ông đã đánh bại hết đối thủ này đến đối thủ khác và lập lại trật tự ở đó. Năm 208, Tào Tháo tiến về phía nam trong một nỗ lực nhằm thống nhất Trung Quốc. Trận chiến tiếp theo ở Xích Bích, dọc sông Dương Tử, đã trở thành nổi tiếng trong lịch sử Trung Quốc. Trong trận đó, Tào Tháo giáp mặt với đội quân đồng minh của Lưu Bị và Tôn Quyền, và đồng minh đó đã đánh bại ông, buộc Tào Tháo phải quay trở về phía bắc. Sau khi quay về phía bắc, Tào Tháo đã dốc sức tham gia các chiến dịch quân sự để đánh bại các thế lực cát cứ còn lại là Mã Siêu, Hàn Toại trong các trận Đồng Quan và Ký Thành, ổn định được hậu phương của mình.
Lưu Bị vốn là một thành viên trong Hán tộc, có tiếng là người nhân từ. Ông liên kết với Tôn Quyền để chống lại Tào Tháo hùng mạnh phía bắc và mưu thống nhất Trung Quốc. Tôn Quyền dựng lên nước Đông Ngô ở phía đông nam Trung Quốc và liên minh với Tào Tháo, người đã lập lên nhà Ngụy ở phía bắc - lấy theo tên nước Ngụy ở thời Chiến Quốc (475-221 TCN), còn Lưu Bị lập ra nhà Thục ở tỉnh Tứ Xuyên. Giai đoạn trong lịch sử Trung Quốc được gọi là thời Tam Quốc bắt đầu từ đó. Thời kỳ này được đặc trưng bởi sự phân quyền dần dần của nhà nước tồn tại dưới thời Tần và nhà Hán và sự gia tăng quyền lực của các gia tộc lớn.
Năm 266, nhà Tấn lật đổ nhà Ngụy và sau đó thống nhất đất nước vào năm 280 nhưng chỉ được thời gian ngắn.

##### Sự nổi lên và sụp đổ của một nhà nước thần quyền độc lập
Tuy nhiên, dọc sông Dương Tử gần Tứ Xuyên, một nhánh thuộc Đạo giáo vẫn tồn tại với quân đội riêng đã lập nên một nhà nước thần quyền. Người sáng lập là Trương Lỗ, hậu duệ của Trương Lăng. Giống như Trương Lăng, ông ta thực hiện những thứ mà ngày nay chúng ta gọi là chữa bệnh bằng cách thần bí, và ông ta thuyết giảng những thông điệp của Trương Lăng về cách có một tinh thần và thể chất khoẻ mạnh, tuyên bố rằng các bệnh tật là sự trừng phạt cho những hành vi xấu xa và rằng bệnh tật có thể được chữa trị bằng sự ăn năn và sự thú tội ở các buổi lễ. Cộng đồng của Trương Lỗ có những bữa ăn tập thể, "thân mật", và giống như Trương Lăng, ông ta có hệ thống phúc lợi cho cộng đồng của mình và tích trữ lương thực và thịt. Ông thúc đẩy sự công bằng. Cộng đồng của ông cho những kẻ lang thang không nhà một chỗ trú ngụ và bữa ăn, và họ tỏ ra khoan dung đối với những kẻ phạm tội.
Một người theo Đạo giáo khác, Trương Tu lập ra một nhà nước độc lập khác ở bên cạnh. Dù họ có chung sự sùng bái đối với Đạo giáo, nhưng hai cộng đồng Trương Lỗ và Trương Tu lại đánh lẫn nhau. Trương Lỗ, như kể lại, đã giết được Trương Tu. Ngay sau đó, Trương Lỗ có một đối thủ còn kinh khủng hơn, Tào Tháo. Với quân đội của mình, Tào Tháo chiếm đất đai của Trương Lỗ. Trương Lỗ đầu hàng Tào Tháo và được ban thưởng thái ấp. Lịch sử kể rằng Trương Lỗ chết một thời gian ngắn sau đó – năm 217. Và có truyền thuyết rằng 26 năm sau khi ông chết, nhiều người đã thấy ông bay lên trời. Truyền thuyết cũng nói rằng khi khai quật mộ ông vào năm 259, thân thể ông vẫn còn nguyên vẹn, có nghĩa là ông chỉ chết theo nghĩa ông đã tách khỏi thể xác và đã lên thiên đường.

### Nhà Tấn (266–420)

#### Chấm dứt thời Tam quốc
Một tiểu thuyết thế kỷ mười bốn, Tam quốc diễn nghĩa, miêu tả thời đại Tam quốc như là một giai đoạn lãng mạn, anh hùng và thượng võ. Nhưng đối với người dân sống ở thời kỳ đó thì nó kém lãng mạn hơn nhiều. Về mặt quân sự, Ngụy là mạnh nhất trong số ba nước, một sức mạnh được nâng đỡ nhờ kinh tế và các cảng biển. Nước Thục có dân cư thưa thớt hơn, và là một vùng đa phần là rừng, với nhiều bộ tộc không phải là người Hán.
Năm 263, Ngụy đánh và chiếm Thục, chỉ còn lại Ngô làm đối thủ. Sau đó vua Ngụy bị quyền thần họ Tư Mã thao túng và chính thức đoạt ngôi năm 265. Tư Mã Viêm nối chức cha ông phế vua Ngụy lập ra nhà Tấn, tức là Tấn Vũ Đế (265-290).
Năm 280, Tấn Vũ đế chinh phục nốt nước Ngô. Trung Quốc lại được thống nhất, và Tấn Vũ đế mở rộng quyền lực của mình về phía bắc đến trung tâm Triều Tiên và phía nam đến hết An Nam (Việt Nam). Một triều đại mới, gọi là Tây Tấn đã bắt đầu ở Trung Quốc.

#### Tấn Vũ Đế

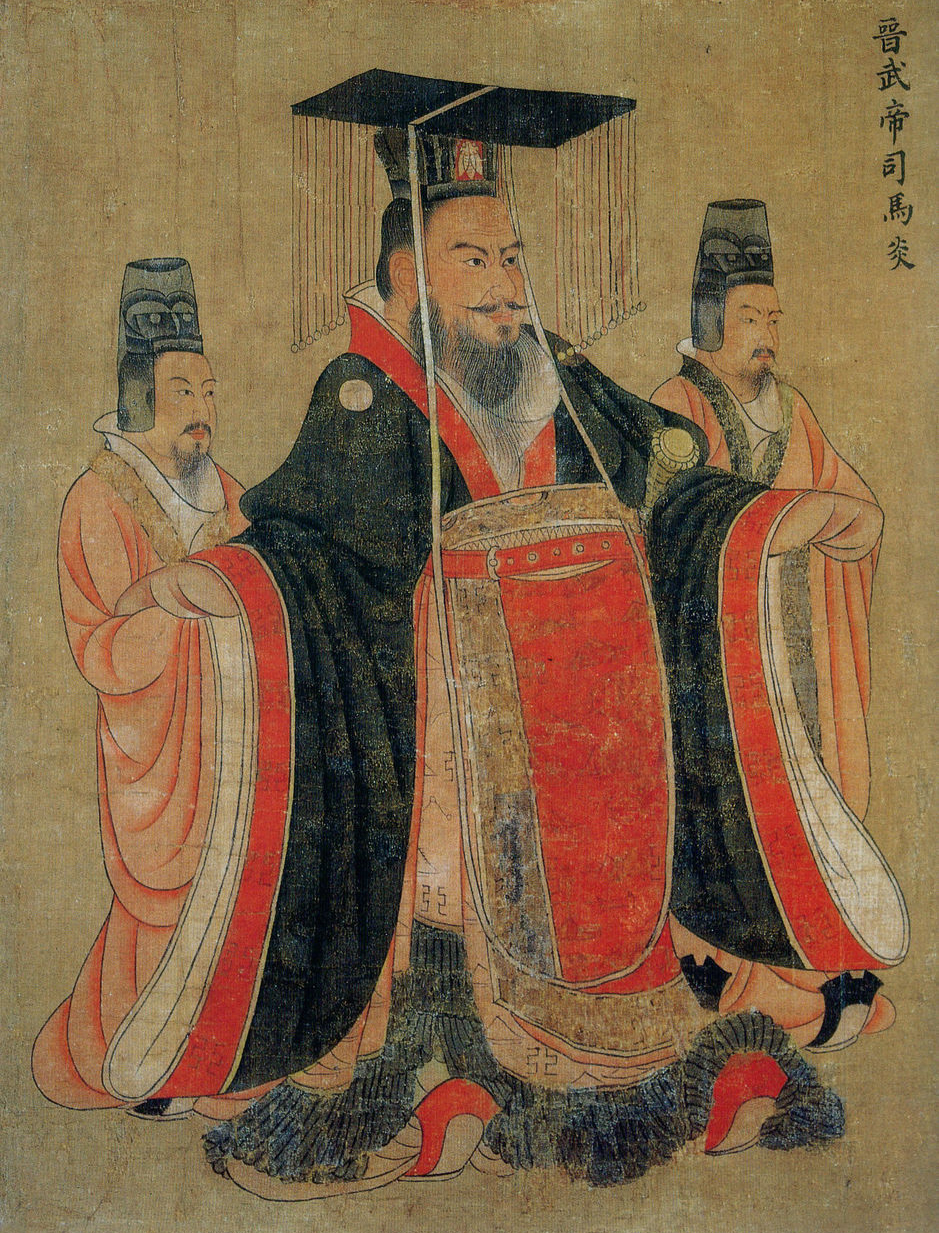
Tấn Vũ Đế.

Trước sự hùng mạnh của Tây Tấn, những sự cướp phá chống Trung Quốc của Hung Nô và những bộ tộc khác tạm dừng trong một thời gian. Và chính sách định cư các bộ tộc bên trong Trung Quốc đã có kết quả. Triển vọng về một nền hòa bình, thống nhất và thịnh vượng bắt đầu.
Năm 280, Tấn Vũ Đế bắt đầu thi hành chính sách mới. Các đội quân được nghỉ ngơi, và các vũ khí kim loại bị đúc thành tiền. Nhưng cố gắng của Tấn Vũ Đế nhằm giải ngũ quân đội không có nhiều kết quả. Một số binh sĩ giải ngũ nhưng vẫn giữ vũ khí, các binh sĩ buôn bán vũ khí của họ với Hung Nô để đổi lấy đất, còn các hoàng thân ở vùng xa không chịu giải giáp hay giản tán quân đội của mình.
Vũ đế tìm cách quay lại thời kỳ vĩ đại của triều Hán, khi hòa bình và thịnh vượng có ở khắp đất nước và nhà Hán có được quyền lực trung ương mạnh. Tấn Vũ Đế đặt ra các cải cách nhằm mục đích kiềm chế quyền lực địa phương - quyền lực của các gia đình lớn. Nhưng những cải cách đó không thành công. Ông chết năm 290 khi thế lực của các chư hầu, lãnh chúa lớn ở Trung Quốc vẫn có quân đội riêng.

#### Bát vương chi loạn
Cùng với cái chết của Vũ đế sự suy yếu đã đến với triều đình: con Vũ đế là Huệ Đế, một hoàng đế đần độn. Quyền hành rơi vào tay hoàng hậu Giả Nam Phong. Bà vốn đa nghi và bắt đầu bắt giữ và hành quyết bất kỳ ai mà bà cho là một mối đe doạ cho vị trí của mình, kể cả những kẻ đối lập bên trong hoàng gia. Cuộc xung đột nổ ra giữa các hoàng thân nhà Tấn, sử gọi là "loạn tám vương" (Bát vương chi loạn)
Nhiều vương công và hàng nghìn người khác bị giết. Giả Hoàng hậu không thể giết tất cả những kẻ đối nghịch với mình, và đến năm 300, một hoàng thân là Triệu vương Tư Mã Luân đã làm đảo chính, giết Giả Hoàng hậu và nhiều người khác, đồng thời ép vị vua nhu nhược phải nhường ngôi. Đến lượt các vương hầu khác khởi binh chống lại Tư Mã Luân và giết ông chỉ sau 3 tháng. Vị vua nhu nhược Tư Mã Trung lại được lập làm hoàng đế lần thứ hai. Tuy nhiên, cuộc chiến giữa các vương hầu không hề kết thúc. Thêm vào đó, hạn hán và nạn đói liên tiếp xảy ra. Chính phủ trung ương suy yếu và hoàn toàn bất lực trước sức mạnh của các lãnh chúa địa phương. Trung Quốc bước qua giai đoạn thống nhất giờ lại bước vào giai đoạn tan rã.

#### Khổng giáo, Phật giáo thời Tây Tấn
Với sự tan rã của Hán triều, các bộ tộc Hung nô từ phía bắc Trung Quốc thấy cơ hội để tiếp tục cướp phá những vùng đông dân của Trung Quốc. Giống như điều xảy ra ở châu Âu, sự đổ vỡ của chính phủ thúc đẩy nông dân từ bỏ sự độc lập của mình và tập hợp lại với nhau để được bảo vệ dưới một ông chúa đất có lực lượng gồm những người có trang bị vũ khí. Các nông dân chạy trốn để khỏi phải đóng thuế cho nhà nước và đi lao động công ích, nhưng lại trở thành nông nô của ông chúa đất.
Giống như sự suy tàn của tôn giáo chính thức trong thời đại khó khăn ở La Mã, Khổng giáo cũng bị như vậy trong thời hỗn loạn ở Hán triều. Khổng giáo từng là tư tưởng của tầng lớp tiểu quý tộc và quý tộc Trung Quốc và vốn thống trị trong giáo dục và hành chính của đế chế, nhưng với việc đạo đức rất ít thấy trong số những người nắm quyền, nhiều người tinh hoa Trung Quốc quay sang coi Khổng giáo là biện hộ cho sự trung thành đối với kẻ cai trị là thứ không thích hợp và nhiều người coi Khổng giáo là đã không đáp ứng được với nhu cầu của thời đại.
Họ không nghiên cứu Khổng giáo nữa mà tìm kiếm một tư tưởng khác để thay thế và một trong số đó là Đạo giáo. Một thứ khác nữa là Phật giáo, mà theo truyền thuyết đã du nhập vào Trung Quốc năm 65, trong một giấc mơ của Hán Minh Đế. Một lý thuyết đối nghịch cho rằng Phật giáo đã nhập với Ấn Độ giáo khi phát triển về phía đông với những nhà buôn Ấn Độ, Phật giáo vào Trung Quốc qua những nhà buôn vào lục địa qua Trung Á trong thế kỷ đầu tiên. Triều đình nhà Hán, theo ghi chép, chào đón Phật giáo vào Trung Quốc. Nhưng Phật giáo vẫn bị cô lập trong thời nhà Hán, chỉ được các nhà buôn Ấn Độ gia nhập - những người chi tiền và hiến đất để xây các chùa Phật giáo và sử dụng chúng làm nhà băng và nơi cất giữ hàng hóa.
Người Trung Quốc đầu tiên đổi sang Phật giáo là những người thuê đất đai của nhà chùa. Các kinh điển Phật giáo được dịch sang tiếng Trung Quốc. Sau đó với sự sụp đổ của Hán triều, Phật giáo ngày càng phát triển trong dân chúng Trung Quốc. Họ không biết nhiều về học thuyết của Phật giáo, nhưng họ có được sự an ủi trong Phật giáo. Các chùa Phật giáo và những lễ nghi phức tạp rất ấn tượng, và Phật giáo là một thông điệp ấm áp hơn thông điệp của Khổng giáo: một thông điệp về sự cứu rỗi thông qua sự tiết chế hay kiêng khem và thông điệp về lòng trắc ẩn cho mọi sinh vật. Cả Phật giáo Nguyên thủy và Đại thừa đều có mặt ở Trung Quốc, nhưng phái Đại thừa với các thần phật cứu rỗi và hay giúp đỡ ở mức thống trị.

### Chia cắt Ngũ Hồ loạn Hoa và Nam Bắc triều (420–589)

#### Ngũ Hồ loạn Hoa
Sau loạn bát vương, Tây Tấn suy yếu cực độ và bị các tộc phương bắc xâm chiếm. Năm 316, vua nước Hán Triệu là Lưu Thông tiêu diệt Tây Tấn. Các quý tộc nhà Tấn chạy xuống phía nam tái lập nhà Đông Tấn (ở đất nhà Ngô thời Tam Quốc cũ). Vùng đất phía bắc do các tộc người Hồ chiếm giữ, gọi là thời Ngũ Hồ loạn Hoa, gồm 16 nước.
Bị cai trị bởi chế độ quân chủ là một điều không may cho Trung Quốc, với những cuộc chiến tranh và đổ máu là phương tiện để tìm ra người kế tục ngôi báu. Những vị vua có năng lực lại bị tiếp nối bởi những vị không năng lực, với tình trạng tham nhũng trong chính phủ và sự xao nhãng quan tâm tới quyền lợi của thường dân. Nếu những người nắm quyền phục thuộc vào nguyện vọng của nhân dân họ sẽ phải làm nhiều việc cho quyền lợi của người dân – như tích trữ lương thực vào những năm được mùa để phòng khi hữu sự. Các chính quyền không có khả năng và luôn thay đổi làm cho Trung Quốc dễ rơi vào tranh giành.
Ở miền nam, Đông Tấn luôn gặp phải nạn bè phái và sự trỗi dậy của các quyền thần, loạn thần nhân khi "thiên tử" suy yếu, điển hình là Vương Đôn, cha con Hoàn Ôn - Hoàn Huyền. Thêm vào đó, những cuộc nổi dậy của nông dân, nhất là khởi nghĩa Lư Tuần đầu thế kỷ 5 khiến nhà Tấn càng suy yếu. Điều đó khiến Đông Tấn rất ít khi có cơ hội mở các cuộc tấn công bắc phạt để giành lại quyền kiểm soát trung nguyên, dù ở miền bắc đã không ít lần có những biến động thuận lợi - sự tan rã, suy yếu của các chính quyền Ngũ Hồ - để làm điều đó. Năm 420, quyền thần Lưu Dụ, phát triển thế lực nhờ dẹp khởi nghĩa Lư Tuần và diệt được 2 trong số các nước Ngũ Hồ phía bắc, mở đất đến Quan Trung và sông Hoài, thực hiện cướp ngôi nhà Tấn, lập ra nhà Tống, sử gọi là Lưu Tống.
Trong khi đó ở miền bắc sau khi nhà Tấn mất quyền kiểm soát, các bộ tộc Hồ gây chiến liên miên với nhau và với người Hán. Có hơn 20 quốc gia đã hình thành và diệt vong trong thời gian đó, nhưng 16 nước được sử hay nhắc tới. Tình hình miền bắc được các sử gia chia làm hai giai đoạn lớn: Từ năm 383 trở về trước và sau năm 383.
Trước năm 383, sử Ngũ Hồ loạn Hoa có sự ra đời và diệt vong của các nước Hán Triệu (304-329), Hậu Triệu (319-352), Thành Hán (303 - 347), Tiền Lương (314-376), Tiền Yên (317-371), Tiền Tần (351-394). Các quốc gia này, song song với việc đánh chiếm được đất đai của nhà Tấn và chống lại những cuộc bắc phạt của nhà Tấn đã quay sang đánh lẫn nhau. Tới năm 376, khi hoàng đế Tiền Tần là Phù Kiên diệt nước Tiền Lương và Bắc Đại (nước của người Tiên Ti, không được nhắc tới trong 16 nước), thống nhất miền bắc, cơ bản Trung Quốc chỉ còn 2 nước Tần và Tấn chống nhau.
Năm 383, Phù Kiên huy động 100 vạn quân đa sắc tộc đi đánh Đông Tấn để thống nhất Trung Quốc, nhưng bị thảm bại ở trận Phì Thủy.
Ngay sau trận Phì Thủy 383, Tiền Tần suy yếu và tan rã nhanh chóng. Các bộ tộc cũ của người Hung Nô, Tiên Ty, Khương lại nổi dậy chia cắt miền bắc, hình thành các nước Hậu Lương, Bắc Lương, Tây Lương, Nam Lương, Hậu Yên, Bắc Yên, Nam Yên, Tiền Tần, Hậu Tần và Tây Tần và Hạ. Nước Bắc Đại của họ Thác Bạt cũng phục hồi năm 386 với tên là Bắc Ngụy và dần dần lớn mạnh.
Bắc Ngụy lần lượt diệt các nước Ngũ Hồ phía bắc, thống nhất miền bắc năm 439.

#### Nam Bắc triều

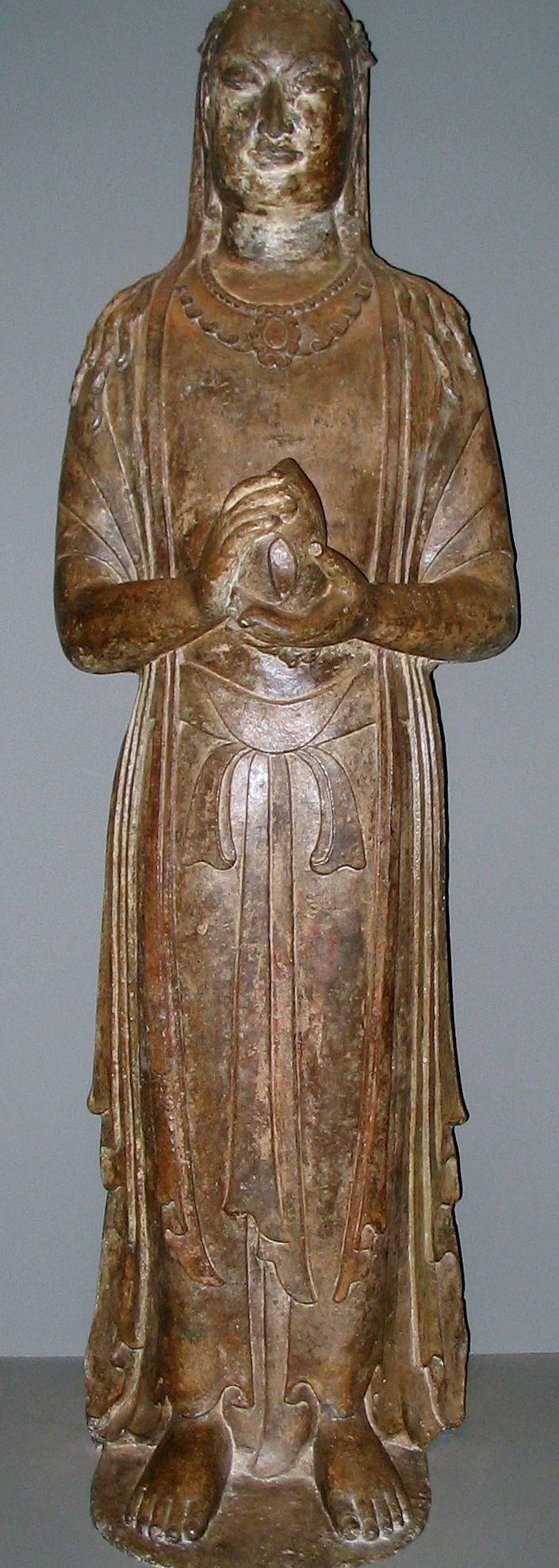
Tượng Bồ tát bằng đá vôi, triều Bắc Tề (550-577).

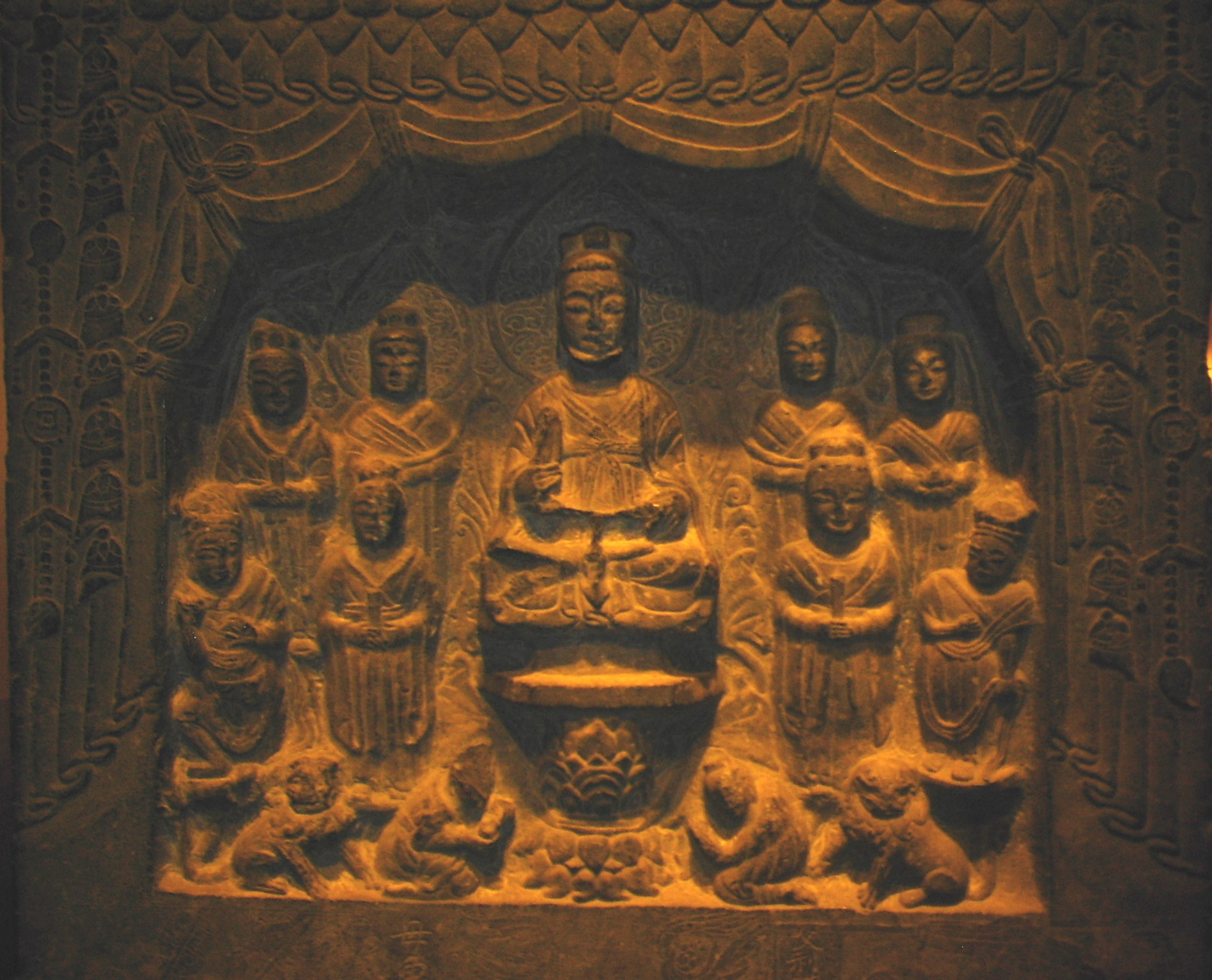
Một tấm bia của Đạo giáo, triều Bắc Chu (577-581).

Không lâu sau khi Lưu Dụ lập ra nhà Tống, Bắc Ngụy cũng thống nhất miền bắc, kết thúc thời Ngũ Hồ loạn Hoa. Từ đó trong một thời gian dài, miền nam và miền bắc ít bị chia cắt hơn loạn Ngũ Hồ, duy trì biên giới tương đối ổn định và có sự kế tục nhau của các thế lực phong kiến cai trị hai miền.
Năm 453, vua Bắc Ngụy dốc toàn quân đánh Lưu Tống để thống nhất Trung Quốc. Vua Tống Văn Đế Lưu Nghĩa Long cũng mang sức cả nước ra chống lại. Kết quả không ai thắng ai, nhưng sau đó cả hai bên đều suy yếu, nhất là nhà Tống ở miền nam vốn có tiềm lực nhỏ hơn.
Bắc Ngụy tập trung vào phát triển kinh tế và xây dựng. Sau một thời gian, triều đình này Hán hóa rất mạnh, tới cuối thế kỷ 5 đổi từ họ Thác Bạt sang họ Nguyên.
Ở phía nam, một chuỗi các gia tộc Hán vốn đã leo lên và rơi xuống khỏi quyền lực trong khi lao vào các trận chém giết, coi đó là cách để giải quyết xung đột về việc ai sẽ cai trị. Nhà Tống suy yếu, bị quyền thần Tiêu Đạo Thành tiêu diệt lập ra nhà Nam Tề (479). Được hơn 20 năm (502), một người em họ của Tiêu Đạo Thành là Tiêu Diễn diệt cháu chắt của anh họ mình, lập ra nhà Lương. Theo sách Mưu lược người xưa, các nhà sử học Trung Quốc đã thống kê ra: chỉ từ cuối thời Đông Hán tới khi Lương Vũ Đế Tiêu Diễn lên ngôi đã có gần 300 người xưng vương hay xưng đế. Điều đó đủ cho thấy mức độ loạn lạc của Trung Quốc từ thời Tam Quốc tới Nam Bắc triều.
Ở cả miền nam và miền bắc, tuy chiến tranh chấm dứt nhưng bạo loạn, tranh chấp trong cung đình vẫn liên tục xảy ra giữa những người thân tộc.
Để chống họa ngoại thích, các vua Bắc Ngụy đặt ra lệ: trong các hoàng tử, ai được lập làm thái tử thì mẹ người đó phải chết. Nhưng tới Tuyên Vũ đế Nguyên Khác lại phá lệ vì yêu Hồ hậu, nên để cho mẹ thái tử Hủ được sống. Năm 515, Nguyên Khác chết, Nguyên Hủ lên thay. Quyền lực nhà Bắc Ngụy lập tức rơi vào tay Thái hậu nhiếp chính họ Hồ. Bà là người rất sùng đạo Phật, tuy vậy lại sử dụng thủ đoạn rất tàn độc với những người mà bà không thích, kể cả những người cùng gia tộc. Năm 528, bà hành quyết cả Nguyên Hủ vì Hủ không ngừng muốn thoát khỏi tình trạng giám hộ của bà.
Lập tức, các tướng lãnh nổi loạn. Năm 530, Nhĩ Chu Vinh, một đại tướng đang cầm quân bên ngoài đã đem quân vào kinh thành giết chết Hồ Thái hậu và cả Nguyên Tử Du, vị vua kế vị mới vừa được bà lập nên. Từ đó đại loạn bắt đầu nổ ra.
Nhĩ Chu Vinh và em là Nhĩ Chu Triệu cùng hàng loạt vua Ngụy bù nhìn như Nguyên Diệp, Nguyên Cung, Nguyên Lãng, Nguyên Tu bị giết trong cuộc hỗn chiến. Hai quyền thần mới, vốn là thủ hạ của các lực lượng quân phiệt hỗn chiến, nổi lên trong chính trường sau khi lớp trước bị thủ tiêu là Cao Hoan và Vũ Văn Thái, chia nhau giữ đất Bắc Ngụy.
Tình trạng loạn lạc kéo dài dẫn đến việc triều đình Bắc Ngụy bị chia làm hai là Đông Ngụy và Tây Ngụy vào năm 534. Tuy nhiên, cả hai triều đình này không tồn tại được lâu, vì quyền lực thực tế đều nằm trong các tướng lĩnh quân sự. Ở phía đông, Cao Hoan khống chế Đông Ngụy, phía tây Vũ Văn Thái thao túng Tây Ngụy. Năm 550 con thứ Cao Hoan là Cao Dương đã phế truất vị vua duy nhất của triều Đông Ngụy là Nguyên Thiện Kiến để lên làm vua, lập nên triều đình Bắc Tề vào. Không lâu sau đó, ở Tây Ngụy, quyền thần Vũ Văn Giác (con Vũ Văn Thái) ép vị vua cuối cùng của nhà Tây Ngụy là Nguyên Khuếch nhường ngôi cho mình vào năm 557, lập nên nhà Chu, sử gọi là Bắc Chu.
Các vị vua của Bắc Chu không ngừng lại ở đó mà tiếp tục thực hiện các chiến dịch quân sự để đánh phá người láng giềng Bắc Tề. Vào năm 577, vua Bắc Chu là Vũ Đế Vũ Văn Ung tiêu diệt Bắc Tề, thống nhất miền bắc bằng vũ lực. Tuy nhiên, ngay sau đó Chu Vũ Đế mất, con trai ông là Chu Tuyên Đế lại mải chơi không thể giữ gìn được sự nghiệp và chết yểu.

### Nhà Tùy (581–618)

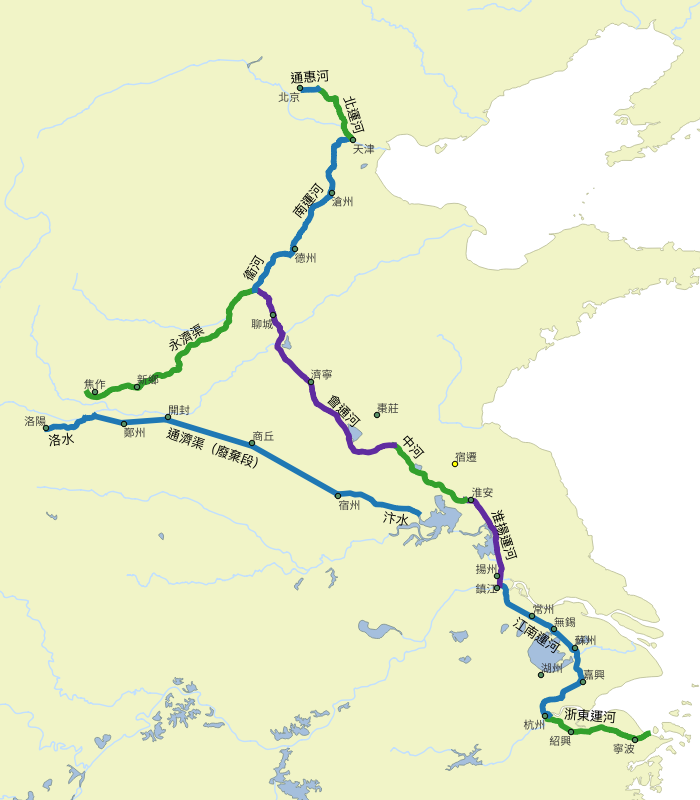
Bản đồ Đại Vận Hà.

Một quý tộc người Hán là Dương Kiên đã chiếm lấy quyền lực. Ông thẳng tay giết hại hoàng thất nhà Bắc Chu, dọn sạch con đường bước lên ngai vàng. Năm 581, ông phế truất vị vua cuối cùng của Bắc Chu là Vũ Văn Xiển, lên ngôi hoàng đế, lập nên nhà Tùy. Chín năm sau, ông tiêu diệt vương quốc Trần ở phía nam, thống nhất toàn bộ Trung Quốc sau gần 300 năm phân liệt.

#### Tùy Văn đế
Từ cuối thời Tây Tấn đến thời đại Nam Bắc triều, các tộc thiểu số phía bắc và phía tây tiến vào Trung Nguyên, ảnh hưởng của văn hóa kinh tế phong kiến của dân tộc trường kỳ chống áp bức và bóc lột, hình thành một sự hòa hợp chủng tộc mà dân tộc Hán là trung tâm. Dân tộc Hán chạy về phía nam cũng đem theo công cụ sản xuất kỹ thuật sản xuất tiến bộ, nhân dân và sĩ phu cùng nhau cần cù xây dựng miền Nam làm cho miền Nam Trung Quốc lúc bấy giờ phát triển cả về kinh tế và xã hội. Với xu thế xã hội lúc bấy giờ, Tùy Văn đế Dương Kiên tiến xuống phía nam diệt nhà Trần của Trần Thúc Bảo, đó là điều kiện có lợi cho thống nhất Trung Quốc để xây dựng vương triều Tùy lấy dân tộc Hán làm chủ. Nhà Tùy tiếp tục thực hiện các cuộc cải cách về kinh tế và chính trị. Những cuộc cải cách này cũng đã củng cố được nền thống trị mới, xúc tiến được sự phát triển của miền Bắc Trung Quốc, phục hồi sản xuất, thế lực của nhà Tùy tăng lên nhanh chóng. Năm 589, sau khi diệt được triều Trần, kết thúc cục diện chia cắt lâu dài, nhà Tùy đã thực hiện hàng loạt chính sách ổn định xã hội, phát triển sản xuất. Tùy Văn đế đầu tiên đã trấn áp hết các thế lực phiến loạn và bạo động., tiêu diệt các mầm mống phản loạn, đồng thời vẫn tôn trọng các quý tộc Tiên Ty, lấy việc hòa hoãn để giải quyết mâu thuẫn giữa các tập đoàn thống trị.
Theo đà phát triển của nông nghiệp, Văn đế đã phái các quan đến nhiều nơi xem xét và chia lại ruộng đất, nhân dân đều có ruộng, nơi nào thiếu ruộng đất, họ buộc phải đi khẩn hoang, do đó diện tích cầy cấy tăng lên nhanh chóng. Ngoài việc giải quyết vấn đề sức lao động và phân phối lại ruộng đất, còn thực hiện bỏ các quận, lập các châu, cải tổ hệ thống pháp luật, trừng trị tham quan, xây dựng các kho dự trữ để phòng lúc đói kém trợ giúp nhân dân. Vương triều Tùy lúc đầu để tập trung và nắm vững vật chất củng cố chính quyền trung ương, đã thi hành nhiều biện pháp tiến bộ, dân chúng tuân theo, hăng hái đóng góp sức người sức của để xây dựng đất nước.
Về mặt công nghiệp, triều đình đặc biệt chú ý đào mương, sông ngòi, nối các dòng sông với nhau. Ví dụ như việc nối Hoàng Hà với sông Vị tạo nước tưới, đồng thời cũng tạo điều kiện cho việc thông thương. Một trong những tiêu chuẩn để nhà Tùy tăng thêm sức lực là khẩn điền và tăng thêm nhân khẩu. Mục đích tăng nhân khẩu là để là để lấy người lao động và bổ sung vào quân đội thường trực, vì một thời gian dài chiến tranh liên miên nên dân số quá hao hụt. Những tài sản do nhân dân lao động làm ra để nuôi dưỡng tập đoàn thống trị thì nay nhà Tùy đã đem phân phát bớt cho dân chúng, nên chính quyền được dân tin, củng cố. Những tiến bộ trên chỉ được duy trì và thực hiện khi Văn đế nắm quyền, còn khi Tùy Dạng đế lên kế vị thì đã không còn.

#### Tùy Dạng đế
Năm 604, Dương Quảng lên ngôi, lấy niên hiệu là Đại Nghiệp (大業). Do sự phát triển của kinh tế xã hội thời kì đầu nhà Tùy, nhờ sự cần mẫn của vua cha, vương triều đã tích lũy được nhiều của cải. Nhưng Dạng đế lại đi ngược chính sách của cha, tàn bạo bóc lột nhân dân, mặt khác tiến hành các cuộc chiến tranh xâm lược, chinh phạt. Dạng đế bỏ nhiều tiền của để xây dựng kinh đô Lạc Dương, cung điện thành quách nguy nga, bắt dân lên rừng xuống biển để tìm thú quý, cá đẹp, cây lạ để đem về nuôi ở vườn Ngự Uyển. Tây Uyển ở gần Lạc Dương, chu vi đến 200 dặm, có hồ lớn chu vi hơn 10 dặm, có cả núi giả. Để thỏa mã thú vui, Dạng đế đã bắt dân tìm hàng triệu con đom đóm cho vào vườn Ngự Uyển để thay cho ánh đèn, tăng vẻ đẹp cho vườn lạ. Bên cạnh đó, Dạng đế đã phát động các cuộc chiến tranh xâm lược Cao Câu Ly, chỉ toàn thất bại. Bao sức người sức của mà Văn đế dày công vun đắp đến thời Dạng đế đã bị hủy hoại, cơ nghiệp nhà Tùy tan rã. Dân chúng không biết dựa vào đâu mà sống, liền nổi dậy chống lại triều đình ở khắp mọi nơi. Năm 616, Tùy Dạng đế trước các cuộc khởi nghĩa của nông dân, vẫn chưa chịu nhận ra, lại tuần du xuống Giang Đô. Thuyền rồng của Dạng đế còn chưa về đến Giang Đô, thì đường quay về ở phía bắc đã bị cắt đứt. Năm Đại Nghiệp thứ 13 (617), Dạng đế bị thống lĩnh Cấm vệ quân là Vũ Văn Hóa Cập sát hại. Vương triều Tùy dựng được 38 năm bị diệt vong.

### Nhà Đường (618–907)

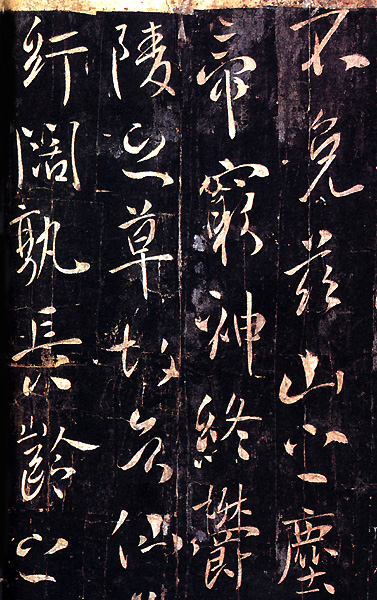
Một tấm bia khắc những dòng chữ thư pháp của Hoàng đế Thái tông.

### Đường Cao Tổ (618 - 626)
Năm 618, cuộc nội chiến kết thúc, Đường quốc công Lý Uyên là người thắng trận. Ông tái thống nhất Trung Quốc, mở đầu thời đại nhà Đường và được tôn xưng là Đường Cao Tổ. Tuy nhiên, các con ông lại đánh nhau để giành quyền thừa kế ngai vàng. Hai người con trai của ông là Lý Kiến Thành và Lý Nguyên Cát đã thiệt mạng trong cuộc tranh giành quyền lực này. Lý Uyên chỉ còn một sự lựa chon duy nhất là Lý Thế Dân, con trai dòng đích duy nhất còn sống sót. Năm 626, Lý Uyên nhường ngôi cho Lý Thế Dân, người mà về sau đã đưa đất nước Trung Quốc quay trở lại thời thịnh vượng và vàng son.

#### Đường Cao Tông và Võ Tắc Thiên (650 - 705)
Tuy nhiên, người thừa kế của Thái Tông Lý Thế Dân là Cao Tông lại là một người ốm yếu nhu nhược, và là nguyên nhân làm cho Trung Quốc rơi vào xung đột và giết chóc. Quá trình hỗn loạn này bắt đầu khi người thiếp của Cao Tông là Võ Tắc Thiên, tìm cách thúc đẩy ông ta đưa bà lên thay hoàng hậu. Võ Tắc Thiên dùng những phương cách truyền thống để tống khứ những kẻ đối nghịch: bà giết hoàng hậu cùng một số kẻ khác. Võ Tắc Thiên trở thành Hoàng hậu, và bà đày ải, giết hại và bắt hàng chục quan chức lớn tuổi tự sát.

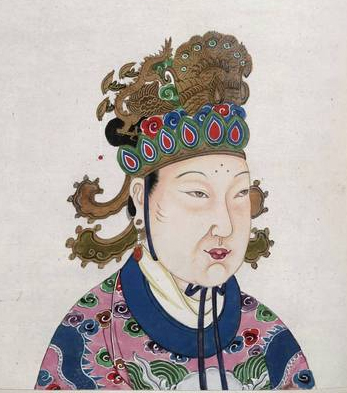
Võ Tắc Thiên, vị nữ Hoàng đế duy nhất trong lịch sử Trung Quốc.

Vua Cao Tông phải chịu một sự khủng hoảng trong 11 năm cầm quyền của mình, trở nên yếu đuối và tầm thường. Võ Hậu củng cố hơn nữa quyền lực của mình. Bà giết các tôn thất họ Lý mà bà coi là đối thủ, và bà đưa các thành viên gia tộc của mình lên nắm quyền. Năm 690, bà phế truất chính người con của mình là Lý Đán để tự mình lên làm vua khi đã 67 tuổi, lập nên một triều đình ngắn ngủi với danh hiệu là Chu.
Võ Tắc Thiên là vị Nữ hoàng đế duy nhất trong lịch sử Trung Quốc. Bằng cách sử dụng những kẻ chỉ điểm, bà lập lên một chính quyền cai trị dựa trên sự sợ hãi. Bà thanh lọc các trí thức Khổng giáo và các thành phần chống đối khác. Nhưng bà cũng xây dựng lên một nền tảng chính trị bằng cách cung cấp đủ những nhu cầu công cộng và thăng chức cho những vị quan ủng hộ mình. Bà rất sùng kính đạo Phật và tập trung quanh mình những người đàn ông sùng đạo như bà, các nhà sư và ra lệnh dựng chùa ở mọi quận huyện.
Khi tuổi đã già, nữ hoàng họ Võ mất dần quyền kiểm soát triểu đình, và năm 705 các quan lại ở triều buộc bà rút lui để trả lại ngôi vua cho một người con của bà là Lý Hiển, vốn đã bị bà phế truất vào năm 684.

#### Biến loạn trong hoàng tộc (705 - 712)
Trung Tông Lý Hiển trở lại ngai vàng và cai trị tới tận khi ông chết vào năm 710 - vợ ông, hoàng hậu họ Vi, bị nghi ngờ đã đầu độc ông. Vi hậu tìm cách cai trị giống như Võ hậu. Bà bán chức tước và quyền làm sư sãi, và bà cũng đứng đằng sau những vụ tham nhũng trong triều. Bà đã tạo ra các đối thủ mà bà không thể tiêu diệt, và họ đã tập hợp lực lượng để làm cuộc đảo chính giết chết Vi hậu, đưa vị vua vốn cũng bị Võ Tắc Thiên phế truất là Lý Đán trở lại ngai vàng.
Đến lượt các đồng minh này lại đánh nhau. Tuy nhiên, cuộc tranh giành quyền lực nhanh chóng kết thúc với ưu thế tuyệt đối của một hoàng tử nhà Đường, người được kế thừa ngôi vua vào năm 712, Huyền Tông Lý Long Cơ.

#### Thịnh Đường (712 - 755)
Huyền Tông lên nắm quyền ở tuổi 28 và ở ngôi 44 năm. Ông năng động và can đảm, và dưới thời ông, sự thịnh vượng quay trở lại. Nhưng vào những năm cuối đời ông ngày càng bị lôi cuốn vào tư tưởng Đạo giáo và không quan tâm đến cai trị nữa. Sau năm 745 ông say mê một người thiếp của mình là Dương Quý Phi và bỏ rơi triều chính. Triều đình trở nên hỗn loạn bởi sự tranh giành ảnh hưởng của các đại thần trong triều và các quân phiệt địa phương. Trung Quốc nhanh chóng lại rơi vào tình trạng suy sụp.
Năm 715, các đội quân Hồi giáo đánh bại Trung Quốc ở Trung Á, cắt đứt con đường dẫn tới phía tây và Ấn Độ của Trung Quốc. Những người Hồi giáo thay thế người Trung Quốc trong vị thế ảnh hưởng thống trị dọc theo Con đường tơ lụa, và các tiểu quốc bộ tộc ở biên giới Trung Quốc dần dần có nhiều ảnh hưởng. Năm 755, An Lộc Sơn, một vị tướng có nguồn gốc Đột Quyết và là tình nhân của Dương Quý Phi tiến đánh kinh thành Trường An, buộc Huyền Tông và triều thần phải lưu vong. Cuộc bạo loạn này tuy chỉ kéo dài trong 8 năm (756-763) và con Huyền Tông là Lý Hanh cuối cùng cũng lấy lại được ngai vàng, nhưng cuộc tranh quyền lực giữa các đại thần trung ương và các tiết độ sứ địa phương vẫn diễn ra gay gắt.
Trong cuộc tranh giành quyền lực triều đình, bất ngờ trỗi lên một lực lượng thứ ba. Đó là nhóm các vị hoạn quan. Nhóm này tỏ ra biết các luồn lách khéo léo, lợi dụng của hai bên kia để nắm được quyền lực triều đình. Ở những năm cuối của triều Đường, các hoạn quan hoàn toàn thao túng triều đình, thậm chí có thể lựa chọn người sẽ lên làm vua. Trong 22 vị hoàng đế của nhà Đường, thì đã có 10 vị do các hoạn quan lập nên. Tất cả đều ở những năm cuối cùng của triều Đường.

#### Mầm mống suy vong xuất hiện
Từ năm 742 (niên hiệu Thiên Bảo), Huyền Tông sa vào hưởng lạc, đồng thời giai cấp thống trị nhà Đường cũng có cuộc sống xa hoa. Sự tiêu pha lãng phí của triều đình tuy vậy lại trái ngược với đời sống của dân chúng do họ đã bị vắt kiệt qua sưu cao thuế nặng khiến nhiều người bỏ trốn, chế độ binh dịch lại trở nên nặng nề để phục vụ cho những cuộc chiến với các nước khác.
Trong triều đình, lực lượng hoạn quan bắt đầu có nhiều quyền hành, vua lại tin dùng gian thần Lý Lâm Phủ (683 – 753) vốn là người chỉ giỏi xu nịnh, ngoài ra dòng họ của Dương Ngọc Hoàn là vợ yêu của vua cũng có thế lực lớn mạnh trong triều, đứng đầu là Dương Quốc Trung, là người không khác gì Lý Lâm Phủ. Lý Lâm Phủ kiến nghị Huyền Tông đặt ra chính sách tiết độ sứ, chuyên nghiệp hóa binh lính vùng biên cương làm cho quyền lực triều đình không còn đủ sức kiểm soát phiên trấn gây ra tình trạng "trong nhẹ ngoài nặng", đây là mầm mống cho loạn An Lộc Sơn bùng nổ. Những đại thần trung lương không còn được tin dùng bắt đầu rút khỏi triều đình gần hết. Nền tảng của Khai Nguyên thịnh thế đã bị chính một tay Huyền Tông dựng nên và phá hủy.
Tại vùng Hà Bắc tập trung nhiều người dân tộc thiểu số tập trung sinh sống chủ yếu gồm người Khiết Đan và Đột Quyết, họ vốn chỉ thuần phục nhà Đường trên danh nghĩa, từ thập niên 40 của thế kỷ 8 quan hệ giữa triều đình với người thiểu số Đông Bắc lại diễn biến theo chiều hướng xấu, mở đường cho An Lộc Sơn khởi loạn từ khu vực này. Ở Tây Vực nhà Đường đại bại trong trận Talas trước người Hồi Giáo (751), khiến cho Tây Vực không còn phụ thuộc nhà Đường nữa. Hai khu vực nhạy cảm nhất của triều đình (Tây Bắc và Đông Bắc) đã gần như thoát ly chính quyền trung ương làm cho triều đình bị đe dọa nặng nề về mặt an ninh.

#### Tạm trị lần 1 (762 - 820)
Từ sau loạn An - Sử, nhà Đường bắt đầu suy vi liên tục khi chứng kiến quyền lực của các tiết độ sứ địa phương ngày càng gia tăng, đồng thời quyền lực của thế lực hoạn quan nổi lên từ cuối thời Đường Huyền Tông bắt đầu thao túng triều đình và lấn át cả quyền quyết định của hoàng đế, khiến nhà vua phải tiến hành các chiến dịch để tiêu diệt các hoạn quan lộng quyền. Các vua Đường từ Túc Tông đến Hiến Tông hầu như đều là các hoàng đế có năng lực, tuy nhiên những căn bệnh của đế quốc đã bị loạn An - Sử làm cho trở nên trầm trọng khiến cho những nỗ lực của triều đình chỉ đủ sức duy trì được ngai vàng. Trong thời kỳ này, tiêu biểu là sự biến Phụng Thiên do các trấn nổi dậy làm loạn đã khiến Đường Đức Tông phải chạy khỏi kinh thành đến Phụng Thiên (783) và cuộc loạn chính của tập đoàn hoạn quan buộc Đường Thuận Tông phải thoái vị (806), cuộc Vĩnh Trinh duy tân do ông khởi xướng cũng bị dừng lại. Dù vậy những cố gắng của họ đã tạo ra một thời kỳ ổn định tương đối kéo dài 58 năm (762 - 820), mà đỉnh cao là Nguyên Hòa trung hưng dưới thời Đường Hiến Tông (805 - 820), đây là thời kỳ các tiết độ sứ quy thuận triều đình trước khi cát cứ trở lại sau khi Hiến Tông qua đời.

#### Tan rã lần 1 (820 - 846)
Sau Nguyên Hòa trung hưng nhà Đường bước vào giai đoạn tan rã bước đầu khi Đường Mục Tông lên ngôi và sau đó là ba người con trai của ông (Kính Tông, Văn Tông và Vũ Tông), thời kỳ này kéo dài 26 năm từ 820 đến 846 khi các tiết độ sứ trở lại uy hiếp triều đình và hoạn quan thực hiện việc giết vua (Kính Tông bị hoạn quan Lưu Khắc Minh ám sát). Đường Văn Tông và Vũ Tông đã thực hiện một số cải cách để cứu vãn đế quốc nhưng mang lại hiệu quả thấp, sự biến Cam Lộ dưới thời Văn Tông đã không thể tiêu diệt được hoạn quan khiến hoàng đế bị hoạn quan quản thúc cho đến khi qua đời. Đường Vũ Tông tiến hành chiến dịch đàn áp tôn giáo nhưng không đem lại hiệu quả thiết thực mà chỉ gây thêm sự bất mãn trong nhân dân. Trong thời Vũ Tông Lý Viêm, vốn là người theo Đạo giáo, ông cho đóng cửa chùa Phật giáo, bắt sư sãi đạo Phật phải hoàn tục và tịch thu hàng triệu mẫu đất trồng trọt cho nhà nước sử dụng. Đạo Phật ở Trung Quốc sống sót nhưng không bao giờ đạt lại được mức cũ, trong khi đối thủ của Phật giáo, Khổng giáo lại hồi phục lại trong giới trí thức.
Đạo giáo tuy được trọng dụng nhưng không phát triểu được thành quốc giáo. Tuy nhiên, những người theo Đạo giáo đã kiếm lợi được từ việc thực hiện các thí nghiệm hóa học. Những người theo Khổng giáo xem đó như là một phần của sự thô tục của Đạo giáo – như thuộc về những người bình dân. Những nhà Nho vốn có thành kiến xấu về khoa học, điều này đã làm cho khoa học ở Trung Quốc chậm phát triển. Nho giáo tin tưởng việc học tập tốt nhất là dành cho văn học và lịch sử - những kiểu văn học và lịch sử của họ.

#### Tạm trị lần 2 (846 - 859)
Giai đoạn tan rã bước đầu tạm thời kết thúc khi Đường Tuyên Tông lên ngôi (846-859), ông vốn là con thứ 13 của Hiến Tông và đã sống an vị với tước hiệu Quang Vương trong suốt triều đại của anh ông (Mục Tông) và các con của Mục Tông, trong thời kỳ này ông thường được xem là bị đần. Nhưng Tuyên Tông đã bắt đầu hoàng vị của mình với sự thông sáng và mẫn tiệp lạ lùng, khiến cho các hoạn quan đưa ông lên ngôi - những kẻ âm mưu muốn chọn người đần độn để dễ bề thao túng, kinh hoàng tột độ. Vì thế trong thời này quyền hành của chúng tạm thời bị thu hẹp. Năm 847, nhà Đường thu phục được các vùng lãnh thổ bị Thổ Phiên chiếm được sau loạn An - Sử. Thời kỳ này được gọi là Đại Trung tạm trị. Tuyên Tông được đánh giá là hoàng đế giỏi thứ ba của nhà Đường sau Thái Tông và Huyền Tông.
Năm 859, Tuyên Tông mắc bệnh do lạm dụng đan dược nhằm mong trường sinh bất tử. Ông đã dự định lập con thứ tư Lý Tư làm người kế vị, nhưng phút cuối cùng Lý Ôn – người con vốn không được ông yêu quý đã lên ngôi sau khi Tuyên Tông băng đột ngột. Đường Ý Tông sớm tỏ ra là người nối ngôi không phù hợp với lối sống xa xỉ, bỏ bê triều chính. Nhà Đường bước vào giai đoạn tan rã lần hai trước khi sụp đổ hoàn toàn, giai đoạn này kéo dài 47 năm (860 - 907).

#### Tan rã lần 2 (860 - 907)
Điểm nổi bật vương triều Ý Tông là sự xa xỉ và lòng sùng mộ Phật giáo cao độ của nhà vua. Nhưng ít nhất dưới thời ông những cuộc nổi loạn nhỏ như loạn Khang Toàn Thái nhanh chóng được dập tắt, đế quốc vẫn giữ được sự ổn định trên danh nghĩa. Vua Đường Hy Tông (873-888) kế vị là một thiếu niên chỉ chuyên tâm vào các trò giải trí và thể thao trong cung cùng những hoạn quan, ông không dành sự quan tâm nào đến những lời cảnh báo nghiêm trọng từ các đại thần, triều đình có thực hiện một số hoạt động xoa dịu nạn đói đang lan tràn nhưng không mấy hiệu quả. Thời kỳ tan rã lần hai này chứng kiến những sự kiện thảm khốc nhất trong lịch sử nhà Đường bao gồm sự biến Bàng Huân và đỉnh cao là loạn Hoàng Sào (875 - 884) đã đánh một đòn trí mạng vào chút quyền lực còn sót lại của nhà Đường, đã tàn phá nghiêm trọng trên toàn lãnh thổ bao gồm cả Quảng Châu, là một trung tâm ngoại thương quan trọng của chính quyền. Vua Đường Hy Tông đã phải chạy trốn trước sự uy hiếp của quân nổi loạn, một sự kiện tương tự như cuộc trốn chạy của Đường Huyền Tông trong loạn An - Sử hơn 100 năm trước. Hoàng Sào thậm chí đã chiếm được Trường An, xưng đế và đặt quốc hiệu Đại Tề, bề ngoài tuy hô hào vì bách tính nhưng triều chính mau chóng hủ bại ngay khi chiếm được kinh đô, chỉ biết tàn sát dân chúng. Tuy cuộc nổi loạn cuối cùng bị dẹp tan nhưng một tướng của Hoàng Sào đã đầu hàng triều đình là Chu Ôn đã nhanh chóng nắm được quyền trong triều, sau này Chu Ôn cướp ngôi và thành Thái Tổ Nhà Hậu Lương.
Đường Chiêu Tông (888 - 904) là em Hy Tông được Dương Phục Cung đưa lên nối ngôi đã tiến hành các hoạt động quân sự để cứu vãn đế quốc khỏi sụp đổ và chia cắt nhưng đều phản tác dụng. Thông minh và anh tuấn lạ thường như tổ phụ mình là Huyền Tông, cũng như ông nội Tuyên Tông, ông đã dấy nên niềm hy vọng trong triều đình và dân chúng về một sự phục hưng mới, nhưng tình trạng đế quốc Đường đã quá bi đát để thay đổi. Thời gian 16 năm ở ngôi của ông là một quá trình phân ly - tái hợp trong mối quan hệ với các tiết độ sứ, quá trình này không thành công trong việc giúp nhà Đường khỏi sụp đổ mà chỉ định hình ra các vùng lãnh địa sẽ chính thức ly khai sau năm 907. Tuy nhiên ở góc độ tích cực, các nỗ lực của Chiêu Tông đã làm cho quyền lực của nhà Hậu Lương hết sức hạn chế sau khi thành lập, chỉ quản lý được vùng Hoa Bắc, và triều Đường vẫn còn được sự hy vọng phục hưng từ các tiết độ sứ khác, chỉ khi đã hết hy vọng họ mới bắt đầu xưng đế và lập quốc. Ban đầu Chiêu Tông tấn công hai tiết độ sứ Trần Kính Tuyên ở Tứ Xuyên và Lý Khắc Dụng ở Sơn Tây nhưng thất bại, khiến triều đình rơi vào khánh kiệt, tuy nhiên năm 891, Vương Kiến đã đánh bại được Trần Kính Tuyên và kiểm soát Tứ Xuyên. Sau đó hoạn quan Dương Phục Cung mâu thuẫn với vua và nổi loạn tại Sơn Nam tây đạo, năm 892 Lý Mậu Trinh đánh bại họ Dương và chế nhạo nhà vua kém cỏi. Năm 893, Chiêu Tông tức giận điều quân đánh họ Lý nhưng cũng thất bại, vua phải cho ông nắm quyền trên các quân mà ông ta mong muốn. Năm 896, Lý Mậu Trinh đưa quân đến Trường An uy hiếp hoàng đế, Chiêu Tông chạy đến Hoa Châu, chịu sự giám sát của Hàn Kiến - vốn là đồng minh của Lý Mậu Trinh. Năm 898, Chiêu Tông giảng hòa với Mậu Trinh về lại Trường An. Dù có các hành động lạm dụng quyền hành, Lý Mậu Trinh lại là một tiết độ sứ trung quân, các chiến dịch của ông chủ yếu nhằm chiếm sự tin tưởng của nhà vua.
Sau khi trở về kinh đô, Chiêu Tông trở nên trầm cảm, ông giết một số hoạn quan khiến họ lo sợ và tiến hành binh biến trong cung buộc ông thoái vị để nhường ngôi cho con trưởng là Lý Dụ vào năm 900, song Thôi Dận liên kết với Chu Ôn đã phục vị cho ông vào năm 901, các hoạn quan gây loạn đều bị giết. Tuy nhiên ngay sau đó, quyền lực của hoạn quan lại nổi lên, Thôi Dận giục Chu Ôn tiến quân về Trường An tiêu diệt hoạn quan vì thế hoạn quan buộc vua cùng hoàng gia chạy đến Phượng Tường. Chu Ôn sau đó hạ thành Phượng Tường. Hoàng đế rơi vào sự kiểm soát của Chu Ôn.
Năm 903, lực lượng hoạn quan bị Chu Ôn đồ sát toàn bộ khi ông ta và hoàng đế trở về Trường An. Sang năm 904, Chiêu Tông bị Chu Ôn ép dời đô đến Lạc Dương, ông cố gắng bí mật liên lạc để kêu gọi sự giúp đỡ từ các tiết độ sứ hùng mạnh khác như Lý Khắc Dụng và Dương Hành Mật nhưng không được hồi đáp cũng như hỗ trợ ngay lúc đó. Vào cùng năm này, Chu Ôn cho người ám sát ông và lập con là Lý Tộ lên ngôi, tức Đường Ai Đế (904 - 907).
Ai Đế ở ngôi trong ba năm cuối cùng của Nhà Đường, đánh dấu sự kết thúc hoàn toàn quyền lực của hoàng đế. Ngay năm sau (905), Chu Ôn tiến hành giết sạch các quan lại triều đình gồm khoảng 30 người và ném xác xuống sông, đây gọi là Bạch Mã chi họa. Sau đó, toàn bộ các con của Chiêu Tông cũng bị giết nốt, chỉ còn sót lại Ai Đế. Cuối cùng năm 907, Chu Ôn buộc Ai Đế nhượng vị, nhà Đường chính thức diệt vong.
Ai Đế bị đưa đến Sơn Đông và bị quản thúc chặt chẽ trong một phủ có hàng rào kẽm gai bao quanh. Đến năm 908, Chu Ôn giết nốt ông bằng rượu độc. Ai Đế có thể là người cuối cùng trong hoàng tộc Đường ở Hoa Bắc còn sống đến thời điểm đó. Tuy nhiên khả năng vẫn còn nhiều thành viên hoàng tộc vẫn sống sót tại Giang Nam, nơi nằm ngoài tầm kiểm soát của nhà Hậu Lương.
Nhà Hậu Đường (923 – 936) sau này thành lập trên danh nghĩa kế tục nhà Đường nhưng các vua Hậu Đường chỉ là những người được ban cho quốc tính (họ Lý) trong khi họ là người Sa Đà - một dân tộc Đột Quyết. Sự duy trì quyền lực của họ Lý thật sự có thể đã được tiếp tục ở Giang Nam khi Lý Biện thành lập nước Nam Đường (937 - 975) sau khi Hậu Đường sụp đổ, ông tự xưng là cháu nhiều đời của Đường Hiến Tông dù ít có bằng cớ nào chứng minh. Nam Đường đã trở thành quốc gia mạnh và văn minh nhất ở phương nam, vào thời kỳ đầu nước này thậm chí còn có năng lực tiến hành Bắc phạt nhưng cuối cùng đã chịu thất bại trước nhà Tống.
Năm 907 được xem là năm bản lề trong lịch sử Trung Quốc khi nó mở ra một giai đoạn dài suy thoái về khả năng kháng cự của người Hán trước các dân tộc xung quanh, và cũng kết thúc thời kỳ vinh quang nhất của Trung Quốc. Các triều đại nhà Tống, nhà Minh dù thống nhất được lãnh thổ nhưng không thể lấy lại được uy danh như trước kia và cuối cùng bị đánh bại bởi người Mông Cổ, Nữ Chân.

### Ngũ đại Thập quốc

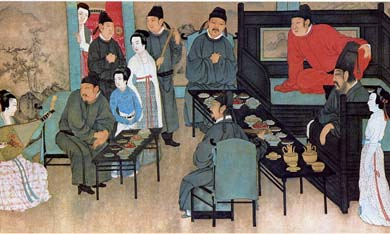
Một bức tranh trong Hàn Hi Tái dạ yến đồ được họa sĩ Cố Hoành Trung vẽ trong thời Ngũ đại Thập quốc.

Năm 907, một lãnh chúa là Chu Ôn lật đổ ngai vàng nhà Đường và lập lên triều Lương, một trong năm triều đại ngắn ngủi kế tiếp nhau thống trị bắc Trung Quốc trong nửa thế kỷ: Hậu Đường (923-936), Hậu Tấn (936-947), Hậu Hán (947-950), Hậu Chu (951-959). Ở phía nam, các lãnh chúa cát cứ vùng đất của mình và lần lượt thành lập mười tiểu quốc nhỏ và không ngừng tìm kiếm phương cách để thôn tính lẫn nhau: Tiền Thục, Hậu Thục, Ngô, Ngô Việt, Nam Đường, Mân, Sở, Nam Hán, Nam Bình. Tới năm 951, một hoàng thân nhà Hậu Hán chiếm giữ vùng Thái Nguyên lập ra nước Bắc Hán. Thời kỳ này, người Trung Quốc gọi là Ngũ Đại Thập Quốc.
Ở cực bắc Trung Quốc, những bộ tộc người du mục và bán du mục nhiều sắc tộc đã thống nhất lại thành một vương triều vào năm 916, một chính quyền chiếm hữu nô lệ hoàn chỉnh với tên gọi là Khiết Đan, đôi lúc gọi là Liêu. Thậm chí, họ còn phát triển thế lực mạnh mẽ, chiếm hữu của người Trung Quốc vùng lãnh thổ cực bắc, vùng đất bao gồm cả thành phố Bắc Kinh ngày nay, tới tận khi nhà Tống chấm dứt được cục diện chia cắt mười nước vẫn không lấy lại được vùng đất đó.

### Nhà Tống

#### Thống nhất lãnh thổ

Tống Thái tổ.

Năm 960, trong khi Trung Quốc ở vào tình trạng rối ren, vị tướng phụ trách an ninh nơi cung cấm ở thủ đô mới Khai Phong là Triệu Khuông Dận nhân khi vua nhà Hậu Chu mới lên ngôi còn bé, bèn làm binh biến lên làm vua. Ông lập ra Nhà Tống.
Tống Thái Tổ cai trị trong 16 năm. Ông có công lớn trong việc thống nhất lãnh thổ Trung Quốc trở lại, chấm dứt thời Ngũ Đại đầy chia cắt. Trước khi Tống Thái Tổ đánh dẹp, các nước phía nam đã tự triệt hạ lẫn nhau và chỉ còn lại Nam Đường, Nam Hán, Nam Bình và Hậu Thục. Ông ra quân tiêu diệt các nước này. Trong 10 nước trước đây chỉ còn lại Bắc Hán và vùng đất Yên Vân mà Thạch Kính Đường đã dâng cho người Khiết Đan năm 936 là chưa khôi phục được.
Ông và người kế tiếp (em ông, là vua Tống Thái Tông) thống nhất những phần lãnh thổ Trung Quốc không bị người nước ngoài cai trị - chinh phục từng quận huyện, và ngăn cản quân lính không cướp bóc dân địa phương, ân xá cho các thủ lĩnh quân đội địa phương đã chống lại ông. Các thủ lĩnh địa phương được cho về nghỉ với khoản lương hưu lớn, và họ bị thay thế bởi các quan hành chính dân sự. Kiểu chính trị giết hại và chiến tranh dường như đã kết thúc.

#### Thời kỳ thịnh vượng và đỉnh cao văn hóa

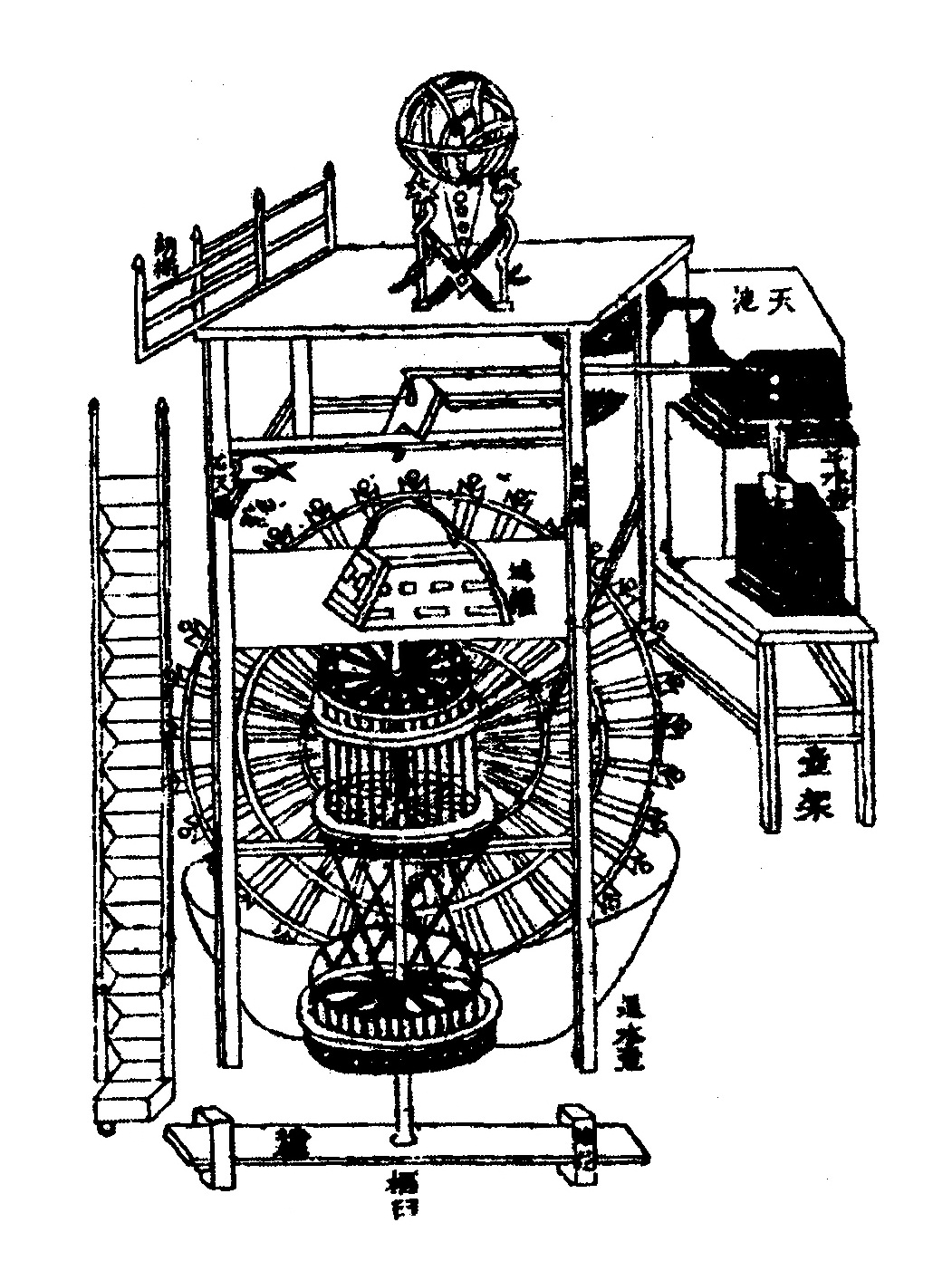
Mặt cắt bên trong của một chiếc đồng hồ thiên văn học ở phủ Khai Phong.

Sự thống nhất về chính trị giúp mang lại sự thịnh vượng. Các nguồn lợi dưới thời nhà Tống lớn gấp ba lần thời nhà Đường. Cuộc sống dễ chịu phát triển, và nghệ thuật nảy nở với sự phát triển dân số. Các thành phố - thủ đô văn hóa - trở nên đông đúc hơn. Những người chủ đất cũng mò về đấy, và những người giàu có thì hàng đống. Các khu vườn điểm tô cho thành phố. Có các trung tâm vui chơi, với các tiệm trà hay rượu, các nhà chứa, rạp hát, múa rối, xiếc và tung hứng – trong khi có rất ít người lo ngại về tính trái đạo đức của tình trạng thái quá. Trung Quốc xây dựng một nền công nghiệp sắt lớn - nền tảng cho một xã hội công nghiệp hiện đại. Sản lượng gang hàng năm của họ gấp đôi sản lượng của Anh vào những năm 1700. Các tàu buôn Trung Quốc có số lượng rất lớn, và ngày càng tăng. Số lượng thương mại tăng lên. Nhưng Trung Quốc vẫn ở dưới ảnh hưởng của Khổng giáo, và các nhà Nho không coi trọng thương mại.
Ở Trung Quốc, khi một ai đó có tiền dư từ thương mại thì thay vì đầu tư vào sản xuất anh ta lại mua đất và sau đó được kính trọng. Một vị thương gia độc lập và sáng tạo ở Trung Quốc không tìm cách tăng ảnh hưởng chính trị và quyền lực như ở Anh. Vì thế cả thương mại tư nhân và doanh nghiệp công nghiệp tư nhân không hề phát triển. Dưới thời nhà Tống, các doanh nghiệp không thuộc nhà nước được phát triển tự do nhưng các nhà buôn vẫn phụ thuộc vào quan chức chính phủ. Việc trả cho họ một phần coi như là đóng góp cho hoạt động của chính phủ và quà cáp cá nhân là công việc bắt buộc khi làm ăn. Các doanh nghiệp tư nhân trồng trọt và buôn bán nhỏ phát triển nhưng không theo kiểu tích lũy tài sản cần thiết cho sự phát triển tư bản. Trung Quốc vẫn là một nước nông nghiệp với giới nhà nho và một chút ít người thuộc các trường phái khác. Con đường tốt nhất để phát triển cho một người bình thường là vào quân đội. Con đường vào chính phủ - làm việc hành chính - vẫn bị ngăn chặn đối với những người đó nếu họ không thuộc những gia đình giàu có.
Như ở đa phần các nền văn minh khác, phụ nữ không có tài sản, và họ không được giáo dục. Hơn nữa khả năng làm việc của họ cũng bị hạn chế. Việc bó chân trở thành mốt. Nó bắt đầu từ tầng lớp quý tộc. Việc có được một bàn chân nhỏ, biến dạng được đàn ông coi là gợi tình, và khả năng cung cấp cho một phụ nữ không thể đi lại mà không được giúp đỡ được coi là dấu hiệu của sự giàu có. Nhanh chóng, đàn ông ở tầng lớp dưới cũng thích phụ nữ có cái chân kiểu đó, và nó trở thành thông tục tới mức những người phụ nữ có bàn chân bình thường bị coi là quái đản. Bó chân là một quá trình dài và đau đớn trong thời gian phát triển của cô gái. Và ngoài những sự khó chịu cho việc tạo ra đôi bàn chân biến dạng, nó còn làm giảm khả năng lao động của phụ nữ, họ chỉ có thể đi tập tễnh trong nhà và làm nội trợ.
Trung Quốc đang ở đỉnh cao về kinh tế và văn hóa. Họ có giấy viết, máy in di chuyển được và ngành in. Trung Quốc có thuốc súng, vũ khí bằng kim loại và những thứ sơ khai của tên lửa. Nhưng về mặt quân sự Trung Quốc không mạnh. Các quan chức bản thân là nhà Nho là những người chịu trách nhiệm về sự yếu kém của quân đội. Tầng lớp Nho giáo ưu tứ luôn muốn có hòa bình. Họ coi binh lính là nhóm người thấp nhất trong mọi nhóm. Rèn luyện thể chất và các kỹ năng chiến đấu không được quý trọng. Trung Quốc có quân đội nhưng không có tầng lớp chiến binh chuyên nghiệp, và quân đội của họ cũng bị sao lãng, ít quan tâm tới các chiến thuật tác chiến. Các buổi tập trận và kỷ luật quân đội bị coi nhẹ. Trung Quốc tìm cách thỏa mãn nhu cầu quân sự của mình bằng cách mướn lính đánh thuê nhưng bản thân điều này chưa đủ giải quyết tình hình.

#### Tính tự phụ và sự yếu kém quân sự
Tính tự phụ của tầng lớp ưu tú Trung Quốc làm họ tin rằng họ không cần phải điều chỉnh lại thực tế quân sự. Họ tin rằng các nước láng giềng sẽ nể sợ sự vĩ đại của Trung Quốc cùng sự ưu ái của Thượng đế với họ. Thực thi Khổng giáo, họ tin rằng nếu quốc gia Trung Quốc chỉ cần đơn giản thực thi nhiều đạo đức hơn thì các vị vua láng giềng sẽ phải tỏ ra kính trọng Trung Quốc một cách đầy đủ, rằng họ sẽ công nhận vai trò đích thực của Trung Quốc như một siêu cường và sẽ phải nộp cống đầy đủ cho Trung Quốc.
Trung Quốc đã không thể đối mặt với sự thật rằng sức mạnh quân sự của họ đã luôn bị thử thách với những cuộc chạm trán liên tục với người Khiết Đan, một dân tộc sống ở hầu hết vùng Mãn Châu và đang chiếm đóng vùng cực bắc của họ. Sau khi nhiều lần bị người Khiết Đan đánh bại, Tống Chân Tông, năm 1004 đã ký một thỏa ước với người Khiết Đan, nhường lại vĩnh viễn cho người Khiết Đan phần đất Trung Quốc mà họ đang chiếm, gồm cả Bắc Kinh và ông đồng ý triều cống hàng năm cho họ.
Ở tây bắc, người Trung Quốc chiến đấu chống lại nước Tây Hạ của người Đảng Hạng (Tangut) – và Trung Quốc cũng phải chịu với người Tây Hạ điều họ chịu với người Khiết Đan, cho phép Tây Hạ chiếm đất đai Trung Quốc. Năm 1044, Trung Quốc có hòa bình với người Tây Hạ bằng cách đồng ý nộp cống giống như nộp cống cho người Khiết Đan.

#### Khó khăn tài chính
Các vua nhà Tống bắt đầu cảm thấy sự thiếu thốn về thuế. Dân số tăng vượt quá mức tăng kinh tế. Các chi phí chiến tranh cộng với chi phí ở biên giới phía bắc làm chảy máu nền kinh tế Trung Quốc, cũng như chi phí tăng kỷ lục cho bộ máy quan liêu. Hơn nữa, sự quan liêu còn bị chia sẻ bởi các phe cánh đưa ra các biện pháp khác nhau nhằm về vấn đề cải cách thuế và phân phối ruộng đất. Các cuộc cải cách đó không thành công, cũng như các cuộc cải cách trước dưới thời nhà Hán, và với cùng một lý do: sự chống đối từ đa phần tiểu quý tộc Khổng giáo, những người coi quyền lợi kinh tế riêng quan trọng hơn quyền lợi chung.
Năm 1101, vị vua lúc bấy giờ là Huy Tông, cũng là một nhà thơ, một nhà thư pháp và sùng Đạo giáo. Huy Tông chi rất nhiều tiền cho những cuộc rước xách Đạo giáo rất tốn kém và cho việc bảo dưỡng cung điện cùng các vườn hoa. Giai đoạn này ông cũng tăng thuế. Mặc khác, cùng với việc các quan lại trong triều cũng không biết gì nhiều về kinh tế, các giải pháp của họ nhằm tránh bội chi là in thêm tiền. Dẫn đến lạm phát và thuế tăng tạo nên nổi loạn, và Tống Huy Tông dẹp tan các cuộc nổi loạn như một phần hoạt động của đế chế thiên tử của ông cần thực hiện.

#### Tai họa từ nước Kim
Sau đó Huy Tông quyết định tăng thêm các thành công của mình bằng cách giải phóng Bắc Kinh khỏi sự cai trị của người Khiết Đan. Biết rõ sự yếu kém của quân đội Trung Quốc, ông liên minh với người Nữ Chân ở Mãn Châu. Người Nữ Chân là nhiều bộ tộc bên trong vương triều Liêu của Khiết Đan. Người Nữ Chân nổi loạn chống lại sự cai trị của Khiết Đan, và năm 1125 người Nữ Chân đã làm được điều mà Trung Quốc với dân số đông đảo của mình không làm được: đánh bại Khiết Đan, thành lập nhà Kim. Sau đó người Nữ Chân quay lại tấn công Tống và tiến sâu hơn nữa vào Trung Quốc, tràn qua thủ đô Tống là Khai Phong vào năm 1126. Tống Huy Tông và những bầy tôi trung thành nằm trong số khoảng 3.000 người bị Nữ Chân bắt làm tù binh, và Huy Tông bị chết trong cảnh giam cầm.
Từ Nữ Chân, một triều đại tên là Kim lên cai trị ở vùng đông bắc Trung Quốc. Ở phía tây bắc Trung Quốc người Tây Hạ cai trị - ở vùng, giống như đông bắc, từ lâu là nơi có nhiều sắc tộc, với những người thuộc tộc Hán là thiểu số. Về mặt dân tộc, Trung Quốc không có biên giới phía bắc - kết quả của những cuộc di cư và đổ bộ vào Trung Quốc trong nhiều thế kỷ qua và người Trung Quốc đã di cư đến những vùng ở miền bắc.
Người con trai thứ chín của Huy Tông sống sót và tiếp tục vương triều Tống ở miền Nam Trung Quốc ở đồng bằng phía nam sông Dương Tử, và kéo dài về phía tây tới tỉnh Tứ Xuyên. Một lần nữa, Trung Quốc chỉ còn giữ được vùng phía nam, triều đình ở đó được gọi là nhà Nam Tống. Và nhà Nam Tống lại tìm cách chinh phục phía bắc.

### Thành Cát Tư Hãn

Thành Cát Tư Hãn.

Các hiệp sĩ với các cuộc đấu trên lưng ngựa, vũ khí và các biểu tượng của tổ tiên, tin rằng họ là các chiến binh đầu tiên trên thế giới, trong khi các chiến binh Mông Cổ lại nghĩ khác. Những con ngựa Mông Cổ nhỏ bé nhưng những kỵ binh trên lưng nó trang bị nhẹ và họ di chuyển với tốc độ cao. Đó là những người dày dạn, lớn lên trên lưng ngựa và săn bắn, làm họ trở thành những chiến binh tốt hơn những người sống trong xã hội nông nghiệp và các thành phố. Vũ khí chính của họ là cung và tên. Và những người Mông Cổ đầu những năm 1200 có kỷ luật cao, phối hợp tốt và có thủ đoạn khôn ngoan.

##### Người Mông Cổ
Người Mông Cổ mù chữ, tin vào bái vật giáo, dân cư thưa thớt, có lẽ chỉ vào khoảng 700.000 người. Ngôn ngữ của họ hiện được miêu tả là kiểu Altaic – có nguồn gốc từ vùng núi Altay ở phía tây Mông Cổ - một ngôn ngữ không liên quan tới ngôn ngữ Trung Quốc. Họ là những kẻ du mục trên những đồng bằng cỏ mọc phía bắc sa mạc Gô bi và phía nam các cánh rừng Siberi. Trước năm 1200, người Mông Cổ bị chia lẻ thành những nhóm nhỏ do một thủ lĩnh dẫn đầu gọi là hãn, và sống trong những cái lều da có thể mang đi được gọi là ger.
Người Mông Cổ thường phải chịu cướp bóc và chăn thả lẻ tẻ. Họ thường đánh nhau để giành bãi chăn, và trong thời khó khăn họ thỉnh thoảng đi cướp bóc, thích cướp đồ đạc hơn là đổ máu. Họ không sưu tập đầu lâu hay da đầu làm chiến lợi phẩm và không khía lên gỗ để ghi lại số người đã giết.

##### Thiết Mộc Chân
Từ khi sắp trưởng thành đến tuổi ba tám vào năm 1200, một người Mông Cổ tên là Thiết Mộc Chân (Temüjin) nổi lên làm hãn đối với nhiều gia đình. Ông là một nhà quản lý giỏi, khéo thu phục lòng dân. Ông là chư hầu của Vương Hãn (Ong Khan), người cầm đầu một liên minh các bộ lạc được tổ chức tốt hơn các liên minh Mông Cổ khác. Thiết Mộc Chân gia nhập với Vương Hãn trong một chiến dịch quân sự chống lại người Thát Đát (Tatar) ở phía đông, và tiếp theo sự thành công của chiến dịch đó Vương Hãn tuyên bố Thiết Mộc Chân là con nuôi và là người thừa kế của ông. Con trai của Vương Hãn, Tang Côn (Senggüm, 桑昆), vốn đã chờ đợi được nối ngôi cha và vạch kế hoạch ám sát Thiết Mộc Chân. Thiết Mộc Chân biết điều đó, và những người trung thành với Thiết Mộc Chân đã đánh bại những người trung thành với Tang Côn. Thiết Mộc Chân trở thành người đứng đầu cái từng là liên minh của Ong Khan. Và vào năm 1206, ở tuổi 42, Thiết Mộc Chân lấy danh hiệu là Thành Cát Tư Hãn (có nghĩ là Vị vua cai trị thế giới), và ông đưa những người ủng hộ mình lên làm quan để cảm ơn sự ủng hộ của họ. Giống như những người khác, dân chúng của Thành Cát Tư Hãn coi họ ở trung tâm của vũ trụ, là dân tộc vĩ đại nhất và được chúa trời ưu đãi. Họ coi những chiến thắng của Thành Cát Tư Hãn trong chiến tranh cho thấy ông chính là người chủ không chỉ của "dân tộc của những chiếc lều da" mà còn của cả thế giới.

##### Hãn của các hãn
Thành Cát Tư Hãn tiếp tục cải thiện tổ chức quân sự của mình, cũng là để biến nó thành một chính quyền quan liêu chính trị di động, và ông phá vỡ cái tồn tại còn lại của các bộ tộc thù địch, chỉ để lại tính đồng nhất về dân tộc những bộ tộc đã trung thành với ông. Ông tạo ra một khung luật pháp mà ông sẽ làm việc trong cả cuộc đời. Việc bắt cóc phụ nữ đã dẫn tới mối hận thù giữa những người Mông Cổ, và khi còn ở tuổi thanh niên, Thiết Mộc Chân đã phải chịu đau khổ vì người vợ trẻ của ông là Borte người ông tự nhủ phải giải cứu, bị bắt cóc, và ông lập ra luật cấm bắt cóc phụ nữ. Ông tuyên bố mọi đứa trẻ đều là hợp pháp, dù mẹ nó là người thế nào. Ông biến nó thành luật rằng không phụ nữ nào bị bán cho hôn nhân. Việc ăn trộm gia súc vốn là thứ bất đồng giữa người Mông Cổ, và Thành Cát Tư Hãn biến nó thành tội tử hình. Rất nhiều gia súc đã được trả về cho chủ, và việc chiếm giữ đồ bị mất cắp của người khác cũng bị coi như ăn cắp và cũng bị tử hình. Thành Cát Tư Hãn điều chỉnh lại việc săn bắn - một hoạt động mùa đông - cải thiện khả năng cung cấp thịt cho mọi người. Ông đưa ra việc lưu giữ số liệu bằng cách áp dụng kinh nghiệm của mình trước khi ông đặt ra chữ viết cho ngôn ngữ mẹ đẻ của mình. Ông tạo ra những con dấu chính thức. Ông đặt ra những quan chức cao cấp nhất về pháp luật, những người thu thập và giữ gìn tất cả các quyết định về phán xử, để kiểm soát các cuộc xử án những người có hành vi sai trái và có quyền ra lệnh xử tử hình. Ông cũng tạo ra thứ tự ở trong vương quốc của mình và làm nó mạnh mẽ hơn cũng như làm tăng khả năng bành trướng lãnh thổ của ông.

#### Các cuộc chinh phục ở miền bắc Trung Quốc
Thành Cát Tư Hãn liên minh với người Duy Ngô Nhĩ, về phía nam, những người ở gần Con đường tơ lụa hơn người Mông Cổ và vì thế cũng thịnh vượng hơn. Thành Cát Tư Hãn gả con gái cho hãn của người Duy Ngô Nhĩ, và vị hãn này mang tới làm đồ cưới một xe đầy vàng, bạc, ngọc trai, vải thêu, tơ tằm và satin. Người Mông Cổ chỉ có da, lông thú và nỉ dạ - một sự bẽ bàng đối với vị vua của cả thế giới. Thành Cát Tư Hãn cần chiến lợi phẩm để thưởng cho đội quân đang bảo vệ biên giới phía bắc của ông và khuất phục một kẻ thù cũ ở đó, người Miệt Nhi Khất (Merkit). Genghis hành động với tư cách người có quyền cai trị toàn bộ thế giới và tấn công những vị vua vùng chăn thả và trồng cấy khác ở vùng tây bắc Trung Quốc, người Tây Hạ vốn cũng có nhiều hàng hóa như người Duy Ngô Nhĩ. Về số lượng binh lính, người Mông Cổ nhiều gấp đôi, và họ phải học một kiểu chiến tranh mới, chống lại các thành phố phòng thủ vững chắc, gồm cả việc cắt đứt các đường tiếp tế và làm lệch dòng chảy của các dòng sông. Thành Cát Tư Hãn và đội quân của mình bách chiến bách thắng, và năm 1210 được người Tây Hạ chấp nhận là vị lãnh tụ tối cao.
Cũng vào năm 1210, Nữ Chân, tộc người cai trị vùng phía bắc Trung Quốc gồm cả Bắc Kinh, gửi một phái đoàn tới Thành Cát Tư Hãn đề nghị người Mông Cổ chấp nhận làm chư hầu. Nữ Chân kiểm soát con đường thông thương hàng hóa dọc theo Con đường tơ lụa, và việc từ chối họ có nghĩa là không thể tiếp cận các hàng hóa ở đó. Thành Cát Tư Hãn và những người Mông Cổ bàn bạc và quyết định lựa chọn chiến Tranh. Theo nhà sử học Jacq Weatherford, Genghis đã một mình cầu nguyện trên một ngọn núi, cúi mình và trình bày trường hợp của mình lên "những người bảo vệ siêu nhiên" của ông, miêu tả sự bất bình, những sự tra tấn và giết hại mà nhiều thế hệ dân tộc ông đã phải chịu dưới bàn tay người Nữ Chân. Và ông biện hộ rằng ông không phải là người bày ra chiến tranh với người Nữ Chân và không gây nên những sự cãi nhau.
Năm 1211, Thành Cát Tư Hãn và quân đội của mình tấn công. Người Nữ Chân có một đội quân lớn và hiệu quả nhưng họ bị sức ép mạnh mẽ cả của người Mông Cổ và cả những cuộc chiến tranh biên giới với người Tây Hạ. Họ cũng bị Trung Quốc tấn công ở phía nam, vua Nam Tống muốn lợi dụng cuộc xung đột Nữ Chân-Mông Cổ để giải phóng miền bắc Trung Quốc. Nhưng người Nữ Chân đã buộc quân Trung Quốc phải tháo lui. Người Mông Cổ hưởng lợi từ việc người Trung Quốc luôn thua trận trong các thế kỷ trước để biến họ thành một quyền lực quân sự mạnh mẽ. Họ cũng lợi dụng việc Nữ Chân chế ngự mọi người. Người Mông Cổ sử dụng các mưu mẹo chinh phục và chia rẽ, sử dụng sự rộng lượng đối với những người sát cánh với họ và khủng bố và máu đối với những người không chịu. Họ tàn phá vùng nông thôn, thu thập tin tức và chiến lợi phẩm, đẩy dân chúng đi phía trước họ, cắt đứt các con đường, và nhốt người Nữ Chân trong các thành phố của họ, nơi người dân Nữ Chân chuẩn bị làm loạn. Họ dùng những lao động lính để tấn công các thành phố và trong việc điều hành các dụng cụ hãm thành Trung Quốc mà họ mới chiếm được. Người Mông Cổ có lợi thế ở khẩu phần ăn, gồm rất nhiều thịt, sữa và sữa chua, và họ có thể nhịn ăn một hay hai ngày tốt hơn lính Nữ Chân, những người ăn ngũ cốc. Thành Cát Tư Hãn và quân đội của mình vượt qua Bắc Kinh và lao vào vùng trung tâm miền bắc Trung Quốc. Các thành công quân sự làm cho người dân ở những vùng bị chiếm có cảm giác rằng Thành Cát Tư Hãn có được mệnh trời và rằng việc chống lại ông ta chính là chống lại trời.
Vị vua Nữ Chân công nhận quyền lực Mông Cổ và đồng ý nộp cống, và, sau sáu năm chiến tranh, Thành Cát Tư Hãn quay trở lại Mông Cổ, để một trong những vị tướng giỏi nhất của mình ở lại những vị trí phòng thủ người Nữ Chân. Cùng quay về với Thành Cát Tư Hãn và đội quân Mông Cổ của ông là những kỹ sư, những người đã trở thành một bộ phận thường xuyên trong quân đội đó, và còn có cả những nhạc sĩ, phiên dịch, bác sĩ và người viết chữ, lạc đà và các toa xe hàng hóa bị tóm được. Trong số hàng có tơ, gồm cả áo tơ, đệm, chăn, áo choàng, thảm, tranh treo tường, đồ gốm, ấm sắt, vũ khí, nước hoa, đồ trang sức, rượu, mật ong, thuốc, đồng, bạc và vàng cùng nhiều thứ khác. Và hàng hóa từ Trung Quốc đã trở thành một dòng chảy bền vững.
Người Mông Cổ rất mừng khi quay về quê nhà, đất đai quê hương họ cao, khô và lạnh hơn. Họ coi những người dân ở phía bắc Trung Quốc, những người ăn ngũ cốc như gia súc và sống gần nhau giống như những bầy vật nuôi. Nhưng họ thích những thứ mà Trung Quốc làm ra, và ở quê hương họ đã có sự thay đổi. Dòng chảy liên tục của hàng hóa Trung Quốc được cung cấp và phân phối công bằng và phải xây các khu nhà để tích trữ hàng hóa. Thành công trong chiến tranh đã làm thay đổi Mông Cổ - giống như người La Mã và người Ả rập cũng đã từng có.

#### Hốt Tất Liệt ở Trung Quốc và tiến tới Nhật Bản

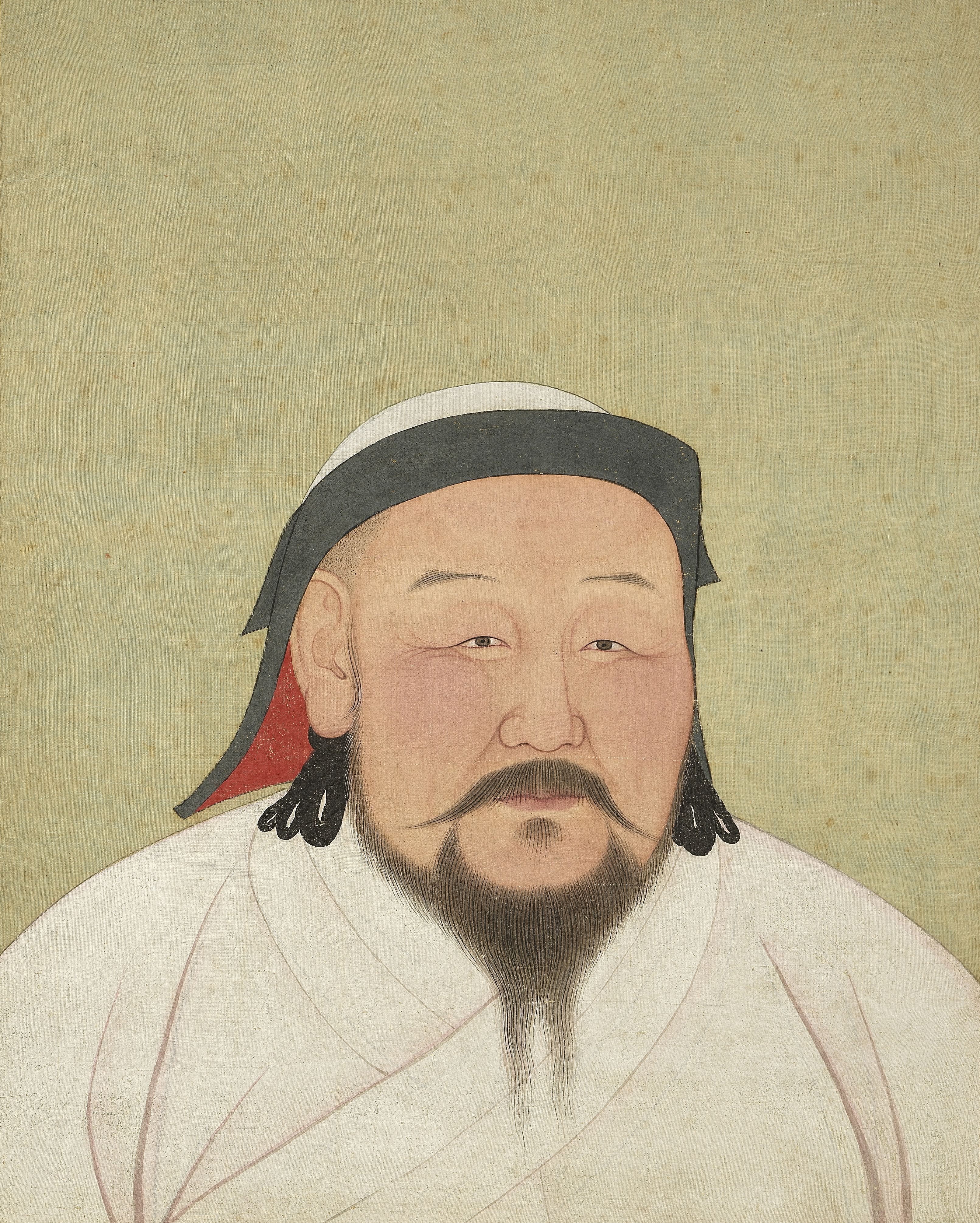
Hốt Tất Liệt.

Sau hai năm chuẩn bị, quân đội của Mông Kha (Mongke) đã tiến vào khu vực Tứ Xuyên của Trung Quốc. Tại đó, năm 1259, Mông Kha chết trong chiến trận, và ông là vị Đại Hãn cuối cùng cai trị từ Cáp Lạp Hòa Lâm (Karakorum) và là người cuối cùng điều hành quyền lực trên toàn đế chế Mông Cổ. Một cuộc chiến khác xảy ra về người sẽ trở thành Đại Hãn. Người kế tục Mông Kha là một trong những anh em của ông, người sau này được gọi là vị hãn Hốt Tất Liệt (Khubilai) - một người cháu 41 tuổi của Thành Cát Tư Hãn người đã chiến đấu bên cạnh Mông Kha ở Trung Quốc. Những người khác ở phía tây, muốn trở thành Đại Hãn tuyên bố họ là Đại Hãn và thành lập các vương quốc độc lập, dẫn tới sự chia rẽ làm thành tai họa của các đế chế.
Từ thủ đô Bắc Kinh của mình, Hốt Tất Liệt tiếp tục sự nô dịch vùng nam Trung Quốc, bị cuốn rũ bởi sự giàu có của nó, gồm cả thặng dư ngũ cốc và các thành thị dọc theo bờ biển phía nam Trung Quốc vốn thịnh vượng nhờ vào thương mại dọc bờ biển. Trung Quốc từ quanh Trường Giang đến phía nam là vùng rộng lớn nhất, có dân số đông nhất và có những nguồn lợi lớn nhất so với mọi vùng Mông Cổ từng chiếm được. Hốt Tất Liệt tìm cách thuyết phục hoàng đế Tống khuất phục ông một cách hòa bình, và khi điều này không xảy ra ông đưa quân đội gồm nhiều sắc tộc (gồm cả người Trung Quốc và Ba Tư) lao sâu vào Trung Quốc, trong khi thủy binh của ông, do người Nữ Chân và Cao Ly điều khiển, bơi về phía nam dọc theo bờ biển Trung Quốc. Cuộc xâm chiếm kéo dài mười sáu năm, và kết thúc vào năm 1276 - một năm sau khi một lái buôn người Venezia, Marco Polo đến Bắc Kinh.
Hốt Tất Liệt, không can thiệp nhiều vào kinh tế Trung Quốc, và Khổng giáo không bị ảnh hưởng nhiều, các lái buôn Trung Quốc sau khi tạm thời gián đoạn lại tiếp tục đi buôn. Người Mông Cổ ít đồng hóa với người Trung Quốc, Hốt Tất Liệt không muốn thấy đội quân chiếm đóng của ông biến thành người Trung Quốc. Tuy nhiên, một số sự pha trộn giữa những kẻ chinh phục và người bị chinh phục đã diễn ra – đa phần các binh sĩ Mông Cổ lấy vợ Trung Quốc.
Sau khi củng cố sự cai trị của mình ở Trung Quốc, Hốt Tất Liệt gửi các đoàn sứ để yêu cầu Nhật Bản cống nạp và đe doạ trả đũa nếu họ không chịu. Từ triều đình ở Kyoto, người Nhật Bản trả lời, nói rằng giống như những kẻ cai trị khác, đất nước của họ cũng có nguồn gốc thần tiên. Vì vậy, họ cho rằng, Nhật Bản không phải chịu hàng phục bất kỳ kẻ nào, và họ bắt đầu chuẩn bị chiến tranh. Hốt Tất Liệt tin rằng ông không thể cho phép một sự xuất hiện của sự cưỡng lại của Nhật Bản. Năm 1274, từ phía nam Cao Ly, ông tung ra một cuộc tấn công - một lực lượng hỗn hợp Mông Cổ, Trung Quốc và Triều Tiên, với 600 đến 900 chiếc thuyền, 23.000 quân, máy bắn đá, tên lửa cháy được, cung và tên. Thời tiết xấu đã đẩy lùi lực lượng tấn công phải quay trở về khỏi các đảo chính của Nhật Bản: Kyushu. Vào mùa hè năm 1281, Hốt Tất Liệt lại cố một lần nữa, lần này ông gửi 4.000 tàu. Trong năm mươi ba ngày người Nhật giữ chân những kẻ xâm lược ở vị trí đổ bộ chật hẹp ở Kyushu. Sau đó một trận bão lớn xảy ra. Người Mông Cổ lại rút lui, chỉ một nửa số quân về được tới Trung Quốc. Người Nhật coi cơn bão là một trận gió của thần – kamikaze (thần phong). Hốt Tất Liệt lại thấy được những giới hạn mà Hulegu đã gặp ở Trung Đông. Đây là nỗ lực cuối cùng nhằm xâm lược Nhật Bản cho tới tận năm 1945, tại Okinawa khi Kamikaze cũng là một từ đáng chú ý.

#### Sự cai trị của Mông Cổ
Những người Mông Cổ ở Trung Quốc cai trị với nhiều quan lại, binh lính và những người hầu hạ - Thổ Nhĩ Kỳ, Ả rập, một ít người Âu, Nữ Chân và Ba Tư. Người Mông Cổ theo truyền thống của mình ủng hộ nhiều tôn giáo – không chỉ Phật giáo mà cả Hồi giáo, Đạo giáo và Thiên chúa giáo cùng được tôn thờ bởi những người Mông Cổ ở Trung Quốc. Và dưới sự cai trị của Mông Cổ, sự ảnh hưởng của Khổng giáo trong triều đình giảm sút.
Vua Mông Cổ cai trị Trung Hoa là Hốt Tất Liệt, chết năm 1294 ở tuổi 79. Cháu nội của ông, Thiết Mộc Nhĩ (Temur), kế tục ông, hòa bình với Nhật Bản và tiếp tục giữ được sự thịnh vượng đáng có. Thiết Mộc Nhĩ là người chu đáo và có năng lực, nhưng các ông vua tiếp sau ông sau khi ông chết sớm vào năm 1307 lại yếu kém hơn ông và Hốt Tất Liệt. Trong hai sáu năm từ 1307 đến 1333 có bảy ông vua cai trị.
Cháu trai của Thiết Mộc Nhĩ, Khúc Luật (Külüg) đã cai trị từ năm 1308. Ông chỉ định những người bất tài vào các vị trí chính phủ, gồm cả các tu sỹ Phật giáo và Đạo giáo, và ông chi tiền vào các đền đài và cung điện hoang phí và tăng gấp ba nguồn cung tiền giấy. Sau cái chết của ông năm 1311, em trai ông, Ái Dục Lê Bạt Lực Bát Đạt (Ayruabarwada), nắm quyền lực ở tuổi hai sáu. Tuy nhiên Ái Dục Lê Bạt Lực Bát Đạt có trình độ cai trị đối lập nổi lên chống lại ông trong triều đình vì coi ông là quá thân thiện với người Trung Quốc. Ông chết năm 1320, và con trai cả của ông, Thạc Đức Bát Lạt (Shidebala), kế tục, ở tuổi mười tám. Thạc Đức Bát Lạt đưa ra các cải cách chống tham nhũng, ủng hộ những người Phật giáo Tây Tạng chống lại Hồi giáo và bị án sát năm 1232. Ông được kế tục bởi Yesun Temur, người có phong cách truyền thống Mông Cổ nhất. Những người ủng hộ ông tham dự vào việc ám sát Thạc Đức Bát Lạt, và ông tự tách mình khỏi họ và quay trở lại truyền thống của Mông Cổ đối xử với mọi tôn giáo công bằng.

### Nhà Minh

#### Thành lập

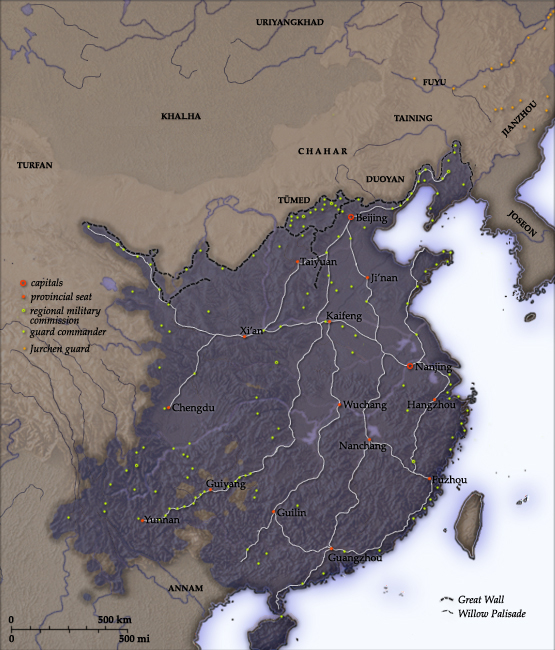
Bản đồ quan hệ nước ngoài của nhà Minh những năm 1580.

Sự chống đối của người Trung Quốc với sự cai trị Mông Cổ tăng lên. Người Mông Cổ không chỉ khác người Trung Quốc ở ngôn ngữ mà còn ở cách ăn mặc và các thói quen khác, và người Trung Quốc coi người Mông Cổ là mọi rợ. Họ không thích cách ăn uống của người Mông Cổ, và họ coi người Mông Cổ bốc mùi (vì bẩn).
Bộ máy quân sự Mông Cổ đã suy sút. Các đội quân thông thường của Mông Cổ đã bị đưa vào làm các việc trồng cấy để tự nuôi mình – có sử dụng nô lệ. Trong nhiều thập kỷ hòa bình khả năng chiến đấu của chiến binh Mông Cổ đã bị giảm. Một số chiến binh Mông Cổ cũng không thành công trong việc làm ruộng và mất ruộng đất. Một số thành những kẻ lang thang, trong khi các sĩ quan Mông Cổ vẫn là một tầng lớp quý tộc ăn lương tách biệt khỏi những binh sĩ thông thường.
Khó khăn đã nổ ra giữa những người Mông Cổ ở Krym năm 1347, và khó khăn tàn phá người Mông Cổ ở Trung Quốc. Các trận lũ lụt tàn phá Trung Quốc. Các lực lượng quân đội đồn trú Mông Cổ tiếp tục chiếm giữ các điểm chiến lược ở Trung Quốc, nhưng người Mông Cổ kém số lượng rất nhiều và không được chuẩn bị để chiến đấu với cuộc nổi dậy lớn.
Các sĩ quan chỉ huy Mông Cổ bắt đầu điều khiển chính phủ, và Thỏa Hoan Thiết Mộc Nhĩ (Toghon Temur) chuyển qua hình thức bán nghỉ hưu. Người ta bảo ông chỉ thích các chú bé đồng tính và cầu nguyện với các vị sư Phật giáo ở Tây Tạng. Sự truỵ lạc của Thỏa Hoan Thiết Mộc Nhĩ và sự sùng bái của ông đối với Phật giáo Tây Tạng càng làm tăng sự bất bình của các nhà Nho. Và những sự chống đối Toghon Temur nổi lên cả bên trong Phật giáo. Một giáo phái Phật giáo bí mật, Bạch Liên giáo, bắt đầu tổ chức nổi loạn và tiên đoán sự xuất hiện của một đấng cứu thế Phật giáo.
Mới đầu cuộc nổi loạn diễn ra ở quanh Quảng Châu năm 1352. Một nhà sư Phật giáo và là một chú bé cựu ăn mày, Chu Nguyên Chương, quẳng áo lễ, gia nhập nổi loạn, và trí thông minh khác người của mình đã giúp ông dẫn đầu đội quân khởi nghĩa. Tới năm 1355 cuộc nổi loạn đã lan rộng ra đa phần Trung Quốc, dẫn tới tình trạng vô chính phủ. Chu Nguyên Chương được lòng dân chúng bởi ông cấm quân lính cướp bóc. Năm 1356, Chu Nguyên Chương chiếm được Nam Kinh và biến nó thành thủ đô của ông, và ở đó ông được một trí thức Khổng giáo giúp đỡ tung ra các tuyên bố cho ông và tổ chức các lễ nghĩ tuyên bố Mệnh Trời. Và ông đánh bại các đội quân làm loạn khác.
Trong lúc ấy, người Mông Cổ đánh lẫn nhau, làm giảm sút khả năng đàn áp nổi loạn của họ. Năm 1368, Chu Nguyên Chương mở rộng quyền kiểm soát tới Quảng Châu, cùng năm đó vị vua cai trị người Mông Cổ Thỏa Hoan Thiết Mộc Nhĩ bỏ chạy đến Cáp Lạp Hòa Lâm. Chu Nguyên Chương và quân đội vào thủ đô cũ của Mông Cổ, Bắc Kinh và năm 1371 quân của ông đến Tứ Xuyên. Năm 1387 – sau hơn ba mươi năm chiến tranh – Chu Nguyên Chương đã giải phóng toàn bộ Trung Quốc. Và là hoàng đế Trung Quốc ông lấy tên hiệu là Hồng Vũ và lập ra một triều đại mới – nhà Minh.

#### Sơ kỳ nhà Minh (1368-1436)

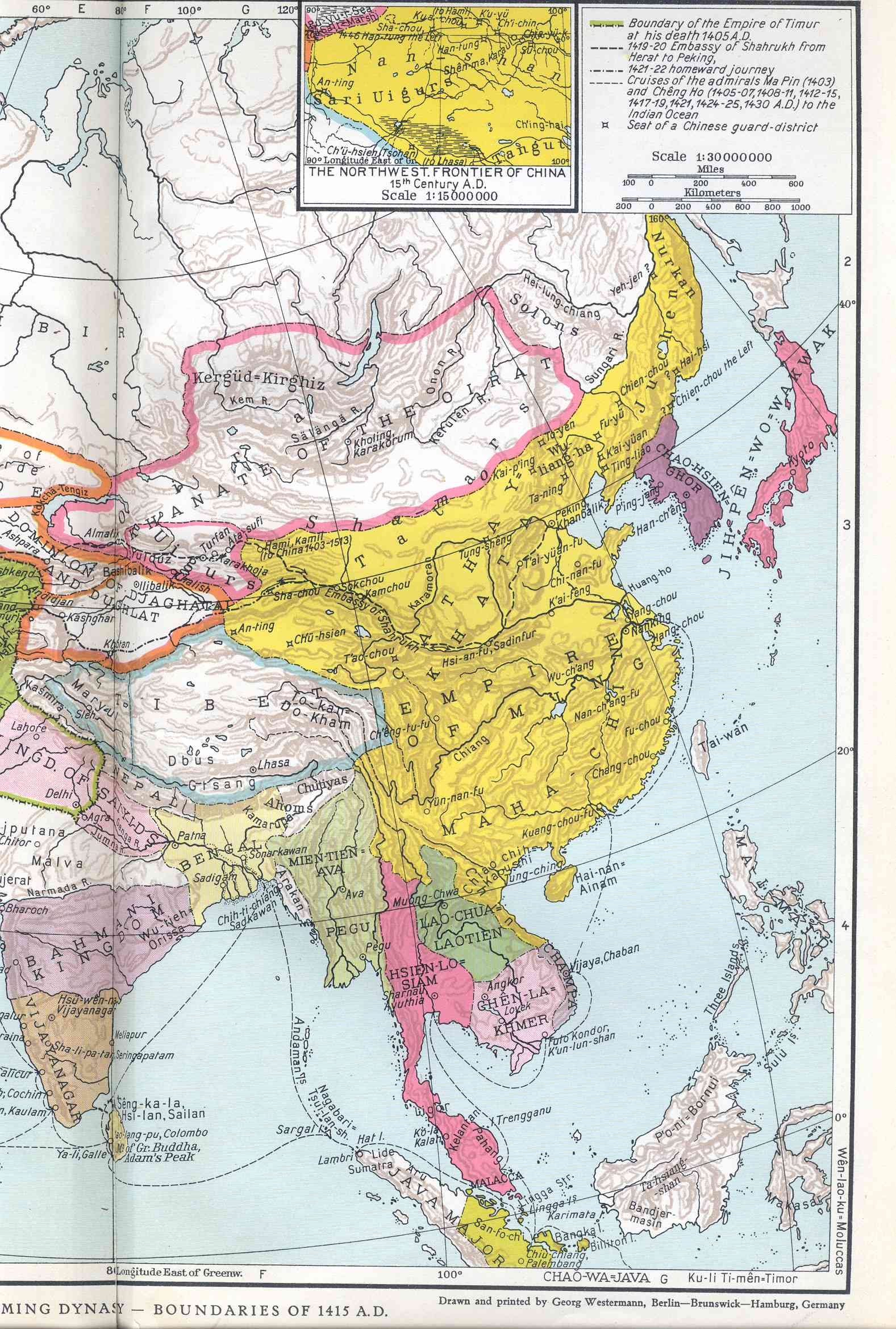
Bản đồ Đại Minh dưới thời Minh Thành tổ.

Điều lo toan đầu tiên của vị vua mới ở Trung Quốc năm 1370 là sức mạnh quân sự và ngăn cản sự hồi sinh của người Mông Cổ. Hoàng đế Hồng vũ lập ra các đội binh đồn trú tại các vị trí chiến lược và lập lên một đẳng cấp quân đội cha truyền con nối tự kiếm sống bằng việc đồng áng và luôn sẵn sàng cho chiến tranh. Và Hồng vũ cho các tướng lĩnh của mình thành tầng lớp quý tộc quân sự mới.
Các đội quân bị cấm làm ảnh hưởng tới dân. Chế độ của Hồng vũ đã hành hình nhiều kẻ vi phạm pháp luật và bị nghi là mưu phản. Ông cấm các hội kín. Và ông tìm cách khôi phục kinh tế. Các trang trại vốn bị tàn phá được khôi phục và ông định cư cho nhiều nông dân tại những nơi từng là đất hoang và giảm thuế cho họ. Giữa năm 1371 và 1379 số lượng đất đai canh tác tăng lên gấp ba, và số thu về cũng vậy. Chính phủ tài trợ việc trồng cây và trồng lại rừng. Những con đê vốn bị sao lãng và các kênh được sửa chữa lại và hàng nghìn hồ chứa nước được xây dựng lại hay khôi phục lại. Hồng Vũ chết năm 1398, ở tuổi bảy mươi. Và, như thường lệ, người đã gắng sức thu lấy quyền lực và lập ra một triều đình thường bị tiếp sau bởi những đứa con cháu kém khả năng hơn mình. Cái chết của Hồng Vũ dẫn tới một cuộc nội chiến bốn năm. Cháu của Hồng Vũ là Minh Huệ Đế được chọn làm người kế vị nhưng chỉ được ở ngôi trong vòng 5 năm. Chu Đệ, người chú của Huệ Đế đã lật đổ ngai vàng của cháu mình để trở thành Hoàng đế năm 1403, Chu Đệ – cũng được gọi là Hoàng đế Vĩnh Lạc (Hạnh phúc vĩnh cửu), được cho là sinh ra bởi một người thiếp người Triều Tiên. Ông cai trị tới năm 1424, sử dụng các hoạn quan làm điệp viên và chỉ định họ vào các chức vụ cao ở triều đình.
Một trong những hoạn quan của hoàng đế Vĩnh Lạc, Trịnh Hòa, là một người Hồi giáo, cha ông từng hành hương tới Mecca. Trịnh Hòa hiểu biết về thế giới ít hơn người khác, và ông dẫn đầu một nhóm hoạn quan có chức tước (can-do) để thực hiện các nhiệm vụ đặc biệt của hoàng đế. Hoàng đế Vĩnh Lạc ra lệnh cho Trịnh Hòa tiến hành các cuộc thám hiểm trên biển.
Những nhà vua Minh học được từ người Mông Cổ các quan hệ hàng hải rộng rãi và kỹ thuật. Dưới thời Mông Cổ, nhiều tàu hàng lớn của Trung Quốc chạy trên biển quanh Trung Quốc, gồm cả những chuyến đi thường xuyên chở ngũ cốc từ phía nam, dọc theo bờ biển, tới phía bắc. Và các tàu Trung Quốc đã buôn bán qua Đông Nam Á đến đảo Lanka (Sri Lanka) và đến Ấn Độ.
Nhà Minh không giữ việc buôn bán này nữa, cuộc thám hiểm của Trịnh Hòa bắt đầu năm 1405, không phải vì mục đích thương mại mà để thám hiểm địa lý và ngoại giao - một cuộc thám hiểm với sáu mươi ba tàu và 27.000 người. Sáu cuộc thám hiểm sau đó cũng được Trịnh Hòa chỉ huy, cuộc cuối cùng năm 1433 dưới triều vua Minh Tuyên Tông, tức Tuyên Đức đế.
Các cuộc thám hiểm tới tận Surabaya ở đào Java, và họ đến Ấn Độ và sáu đó là Mogadishu ở bờ biển Châu Phi, Hormuz ở Vịnh Ba Tư, và lên đến biển Đỏ ở Jeddah. Họ trao đổi quà tặng, và các hương liệu hiếm, các loại cây và thú vật, gồm cả hươu cao cổ, cũng được mang về Trung Quốc.
Trung Quốc có đội hải quân lớn nhất thế giới, với ước tính 317 tàu, một số chiếc dài đến 440 feet và rộng 180 feet, những chiếc tàu có từ bốn đến chín cột buồm cao tới 90 feet, và với đội thủy thủ lên đến 500 người. Nhưng sự chú ý của Trung Quốc vào một đội ngũ hàng hải to lớn và các tàu buôn đã bị che mờ bằng sự lo lắng về bảo vệ quân sự trên đất liền. Các cố gắng nhằm kiểm soát An Nam không thành công và rất đắt đỏ. Vào giữa thế kỷ người Mông Cổ tiến hành các cuộc cướp bóc ở biên giới và là mối đe doạ lớn nhất với Trung Quốc. Cùng với việc độc lập từ sự cai trị Mông Cổ, ảnh hưởng Khổng giáo đã tăng lên ở triều đình. Các nhà Nho có mặt ở mọi cấp quan liêu và vẫn tỏ ý thù địch đối với thương mại và các tiếp xúc với nước ngoài. Các nhà Nho rất ít hoặc không chú ý đến sự phát triển của Trung Quốc thành một quyền lực về thương mại trên biển.
Với sự thoát khỏi sự cai trị Mông Cổ, các nhà lãnh đạo Trung Quốc hăm hở khôi phục những thứ thuộc về Trung Quốc, gồm cả việc chạy tàu trên các kênh đào của Trung Quốc - vốn không được sửa chữa dưới thời Mông Cổ. Họ coi thương mại trong nước là đủ. Chính phủ chấm dứt tài trợ cho các cuộc thám hiểm hàng hải, và với tư tưởng co lại bên trong, chính phủ đặt ra ngoài vòng pháp luật việc những chiếc tàu nhiều cột buồm rời khỏi Trung Quốc. Sự phát triển của thế giới thương mại trên biển để dành cho người khác.

#### Trung kỳ nhà Minh (1436-1573)

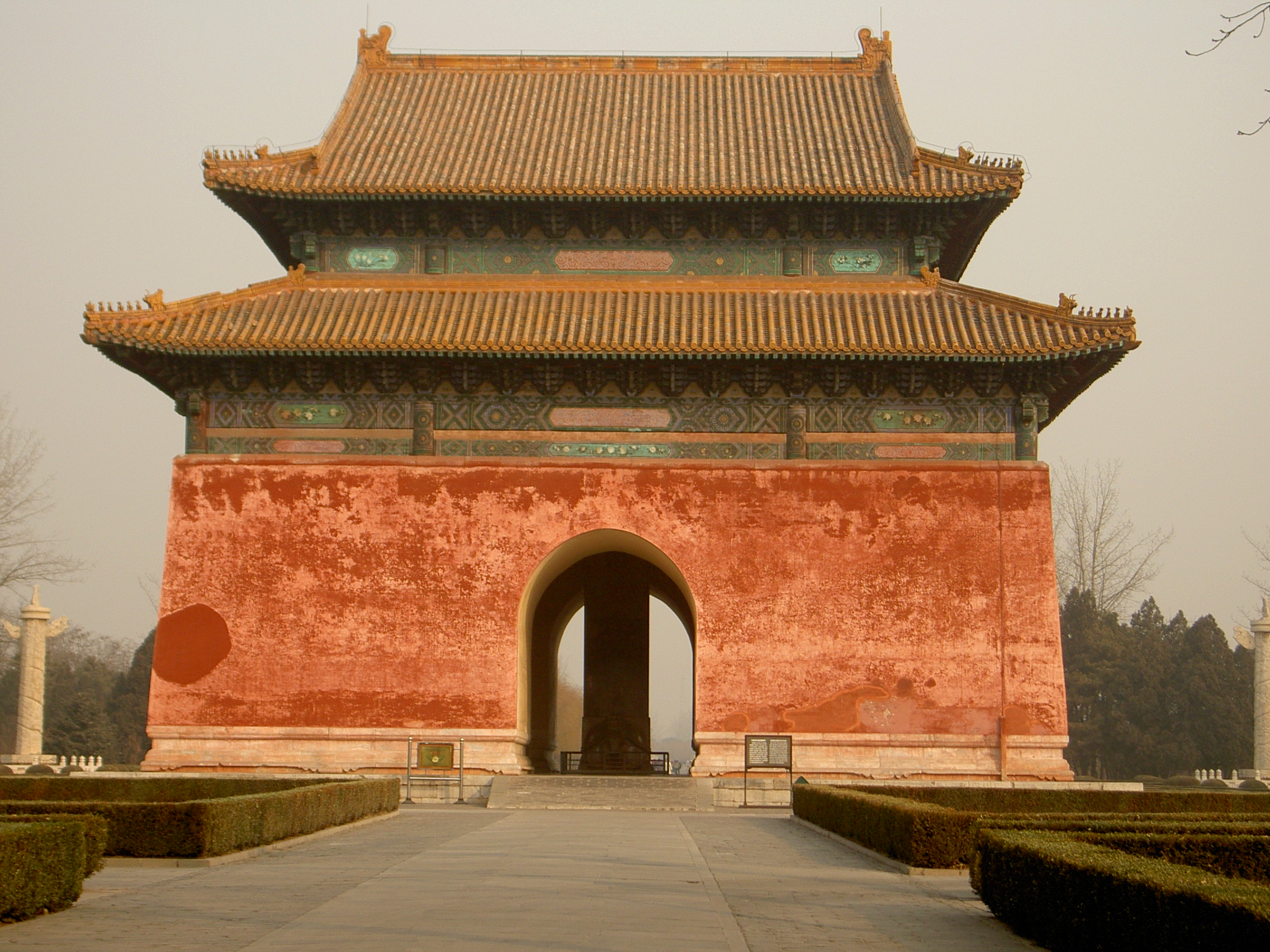
Minh Thập Tam lăng, cách Bắc Kinh 50 km về phía bắc, nơi chôn cất các vị Hoàng đế nhà Minh.

Việc truyền ngôi từ cha sang con một lần nữa lại làm sự lãnh đạo mất khả năng. Vào năm 1506 Chính Đức, một đứa trẻ mười bốn tuổi con vua Minh là Hoằng Trị nối ngôi. Hoằng Trị đã cảnh báo rằng con mình là Chính Đức rất có xu hướng về tình yêu sự dễ dàng và chơi bời. Và Chính Đức trở thành một người cai trị thích giải trí như âm nhạc, đấu vật, ảo thuật và nhào lộn, ông cũng thích cưỡi ngựa, bắn cung và săn bắn, và không chú ý lắm tới công việc quốc gia.
Chính Đức bị ốm và chết năm 1521 ở tuổi 31, và vì ông không có con trai, quyền lực được trao cho một trong những đứa con nuôi của ông, Gia Tĩnh, người mới mười lăm tuổi. Vị hoàng hậu nhiếp chính và một Đại thư ký cai trị trong một thời gian. Quyền lực của các hoạn quan bị kiềm chế và sự giàu có mà các hoạn quan đã tích lũy được bị sung công: 70 hòm vàng và 2200 hòm bạc của riêng một hoạn quan. Nền kinh tế được khôi phục. Nhưng cuối cùng thì Gia Tĩnh cũng lớn và vị Đại thư ký chết. Sau đó chính phủ ngập ngừng khi Gia Tĩnh chú tâm vào Đạo giáo và sự bất tử. Ông chi tiền vào xây dựng các đền Đạo giáo, nhưng chủ nghĩa duy linh của ông không biến ông thành một vị vua xứng đáng và ít nhất trong mắt của mười tám người thiếp của ông. Năm 1542 họ âm mưu bóp cổ ông khi ông đang ngủ. Tất cả số họ bị hành hình trừ người thiếp đã cảnh báo trước cho hoàng hậu. Gia Tĩnh làm rất ít để cải thiện Trung Quốc về mặt quân sự. Các thuộc địa ở biên giới chỉ có khoảng bốn mươi phần trăm số người có ý định chống lại người Mông Cổ và những tộc dân khác. Các sư đoàn trong nước không có được mười phần trăm sức mạnh đúng đắn của mình. Chính phủ không trả lương cho binh lính bằng với khẩu phần. Cái chết và sự đào ngũ làm giảm số quân, và nhiều người trong số họ bị tuyển vào lính mà không muốn mất mạng trong các trận chiến.
Người Mông Cổ ở phía đông bắc đã liên hiệp lại dưới một người con cháu của Thành Cát Tư Hãn và đang tiến hành các cuộc tấn công vào Trung Quốc. Trong một tháng thuộc năm 1542 họ đốt nhà cửa, ăn cắp gia súc, ngựa và tàn sát, như được viết lại, hơn 200.000 người. Năm 1550, người Mông Cổ tiến về cổng thành Bắc Kinh và cướp bóc và đốt cháy các vùng ngoại ô. Các cuộc cuộc tấn công cũng đến từ những người Trung Quốc (bị cho là người Nhật, uy khấu) có dính đến buôn lậu với người nước ngoài. Những người đó lập nên các cơ sở ở bờ biển và cướp bóc hay chiếm các làng mạc và các thị trấn ở gần sông.
Một đội quân tư nhân, do Thích Kế Quang tổ chức, cuối cùng đã đánh bại các quân ăn cướp từ bờ biển, trong khi Gia Tĩnh vẫn mải mê với Đạo giáo. Gia Tĩnh rút khỏi việc điều hành chính phủ trong một thời gian dài, và những cuộc nghiên cứu về Đạo giáo của ông cho một cuộc sống vĩnh cửu thông qua các loại thuốc ma thuật dẫn tới việc ông chết vì thuốc độc năm 1566. Con của Gia Tĩnh, Long Khánh, cũng không chú ý tới việc trị nước. Nhưng ông đã trục xuất mọi người Đạo giáo ra khỏi triều đình, và một vị quan trong triều là Trương Cư Chính, đã thương lượng hòa bình với người Mông Cổ. Long Khánh cai trị đến năm 1572 và được nối ngôi bởi Vạn Lịch, người cai trị tới năm 1620, trong 47 năm – giai đoạn cai trị dài nhất ở Trung Quốc từ đầu đời Hán mười bảy thế kỷ trước đó.

#### Hậu kỳ nhà Minh (1573-1644)

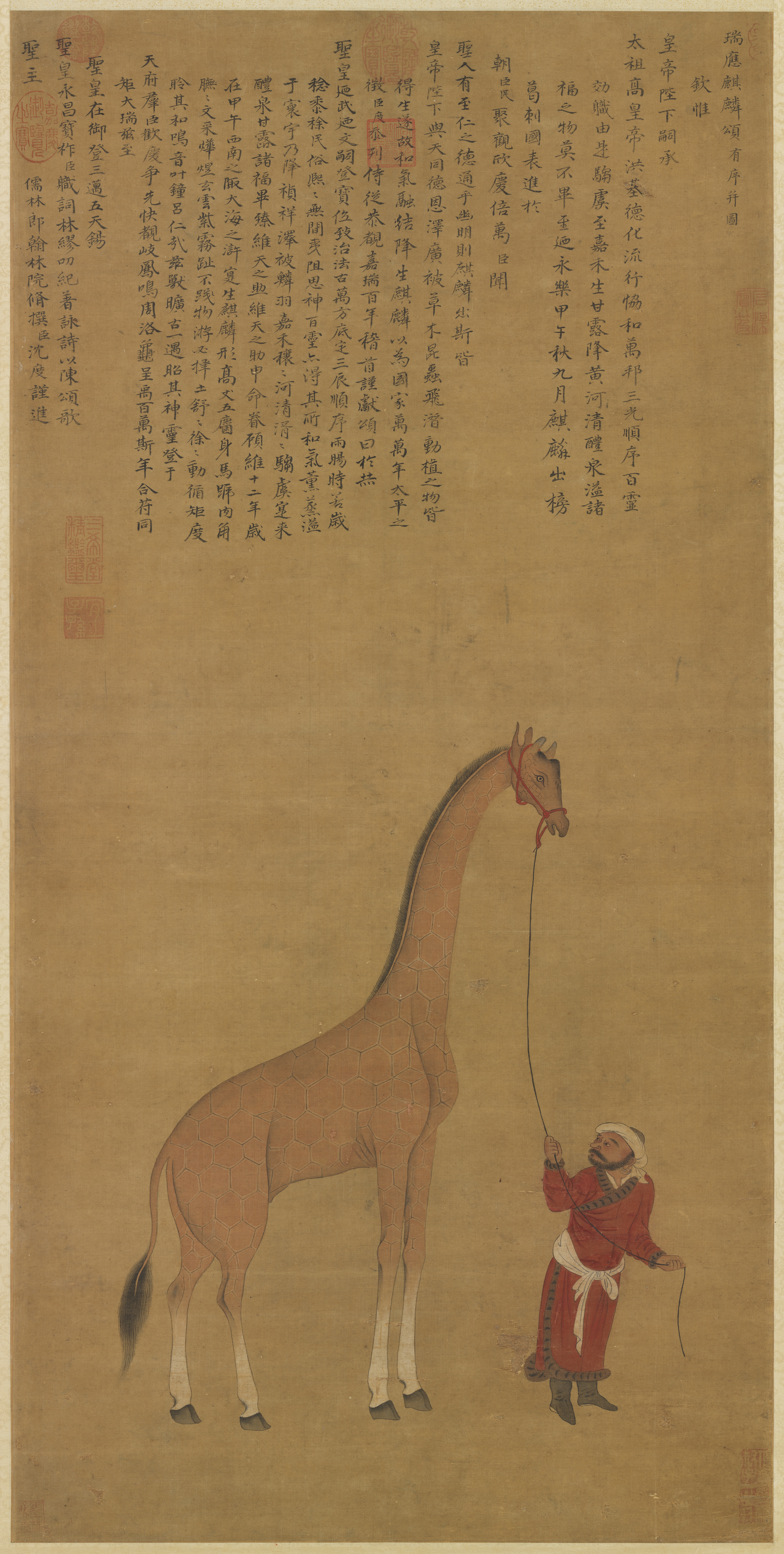
Một con hươu cao cổ được mua từ châu Phi dưới thời Thành Tổ (1414). Người Trung Hoa cho rằng đây là con kỳ lân.

Vạn Lịch lên làm vua lúc mười tuổi, và chế độ của ông bắt đầu với sự lãnh đạo của mẹ ông và Trương Cư Chính. Họ lập lại kỷ luật và sự hiệu quả trong chính phủ. Tài chính được ổn định, và các cuộc tấn công vào biên giới Trung Hoa bị đẩy lùi. Nhưng sau khi Vạn Lịch đã lớn, và Trương Cư Chính chết, lịch sử gần đó của các vua Trung Quốc lại lặp lại. Vạn Lịch ngày càng sao nhãng việc quốc gia. Các vị trí chính phủ bỏ trống, và người dân mòn mỏi ở trong tù vì không có người nào xét xử họ. Vạn Lịch cho phép các hoạn quan có được ảnh hưởng ở triều đình. Các hoạn quan lấy tiền thuế của ngân khố quốc gia làm của riêng. Khi một vùng đất bị tàn phá bởi động đất, lũ lụt hay hạn hán, Vạn Lịch muốn cứu tế, nhưng có rất ít (nếu có) cứu tế được thành hiện thực. Và những người dân mất hy vọng lại tụ tập thành băng đảng và nổi loạn.
Thuế cao tiếp tục đè nặng lên người dân nhưng không với tới tầng lớp trên cao. Hàng triệu ở tầng lớp trung gian dính dáng tới việc thu thuế, lấy phần của họ trước khi nộp tới triều đình. Tại một số hành tỉnh, nửa số thuế bị quý tộc địa phương chiếm giữ. Một số người có tiền dư đem cho vay với lãi suất cắt cổ, và Vạn Lịch tiêu hàng đống tiền nhà nước vào các cung điện và những đồ xa xỉ cho gia đình. Trong lúc đó, Vạn Lịch trở nên béo đến mức ông không thể đứng dậy được.
Trung Quốc vốn khéo léo nhưng có quá ít lãnh đạo trí thức chủ trương cải cách chính trị và xã hội. Các trí thức ủng hộ sự thanh bình qua việc rút lui hay quay về sự tuân phục truyền thống và sự cai trị độc tài đúng đắn. Không giống tầng lớp tư sản ở châu Âu, không có nhiều người Trung Quốc nghĩ tới việc tìm ra các biện pháp tốt hơn nhằm tăng năng suất thông qua cải tiến công cụ - trong khi những người lao động nghĩ về vấn đề này lại không có phương tiện để cải thiện công cụ an sinh.
Tầng lớp tiểu quý tộc Trung Quốc, luôn là các nhà Nho ở cả trong việc trồng cấy và trong chính phủ, đã trở thành xa lánh hơn khỏi chính phủ và quay sang phía Phật giáo và bảo trợ cho nhà chùa Phật giáo. Điều này được thúc đẩy bởi các cuộc chiến bè phái bên trong Khổng giáo và bởi các nguy cơ từ việc quyền lực nằm trong tay hoạn quan. Các môn sinh Khổng giáo không thích sự suy tàn trong các tiêu chuẩn Khổng giáo. Các nhà Nho bị chia rẽ thành nhiều phe phái. Nhiều phe Khổng giáo tư nhân phát triển, trong khi rất ít người theo Khổng giáo tìm thấy lỗi của chế độ quân chủ hay chuyên chế. Các nhà Nho tiếp tục coi sự cứu rỗi linh hồn trong việc gia nhập vào việc cư xử theo đạo đức hơn là thay đổi thể chế. Và họ tiếp tục coi thương mại và nghề thủ công là các thứ dành cho tầng lớp bên dưới.
Mức độ rút khỏi công việc quốc gia của Vạn Lịch rốt cuộc có lợi cho thương mại và buôn bán. Trung Quốc sản xuất đồ sứ, tơ và vải bông. Một nền kinh tế tiền tệ đúng đắn phát triển, và các thành phố đang phát triển của Trung Quốc có một số các nhà buôn giàu có. Nông nghiệp Trung Hoa cũng tiến bộ - với một số loại ngũ cốc mới như ngô, khoai lang và lạc từ châu Mỹ. Điều này góp phần vào sự vươn lên của Trung Quốc - tới 100 triệu người - gấp đôi dân số khoảng năm 1368, khi nhà Minh mới bắt đầu. Nhưng không nhiều của cải được dùng vào việc đầu tư cho phát triển kinh tế. Thay vì đầu tư vào thương mại, tiền thường được dùng trong việc cho vay với lãi suất cắt cổ an toàn hơn. Hơn nữa, chính phủ sử dụng thương mại như một nguồn tài sản, và quan điểm của Khổng giáo coi thương mại là hổ thẹn, tầng lớp Trung Hoa giàu có - tiểu quý tộc và các lái buông giàu có – tiêu rất nhiều tiền vào việc tiêu thụ. Các thương nhân cũng như các chủ đất giàu có thường coi đầu tư vào đất đai là cách tốt hơn đầu tư phát triển buôn bán. Đa phần công nghiệp là thủ công trong tay các nông dân, và ngay khi sức sản xuất của họ tăng lên, nó sẽ bị làm giảm xuống bởi các chủ đất. Cũng vậy, chính phủ tài trợ cho các phường hội thủ công và đưa ra các quy định cấm cạnh tranh và phát triển. Các ngành công nghiệp thường bị ép buộc phải bán hàng cho chính phủ với giá quá thấp. Phát triển thương mại bị cản trở bởi những người dân thường không thể tăng khả năng tiêu thụ. Và chính phủ tiếp tục áp đặt các giới hạn đối với ngoại thương, gồm cả việc cấm các lái buôn Trung Quốc đi ra biển.
Thay vì các lái buôn Trung Quốc đến châu Âu, các lái buôn châu Âu lại tới Trung Quốc. Vào khoảng giữa thời cai trị của Vạn Lịch, các thương gia Hà Lan và Anh đã đến bờ biển Trung Quốc. Các nhà truyền giáo Thiên chúa, Matteo Ricci, đến Trung Quốc ở Ma Cao năm 1582. Ông lấy tên là Li Mateo và biến mình thành phục tùng người Trung Quốc bằng cách chấp nhận ăn mặc như một môn đồ Khổng giáo, và ông biến Thiên chúa giáo thành dễ chấp nhận hơn đối với người Trung Quốc bằng cách kết nối nó với các tư tưởng Khổng giáo. Ông định cư ở Nam Kinh, và học tiếng Trung Quốc và văn học kinh điển Trung Quốc, và bày tỏ sự tôn trọng đối với hệ thống cai trị độc tài và ưu tiên, Ricci được các trí thức và quý tộc Trung Quốc chấp nhận.
Đầu năm 1601, Ricci nhận được giấy phép đến Bắc Kinh, nơi ông trình bày với triều đình cây đàn clavico, một bản đồ thế giới và hai chiếc đồng hồ có chuông báo giờ. Ông giới thiệu mình với triều đình là một kẻ thần dân hèn mọn của Vạn Lịch và rất quen thuộc với "trời hình cầu, địa lý, hình học và toán học". Ricci khuấy động sự chú ý và sự nhận thức về các tiến bộ kỹ thuật của phương Tây. Và giấy phép hoạt động ở Trung Quốc cho phép Ricci mở rộng Thiên chúa giáo ở đó, tới năm 1610 Trung Quốc có hơn ba trăm nhà thờ Thiên chúa.

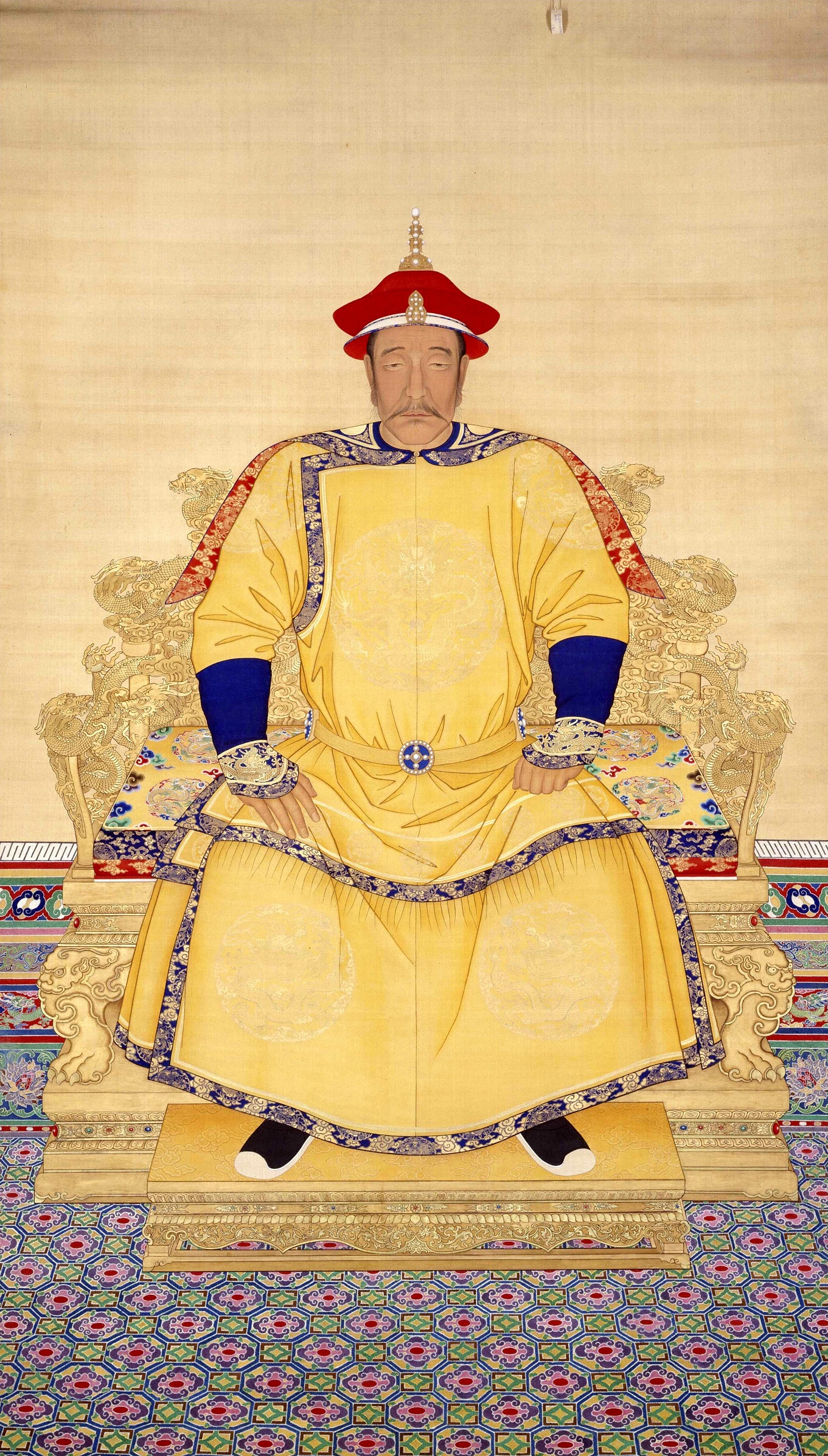
Nỗ Nhĩ Cáp Xích (Nurhaci).

Vạn Lịch chết ở tuổi năm bảy, khá già cho một người béo nặng như ông. Người kế ngôi ông là Quang Tông trị vì chưa đầy một tháng trong năm 1620. Hy Tông, mới mười lăm tuổi và dốt nát lên ngôi. Sự rút lui của nhà vua khỏi công việc quốc gia tiếp diễn. Hy Tông thích nghề thợ mộc trong khi triều đình và bộ máy hành chính bị áp chế bởi các hoạn quan, Ngụy Trung Hiền, người xua đuổi bất kỳ ai khỏi chức vụ chính phủ nếu ông nghĩ rằng có thể không trung thành với ông.
Nổi loạn xuất hiện năm 1624, được dẫn đầu bởi sáu nhà Nho đang cố gắng phục hưng Khổng giáo "chính thống". Họ được gọi là sáu anh hùng. Họ là những kẻ mộng mơ và thích phục hưng đạo đức hơn là tổ chức một cuộc đấu tranh vũ trang, và, giống như nhà Nho Vương Mãng nhiều thế kỷ trước, họ đã phải trả giá bằng mạng sống của mình. Họ bị tra tấn và đánh đến chết, và bảy trăm người ủng hộ họ bị thanh trừng khỏi các vị trí chính phủ.
Một số người ở Trung Quốc kết luận rằng sự khủng bố của Ngụy Trung Hiền và sự chấp nhận thụ động của Thiên Khải chỉ ra rằng triều Minh đã mất Thiên mệnh. Hy Tông chết năm 1627 và được kế tục bởi đứa em nhu nhược, Nghị Tông, và dưới thời Nghị Tông Trời dường như can thiệp chống lại nhà Minh, vì Trung Quốc (và nhiều vùng khác trên thế giới) phải chịu tình trạng thời tiết xấu bất thường: trời lạnh, hạn hán và lũ lụt từ việc mưa quá nhiều. Cũng vậy tình trạng suy đốn thương mại đã phát triển ở châu Âu những năm 1620, có một số ảnh hưởng đến Trung Quốc. Khắp nước Trung Quốc, người dân nổi lên làm loạn. Về quân sự hoàng đế vẫn yếu kém. Và nhiều cuộc đột nhập lại xuất hiện ở phía bắc – không phải từ phía người Mông Cổ mà từ Mãn Châu, các cuộc đột nhập từ nơi mà ngày nay ta gọi là Manchuria.
Chính người Trung Quốc đã phát triển kiểu canh tác của mình đến Mãn Châu. Ở vùng Cát Lâm, hậu duệ của những người Nữ Chân bán du cư đã lập lên nhà Kim ở phía bắc Trung Quốc năm 1100. Tới đầu năm 1600, trong số họ, Nỗ Nhĩ Cáp Xích (Nurhaci) đã thống nhất các bộ tộc Mãn Châu dưới quyền quản lý của mình. Con kế vị của ông, Hoàng Thái Cực, cai trị từ Thẩm Dương, gọi thần dân của mình là Mãn tộc. Ông liên kết với các bộ lạc Mông Cổ, lập một thỏa thuận với người Triều Tiên và dự định một cuộc tấn công Trung Quốc.

### Nhà Thanh

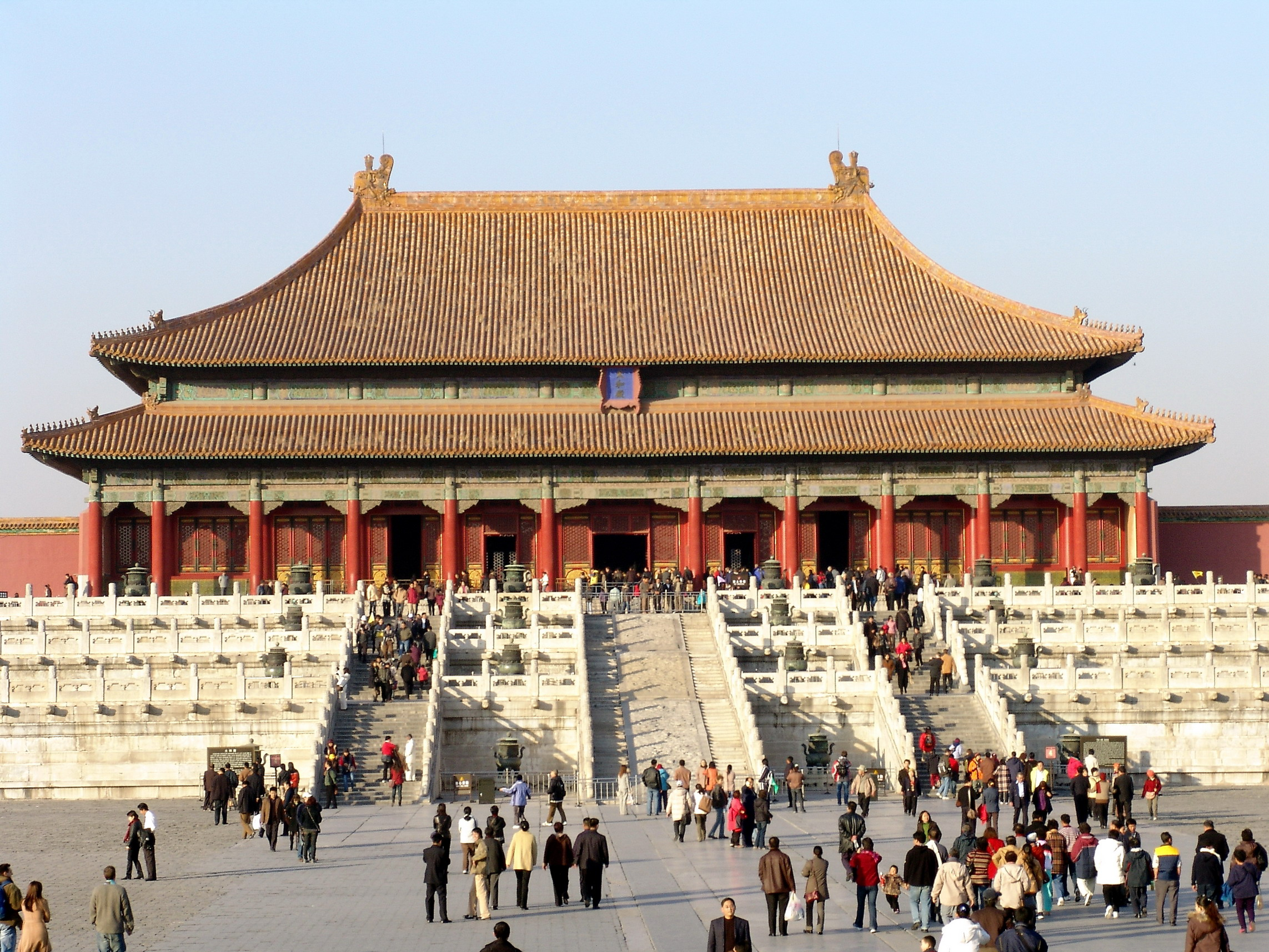
Tử Cấm Thành, kinh đô của nhà Thanh, vốn được xây dựng vào năm 1406 dưới thời Vĩnh Lạc triều Minh.

Người Mãn Châu lập nên nhà Thanh vào năm 1636 và vẫn tiến hành các cuộc xâm nhập vào phía bắc Đại Minh mà cùng lúc dân cư Trung Quốc nổi dậy chống lại vua Sùng Trinh. Năm 1644 quân khởi nghĩa Lý Tự Thành tràn vào Bắc Kinh. Sùng Trinh tự treo cổ.
Quân Thanh tiến vào Trung Quốc, đánh bại quân khởi nghĩa Lý Tự Thành. Trong bảy năm tiếp theo các cuộc chiến đấu bên ngoài Bắc Kinh tiếp diễn, người Mãn Châu chiếm được các vị trí quân sự chiến lược, những người ủng hộ nhà Minh chạy sang Đài Loan, và không chịu hàng Mãn Châu mãi tới tận năm 1683. Mãn Châu nắm quyền ở Bắc Kinh và cuối cùng chiếm toàn bộ Trung Quốc. Các vua Trung Quốc bây giờ thuộc gia đình Mãn Châu gọi là nhà Thanh, một triều đại cai trị tới tận đầu thế kỷ 20(1912).
Một số ít người Trung Quốc chọn cái chết thay vì phục vụ cho nhà Mãn Châu. Nhưng người Mãn Châu – không bao giờ vượt quá hai phần trăm dân số Trung Quốc – có thể cai trị Trung Quốc bởi vì sự phục tùng của người Trung Quốc. Người Mãn Châu sử dụng Khổng giáo làm ủng hộ chính quyền chính trị, thúc đẩy học tập cổ điển và sự sùng kính tổ tiên, gồm cả ý tưởng rằng nhà vua cai trị bằng đức hạnh của lòng tốt của mình. Người Trung Quốc chiếm nhiều vị trí trong triều đình quan lại nhà nước Mãn Châu.
Các vị nhà vua Mãn Châu giữ quyền quân sự ngoài tay người Trung Quốc và trong tay những anh chàng người Mãn Châu, và họ tìm cách ngăn cản những người Mãn Châu không bị đồng hóa bởi Trung Quốc. Người Mãn Châu ở Trung Quốc bị bắt buộc phải dành cả đời để đi lính. Họ bị cấm tham gia buôn bán và lao động, và cấm cưới người Trung Quốc.
Với hòa bình do người Mãn Châu mang lại cho Trung Quốc, sự thịnh vượng và sự phát triển dân số lại diễn ra, và thương mại với châu Âu tăng lên. Một vị vua Mãn Châu, Khang Hi cai trị sáu mốt năm từ 1661 đến 1722 và sẽ được coi là vị vua vĩ đại nhất Trung Quốc. Ông được những người theo đạo Thiên chúa ở Trung Quốc tán dương về "trái tim quý phái", sự thông minh cùng trí nhớ tuyệt vời của ông, khẩu vị đọc của ông cũng như việc ông là "vị vua toàn bị đối với mọi cảm xúc của mình."

#### Trung Quốc tới cuộc chiến Nha phiến lần 1
Dân số Trung Quốc đã tăng gấp đôi từ 1700 và 1794 tới 313 triệu người. Sự mở rộng trồng trọt ở các tỉnh Giang Tây và Hồ Nam đã tàn phá đa số rừng ở đó. Đài Loan lúc này đã là một phần của Trung Quốc, bị sáp nhập từ năm 1683, và một cuộc điều tra dân số năm 1811 cho thấy số dân Trung Quốc ở Đài Loan gần đến hai triệu người. Năm 1756 và 1757 quân đội của vua Càn Long đã mở rộng biên giới đến điểm cực tây của mình, và ông cai trị cả Tây Tạng lẫn Mông Cổ.
Sản xuất nông nghiệp ở Trung Quốc không tăng kịp với mức tăng dân số, và vì không có lương thực giá rẻ, người dân thường Trung Quốc không có tiền để mua bất kỳ thứ gì khác, và không có bùng nổ trong chế tạo và trong việc thuê người thất nghiệp. Trung Quốc xuất khẩu trà sang Anh Quốc, làm đồ sứ để xuất khẩu và chế tạo tơ tằm và hàng bông, nhưng lao động đầy rẫy giá rẻ đến mức giống như nô lệ, nó làm giảm bớt sự khuyến khích đầu tư vào máy móc. Các thương gia không ở trong một môi trường khuyến khích sự liên kết, chính phủ cung cấp ít an ninh cho các thương gia và các doanh nghiệp tư nhân. Kinh tế không phải là một vấn đề đáng chú ý của những người có nhiều ảnh hưởng. Những người có thời gian rỗi rãi để học hành không thích quan tâm đến kỹ thuật. Họ thích văn học, nghệ thuật, Khổng giáo và tôn giáo.
Trung Quốc bị cai trị một cách chuyên quyền và thần quyền bởi vua Mãn Châu từ thị tộc Ái Tân Giác La ở vùng Mãn Châu, nhà Thanh, đã cầm quyền từ năm 1644. Từ cung điện đế quốc, tại Tử cấm thành, Bắc Kinh, nhà Thanh giữ quân đội ở Mãn Châu và tìm cách giữ sự khác biệt của người Mãn Châu khỏi người Trung Quốc, trong khi vẫn ủng hộ nghệ thuật Trung Quốc và tự giáo dục mình bằng tư tưởng Khổng giáo chính thống.
Vào cuối thế kỷ 18, sự thiếu thốn đất đai, tham nhũng trong chế độ quan liêu và quân sự, và sự bần cùng hóa đã tạo ra tình trạng náo động. Người dân thường biểu lộ sự bất bình thông qua các tổ chức tôn giáo, các tổ chức bắt buộc giữ bí mật đối mặt với chính quyền đế quốc thù địch. Một tổ chức tôn giáo chống Mãn Châu bị bần cùng hóa ở một vùng núi miền trung Trung Quốc đã tiên đoán sự giáng sinh của đức Phật, sự tái lập triều Minh và sự cứu rỗi cho những người ủng hộ họ. Nó tự tin tung ra một phong trào chống thuế. Từ năm 1796 đến 1804, khắp Trung Quốc các hội kín nổi loạn chống chính quyền Mãn Châu. Đây được gọi là Khởi nghĩa Bạch Liên giáo. Vua Gia Khánh (1796-1820) theo đuổi một chương trình có hệ thống nhằm tái lập hòa bình, gồm cả việc tiêu diệt các băng đảng du kích kháng chiến và ân xá cho những kẻ đảo ngũ.
Bạo lực lại diễn ra năm 1813 khi những kẻ nổi loạn có sự giúp đỡ của các hoạn quan trong triều, chút nữa ám sát được vua Gia Khánh. Đây là loạn Quý Dậu (癸酉之变). Một trong những lãnh đạo của nó, Lâm Thanh (林清), đã tuyên bố mình là hiện thân của đức Phật và nói rằng các lãnh đạo khác của phong trào, Lý Văn Thành (李文成) sẽ cai trị trên Trái Đất như là "Vua của loài người". Nhưng điều này bị quân đội của vua Gia Khánh ngăn chặn. Lý Văn Thành và hơn 70.000 người khởi nghĩa bị giết hại.

#### Ngoại xâm và bạo loạn

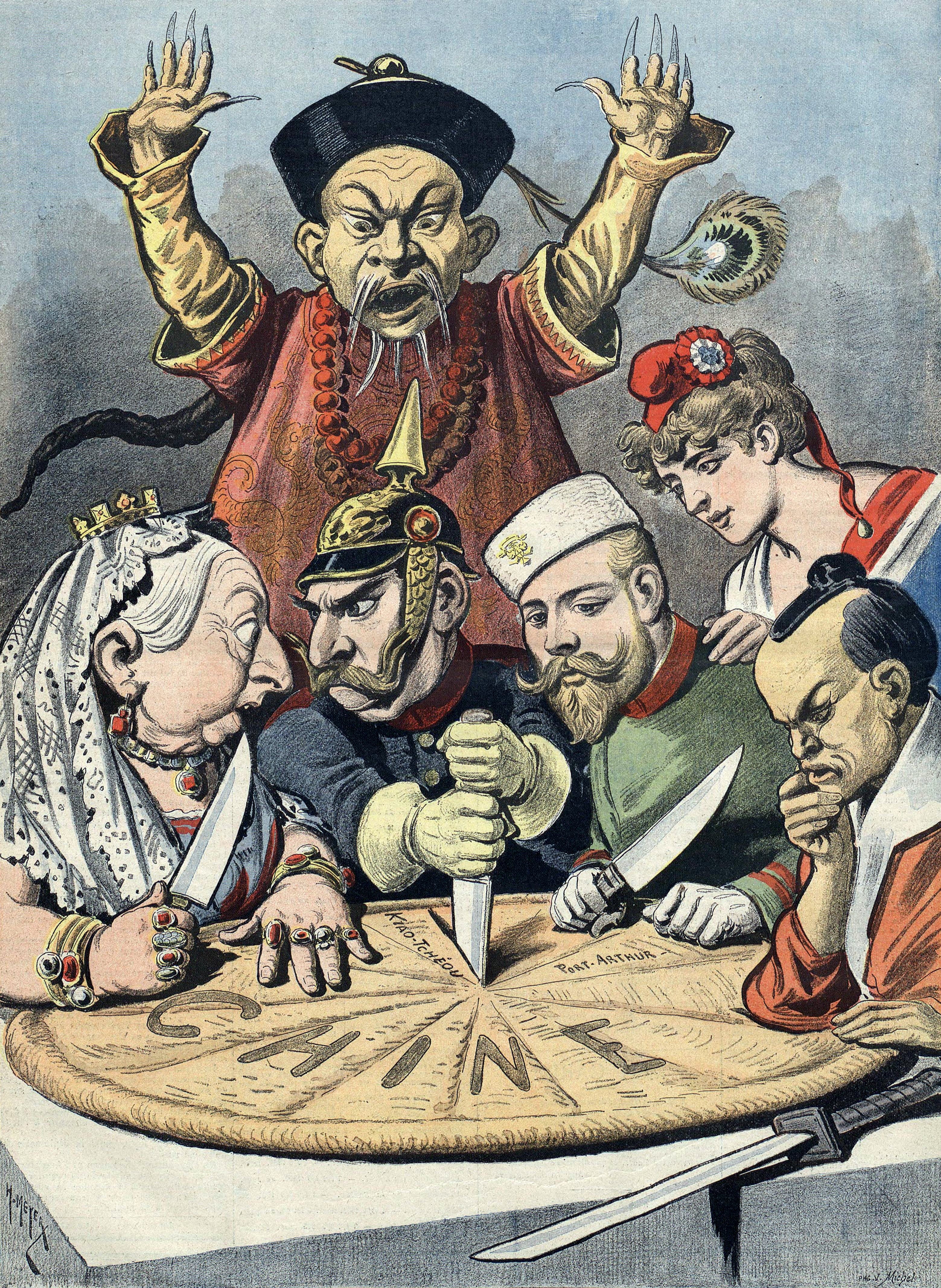
Một bức hình biếm họa của Pháp cuối những năm 1890. "Miếng bánh Trung Quốc" đang được chia nhau bởi Anh, Đức, Nga, Pháp, Nhật.

Một trong những vấn đề lớn ở thế kỷ 19 của Trung Quốc là cách thức đối phó với các nước khác bên ngoài. Trước thế kỷ mười chín, Đế chế Trung Quốc là cường quốc bá chủ ở châu Á. Tuy nhiên, trong thế kỷ 18, các đế chế châu Âu dần mở rộng ra khắp thế giới, khi các nước châu Âu phát triển các nền kinh tế hùng mạnh dựa trên thương mại hàng hải. Mặt khác, đế chế Trung Quốc rơi vào tình trạng tù hãm sau nhiều thế kỷ dẫn đầu thế giới. Tới cuối thế kỷ 18, các thuộc địa của châu Âu đã được lập nên ở gần Ấn Độ và trên những hòn đảo hiện là các vùng thuộc Indonesia, trong khi Đế quốc Nga đã sáp nhập các vùng phía bắc Trung Quốc. Ở thời các cuộc chiến tranh của Napoléon, Anh Quốc từng muốn thành lập liên minh với Trung Quốc, gửi các hạm đội tàu tới Hồng Kông mang theo quà tặng gửi tới vị Hoàng đế, gồm nhiều vật phẩm được chế tạo bởi những kỹ thuật và phong cách nghệ thuật mới nhất của châu Âu thời kỳ đó. Khi các phái đoàn Anh nhận được một lá thư từ Bắc Kinh giải thích rằng Trung Quốc không cảm thấy ấn tượng trước những thành tựu của châu Âu và rằng triều đình Trung Quốc sẵn lòng nhận sự kính trọng của vua George III nước Anh, chính phủ Anh cảm thấy bị xúc phạm và từ bỏ mọi kế hoạch nhằm thiết lập các quan hệ với nhà Thanh.
Năm 1793, nhà Thanh chính thức cho rằng Trung Quốc không cần tới các hàng hóa châu Âu. Vì thế, các lái buôn Trung Quốc chỉ chấp nhận dùng bạc làm vật trao đổi cho hàng hóa của họ. Nhu cầu to lớn của châu Âu đối với các hàng hóa Trung Quốc như tơ, trà, và đồ sứ chỉ có thế được đáp ứng khi các công ty châu Âu rót hết số bạc họ có vào trong Trung Quốc. Tới cuối những năm 1830, các chính phủ Anh và Pháp rất lo ngại về các kho dự trữ kim loại quý của họ và tìm cách đưa ra một phương thức trao đổi mới với Trung Quốc - và cách tốt nhất là đầu độc Trung Quốc bằng thuốc phiện. Khi nhà Thanh tìm cách cấm buôn bán thuốc phiện năm 1838, Anh Quốc đã tuyên chiến với Trung Quốc.
Chiến tranh nha phiến lần thứ nhất cho thấy sự lạc hậu của quân đội Trung Quốc. Dù có quân số áp đảo so với người Anh, kỹ thuật và chiến thuật của họ không thể so sánh với các cường quốc kỹ thuật thời ấy. Hải quân nhà Thanh, gồm toàn các tàu gỗ và không phải là đối thủ của các tàu chiến bọc thép chạy hơi nước của Hải quân Hoàng gia Anh. Binh sĩ Anh sử dụng súng có rãnh xoắn và pháo binh vượt trội dễ dàng tiêu diệt các lực lượng nhà Thanh trên chiến trường. Việc nhà Thanh đầu hàng năm 1842 đánh dấu một tai họa mang tính quyết định và nhục nhã của Trung Quốc. Trung Quốc bắt buộc phải chấp nhận thua trận và thừa nhận các yêu cầu của Anh Quốc. Với Hiệp ước Nam Kinh năm 1842, kỹ trên tàu chiến Cornwallis, Trung Quốc chấp nhận buôn bán với Anh Quốc. Họ đồng ý một mức thuế quan "đúng mức và ổn định" và mở cửa các cảng ở Quảng Châu, Hạ Môn, Phúc Châu, Ninh Ba và Thượng Hải cho các thương nhân nước ngoài và trao cho người Anh bất kỳ sự nhượng bộ nào mà Trung Quốc trao cho các cường quốc khác. Trung Quốc chấp nhận trả cho Anh Quốc một khoản bồi thường 20.000.000 đô la bạc và nhượng đảo Hồng Kông cho Anh Quốc.
Điều đó cho thấy nhiều tình trạng tồi tệ của chính phủ nhà Thanh và khiến cho nhiều cuộc khởi nghĩa chống chế độ diễn ra. Cuộc khởi nghĩa Thái bình thiên quốc bùng nổ vào giữa thế kỷ 19 phản ánh tư tưởng chống Mãn Châu đe dọa sự ổn định của nhà Thanh. Tuy nhiên, số lượng thương vong kinh khủng của cuộc khởi nghĩa này - tới 30 triệu người - và sự tàn phá nghiêm trọng các vùng đất rộng lớn ở phía nam đất nước vẫn còn bị che mờ bởi một cuộc xung đột khác. Dù không đẫm máu bằng, nhưng thế giới bên ngoài cùng với những tư tưởng và kỹ thuật của nó đã có một ảnh hưởng rất lớn và cuối cùng mang lại tác động có tính cách mạng đối với một triều đình nhà Thanh đang ngày càng suy yếu và dao động.
Các cường quốc phương tây, chưa hài lòng với Hiệp ước Nam Kinh, chỉ miễn cưỡng hỗ trợ nhà Thanh trong việc tiêu diệt các cuộc nổi dậy Thái Bình Thiên Quốc và cuộc khởi nghĩa Niệm Quân. Thu nhập của Trung Quốc giảm sút rõ rệt trong thời gian chiến tranh khi nhiều vùng đất canh tác rộng lớn bị hủy hoại, hàng triệu người thiệt mạng và số lượng binh lính đông đảo cũng như trang bị vũ khí cho họ để chiến đấu. Năm 1854, Anh Quốc tìm cách đàm phán lại Hiệp ước Nam Kinh, thêm vào các điều khoản cho phép các thương gia người Anh đi lại trên sông ngòi Trung Quốc và lập một đại sứ quán thường trực của họ tại Bắc Kinh. Điều khoản cuối cùng này xúc phạm tới chính quyền nhà Thanh và họ đã từ chối ký kết, gây ra một cuộc chiến tranh khác giữa hai bên. Cuộc chiến tranh nha phiến lần thứ hai chấm dứt với một thất bại nặng nề khác của Trung Quốc, với Hiệp ước Thiên Tân, Cùng các điều khoản như: cho phép tàu thuyền người Anh có thể tự do đi lại và neo đậu trên sông Dương Tử, bồi thường chiến phí và chấp nhận mở rộng thêm một số hải cảng cho người nước ngoài vào ra buôn bán.

#### Thái hậu Từ Hy

Chân dung Từ Hy Thái hậu những năm 1900.

Cuối thể kỷ 19, Trung Quốc nằm dưới quyền cai trị thực sự của Từ Hi Thái Hậu. Từ Hi đã ngấm ngầm tiến hành cuộc đảo chính để tước quyền nhiếp chính của đại thần Túc Thuận theo di chiếu của tiên hoàng. Bà nắm quyền nhiếp chính và trở thành người đứng đầu không chính thức của Trung Hoa suốt 47 năm. Bà còn được biết tới bởi sự nhúng tay vào chính sự kiểu "Thùy liêm thính chính" (垂簾聽政-tức can thiệp chính trị từ sau hậu đài).
Tới những năm 1860, triều đình nhà Thanh đã tiêu diệt được các cuộc nổi dậy nhờ sự hỗ trợ của lực lượng dân quân do tầng lớp quý tộc tổ chức. Sau đó, chính phủ Thanh tiếp tục giải quyết vấn đề hiện đại hóa, từng được đưa ra trước đó với Phong trào tự cường. Nhiều đội quân hiện đại được thành lập gồm cả Hạm đội Bắc Hải; tuy nhiên Hạm đội Bắc Hải đã bị tiêu diệt trong Chiến tranh Trung Nhật (1894-1895), khiến cho ngày càng xuất hiện nhiều kêu gọi cải cách sâu rộng hơn nữa. Đầu thế kỷ 20, nhà Thanh rơi vào tình trạng tiến thoái lưỡng nan. Nếu tiếp tục theo đuổi cải cách, họ sẽ khiến giới quý tộc bảo thủ mích lòng, nếu ngăn cản việc đó họ lại khiến những người theo đường lối cách mạng tức giận. Nhà Thanh tìm cách đi theo con đường trung dung, nhưng việc này lại khiến tất cả các bên cùng bất mãn.
Mười năm trong giai đoạn cai trị của Hoàng đế Quang Tự (r. 1875 - 1908), áp lực của phương Tây đối với Trung Quốc lớn tới mức họ phải từ bỏ mọi hình thức quyền lực. Năm 1898 Quang Tự nỗ lực tiến hành Bách nhật duy tân (百日維新), còn được biết dưới cái tên "Mậu Tuất biến pháp" (戊戌變法), đưa ra các luật mới thay thế cho các quy định cũ đã bị bãi bỏ. Những nhà cải cách, với đầu óc tiến bộ hơn như Khang Hữu Vi được tin tường và những người có đầu óc thủ cựu như Lý Hồng Chương bị gạt bỏ khỏi các vị trí quan trọng. Nhưng các ý tưởng mới đã bị Từ Hi dập tắt, Quang Tự bị nhốt trong cung. Từ Hi chỉ tập trung vào việc củng cố quyền lực của riêng mình. Tại buổi lễ sinh nhật lần thứ 60, bà đã chi 30 triệu lạng bạc để trang trí và tổ chức, số tiền đã định dùng để cải tiến vũ khí cho Hạm đội Bắc Hải.
Năm 1901, sau khi Đại sứ Đức bị ám sát, Liên quân tám nước (八國聯軍) cùng tiến vào Trung Quốc lần thứ hai. Từ Hi phản ứng bằng cách tuyên chiến với tám nước, nhưng chỉ một thời gian ngắn đã để mất Bắc Kinh và cùng với Hoàng đế Quang Tự chạy trốn tới Tây An. Để đòi bồi thường chiến phí, Liên quân đưa ra một danh sách những yêu cầu đối với chính phủ nhà Thanh, gồm cả một danh sách những người phải bị hành quyết khiến cho Lý Hồng Chương, thuyết khách số một của Từ Hi, buộc phải đi đàm phán và Liên quân đã có một số nhượng bộ đối với các yêu cầu của họ.

#### Sụp đổ triều đại, chấm dứt thời phong kiến

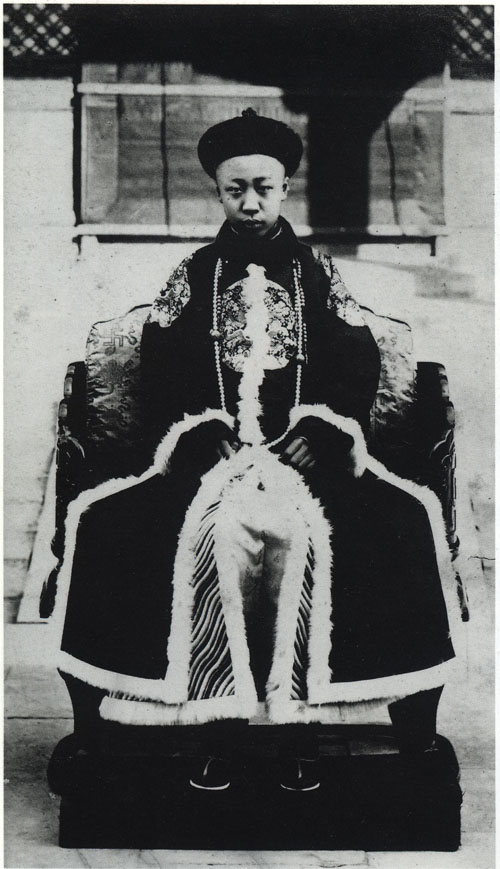
Phổ Nghi, Hoàng đế cuối cùng của lịch sử các triều đại Trung Quốc.

Tới đầu thế kỷ 20, hàng loạt các vụ náo động dân sự xảy ra và ngày càng phát triển. Từ Hi và Hoàng đế Quang Tự cùng mất năm 1908, để lại một khoảng trống quyền lực và một chính quyền trung ương bất ổn. Phổ Nghi, con trai lớn nhất của Thuần Thân Vương, được chỉ định làm người kế vị khi mới hai tuổi, và Thân Vương trở thành người nhiếp chính. Tiếp theo sự kiện này Tướng Viên Thế Khải bị gạt khỏi chức vụ của mình. Tới giữa năm 1911 Thuần Thân Vương lập ra "Chính phủ gia đình hoàng gia", một hội đồng cai trị của Chính phủ Hoàng gia hầu như gồm toàn bộ các thành viên thuộc dòng họ Ái Tân Giác La. Việc này khiến các quan lại cao cấp như Trương Chi Động tỏ thái độ bất mãn.
Cuộc Khởi nghĩa Vũ Xương diễn ra vào ngày 10 tháng 10 năm 1911, và tiếp sau đó là sự tuyên bố thành lập một chính phủ trung ương riêng biệt, Cộng hòa Trung Hoa, tại Nam Kinh với Tôn Dật Tiên làm lãnh đạo lâm thời. Nhiều tỉnh bắt đầu "ly khai" khỏi quyền kiểm soát của nhà Thanh. Chứng kiến tình trạng này, chính phủ Thanh dù không muốn cũng buộc phải đưa Viên Thế Khải trở lại nắm quân đội, kiểm soát Bắc Dương quân của ông, với mục tiêu nhằm tiêu diệt những người cách mạng. Sau khi lên giữ chức Tể tướng (內閣總理大臣 Nội các tổng đại thần) và lập ra chính phủ của riêng mình, Viên Thế Khải còn tiến xa nữa khi buộc triều đình phải cách chức nhiếp chính của Thuần Thân Vương. Việc cách chức này sau đó được chính thức hóa thông qua các chỉ thị của Hiếu Định hoàng hậu.
Khi Thuần Thân Vương đã buộc phải ra đi, Viên Thế Khải và các vị chỉ huy bên trong Bắc Dương quân của mình hoàn toàn nắm quyền chính trị của triều đình nhà Thanh. Ông cho rằng không có lý do gì để tiến hành một cuộc chiến tranh gây nhiều tốn phí, đặc biệt khi nói rằng chính phủ nhà Thanh chỉ có một mục tiêu thành lập một nền quân chủ lập hiến. Tương tự như vậy, chính phủ của Tôn Dật Tiên muốn thực hiện một cuộc cải cách dân chủ, vừa hướng tới lợi ích của nền kinh tế và dân chúng Trung Quốc. Với sự cho phép của Hiếu Định hoàng hậu, Viên Thế Khải bắt đầu đàm phán với Tôn Dật Tiên, người đã cho rằng mục tiêu của mình đã thành công trong việc lập ra một nhà nước cộng hòa và vì thế ông có thể cho phép Viên Thế Khải nhận chức vụ Tổng thống của nền Cộng hòa. Năm 1912, sau nhiều vòng đàm phán, Hiếu Định đưa ra một chiếu chỉ tuyên bố sự thoái vị của Phổ Nghi vị hoàng đế nhỏ tuổi.
Sự sụp đổ của nhà Thanh năm 1912 đánh dấu sự kết thúc của hơn 2000 năm chế độ phong kiến Trung Quốc và sự khởi đầu của một giai đoạn bất ổn kéo dài.

## Trung Quốc hiện đại

### Trung Hoa Dân Quốc (từ năm 1912)

Cờ của Cuộc khởi nghĩa Quảng Châu lần thứ nhất

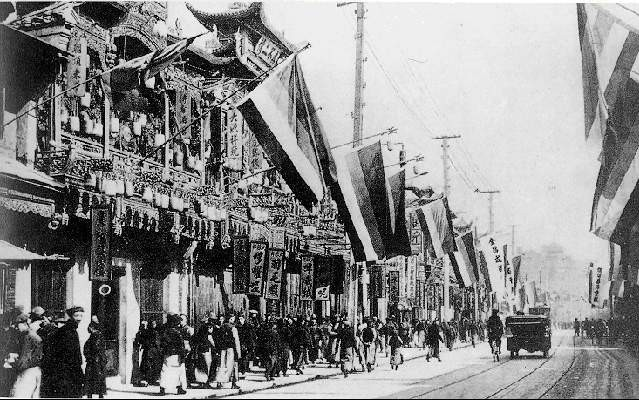
Đường Nam Kinh trong Cách mạng Tân Hợi, 1911

Chính phủ lâm thời Trung Hoa Dân Quốc được thành lập tại Nam Kinh vào ngày 12 tháng 3 năm 1912. Tôn Trung Sơn trở thành Tổng thống của Trung Hoa Dân Quốc nhưng ông đã chuyển giao quyền lực cho Viên Thế Khải, người chỉ huy Tân quân. Trong vài năm tiếp theo, họ Viên tiến hành bãi bỏ các hội đồng cấp quốc gia và cấp tỉnh và tuyên bố mình là hoàng đế của Đế quốc Trung Hoa vào cuối năm 1915. Tham vọng đế quốc của Viên Thế Khải đã bị phản đối dữ dội bởi cấp dưới; đối mặt với viễn cảnh nổi loạn, ông thoái vị vào tháng 3 năm 1916 và chết vào tháng 6.
Cái chết của Viên Thế Khải năm 1916 để lại khoảng trống quyền lực; chính phủ cộng hòa đã tan rã. Điều này đã mở đường cho Thời kỳ quân phiệt mà phần lớn Trung Quốc bị cai trị bằng cách thay đổi liên minh của các nhà lãnh đạo quân sự cấp tỉnh cạnh tranh và chính phủ Bắc Dương. Giới trí thức thất vọng về sự thất bại của nền Cộng hòa đã phát động Phong trào Tân văn hóa.

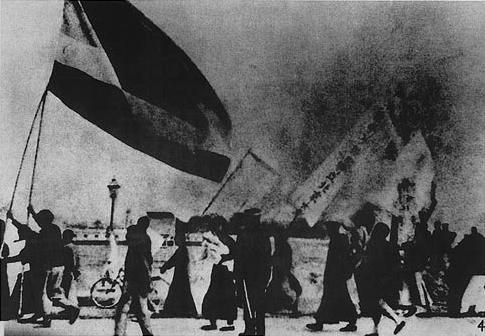
Sinh viên đại học Bắc Kinh tập hợp trong Phong trào Ngũ Tứ, không hài lòng với Điều 156 của Hòa ước Versailles dành cho Trung Quốc (Vấn đề Sơn Đông).

Năm 1919, Phong trào Ngũ Tứ bắt đầu nhằm đáp trả các điều khoản có lợi cho Nhật do Hiệp ước Versailles áp đặt lên Trung Quốc sau Chiến tranh thế giới thứ nhất. Nó nhanh chóng trở thành một phong trào phản đối trên toàn quốc. Các cuộc biểu tình thành công về mặt đạo đức khi nội các sụp đổ và Trung Quốc từ chối ký Hiệp ước Versailles, hiệp ước trao quyền nắm giữ Sơn Đông của Đức cho Nhật Bản. Ký ức về sự ngược đãi ở Versailles thổi bùng sự phẫn nộ vào thế kỷ 21.
Sự kích động chính trị và trí thức đã bùng lên mạnh mẽ trong suốt những năm 1920 và 1930. Theo Patricia Ebrey:
"Chủ nghĩa dân tộc, chủ nghĩa yêu nước, tiến bộ, khoa học, dân chủ và tự do là mục tiêu; đế quốc, phong kiến, lãnh chúa, chuyên quyền, gia trưởng và mù quáng tuân theo truyền thống là những kẻ thù. Giới trí thức đấu tranh với việc làm thế nào để trở nên mạnh mẽ và hiện đại nhưng vẫn là người Trung Quốc, làm thế nào để duy trì Trung Quốc như một thực thể chính trị trong thế giới của các quốc gia cạnh tranh"

Quốc kỳ của Trung Hoa Dân Quốc từ năm 1912 đến năm 1928.

Quốc kỳ của Trung Hoa Dân Quốc từ năm 1928 đến nay.

Vào những năm 1920, Tôn Trung Sơn thành lập căn cứ cách mạng ở Quảng Châu và đặt mục tiêu đoàn kết các quốc gia bị chia cắt. Ông hoan nghênh sự hỗ trợ từ Liên Xô (bản thân nó mới được tiếp quản bởi Đảng Cộng sản của Lenin) và ông tham gia vào một liên minh với Đảng Cộng sản Trung Quốc (ĐCSTQ) non trẻ. Sau khi Tôn chết vì bệnh ung thư vào năm 1925, một trong những người được ông bảo vệ là Tưởng Giới Thạch đã giành quyền kiểm soát Quốc dân Đảng (KMT) và đã thành công trong việc đưa hầu hết miền nam và miền trung Trung Quốc nằm dưới sự cai trị của mình trong cuộc Bắc phạt (1926–1927). Sau khi đánh bại các lãnh chúa ở miền nam và miền trung Trung Quốc bằng lực lượng quân sự, Tưởng có thể đảm bảo lòng trung thành trên danh nghĩa của các lãnh chúa ở miền Bắc và thành lập Chính phủ Quốc dân ở Nam Kinh. Năm 1927, Tưởng lật tẩy ĐCSTQ và không ngừng thanh trừng các phần tử Cộng sản trong NRA của mình. Năm 1934, bị đánh đuổi từ các căn cứ trên núi của họ như Cộng hòa Xô Viết Trung Hoa, lực lượng ĐCSTQ đã tiến hành cuộc Vạn lý Trường chinh xuyên qua địa hình hoang vắng nhất của Trung Quốc tiến về phía tây bắc, nơi họ thiết lập một căn cứ du kích tại Diên An ở tỉnh Thiểm Tây. Trong Vạn lý Trường chinh, những người cộng sản đã tổ chức lại dưới tay nhà lãnh đạo mới, Mao Trạch Đông.
Nội chiến Trung Quốc ác liệt giữa hai phe Quốc dân đảng và Cộng sản vẫn tiếp diễn, công khai hoặc bí mật trong cuộc chiếm đóng kéo dài 14 năm của Nhật Bản trên nhiều vùng của đất nước (1931–1945). Hai phe trên danh nghĩa đã thành lập Mặt trận thống nhất để chống lại người Nhật vào năm 1937 trong Chiến tranh Trung-Nhật lần thứ hai (1937–1945), trở thành một phần của Chiến tranh thế giới thứ hai. Quân đội Nhật Bản đã thực hiện nhiều hành vi tàn bạo chống lại dân thường, bao gồm cả chiến tranh sinh học (xem Đơn vị 731) và Chính sách Tam Quang ( Sankō Sakusen ) là:  "giết hết, đốt hết và cướp hết" ".
Sau thất bại của Nhật Bản vào năm 1945, cuộc chiến giữa các lực lượng chính phủ Quốc dân đảng và ĐCSTQ lại tiếp tục sau những nỗ lực hòa giải và thương lượng không thành. Đến năm 1949, ĐCSTQ đã thiết lập quyền kiểm soát hầu hết đất nước. Odd Arne Westad nói rằng những người Cộng sản đã thắng trong Nội chiến vì họ mắc ít sai lầm quân sự hơn Tưởng Giới Thạch và vì trong quá trình lập chính phủ tập trung quyền lực, Tưởng đã chống lại quá nhiều nhóm lợi ích ở Trung Quốc. Hơn nữa, đảng của ông đã bị suy yếu trong cuộc chiến chống lại quân Nhật. Trong khi đó, những người Cộng sản nói với các nhóm khác nhau, chẳng hạn như nông dân, chính xác những gì họ muốn nghe và khoác lên mình lớp vỏ bọc của Chủ nghĩa dân tộc Trung Quốc. Trong cuộc nội chiến, cả phe Quốc dân đảng và Cộng sản đều tiến hành những hành động tàn sát hàng loạt với hàng triệu người không tham chiến bị giết bởi cả hai bên. Chúng bao gồm những cái chết do bắt buộc phải nhập ngũ và những vụ thảm sát. Khi quân chính phủ Quốc dân đảng bị đánh bại bởi lực lượng ĐCSTQ ở Trung Quốc đại lục vào năm 1949, chính phủ Quốc dân đảng rút về Đài Loan cùng với lực lượng của họ cùng với Tưởng và một số lượng lớn những người ủng hộ; Chính phủ Quốc dân đảng đã kiểm soát Đài Loan một cách hiệu quả vào cuối Thế chiến II như một phần của sự đầu hàng tổng thể của Nhật Bản, khi quân đội Nhật Bản ở Đài Loan đầu hàng quân đội Trung Hoa Dân Quốc.
Cho đến đầu những năm 1970, Trung Hoa Dân Quốc là chính phủ hợp pháp duy nhất của Trung Quốc. Liên hợp quốc, Hoa Kỳ và hầu hết các quốc gia phương Tây từ chối công nhận CHND Trung Hoa vì Chiến tranh Lạnh. Điều này đã thay đổi vào năm 1971 khi CHND Trung Hoa gia nhập Liên hợp quốc thay thế cho Trung Hoa Dân quốc. Quốc Dân Đảng cai trị Đài Loan trong tình trạng thiết quân luật cho đến năm 1987 với mục tiêu đã nêu là cảnh giác chống lại sự xâm nhập của Cộng sản và chuẩn bị chiếm lại Trung Quốc đại lục. Do đó, bất đồng chính kiến không được dung thứ trong thời kỳ đó.
Trong những năm 1990, Trung Hoa Dân Quốc đã trải qua một cuộc cải cách dân chủ lớn, bắt đầu bằng việc các thành viên của Lập pháp viện Trung Hoa Dân Quốc và Quốc hội được bầu vào năm 1947. Những nhóm này ban đầu được tạo ra để đại diện cho các khu vực bầu cử ở Trung Quốc đại lục. Các hạn chế về việc sử dụng tiếng Đài Loan trên các phương tiện truyền thông và trong trường học cũng được dỡ bỏ. Điều này lên đến đỉnh điểm với cuộc bầu cử tổng thống trực tiếp đầu tiên vào năm 1996 chống lại ứng cử viên Đảng Tiến bộ Dân chủ (DPP) và nhà bất đồng chính kiến, Bành Minh Mẫn. Năm 2000, tình trạng đảng cầm quyền của Quốc dân đảng chấm dứt khi DPP lên nắm quyền, chỉ để giành lại vị thế của mình trong cuộc bầu cử năm 2008 của Mã Anh Cửu.
Do tính chất gây tranh cãi của Tình trạng chính trị của Đài Loan, Trung Hoa Dân Quốc hiện được 14 quốc gia thành viên Liên hợp quốc và Tòa thánh công nhận kể từ 2025 với tư cách là chính phủ hợp pháp của "Trung Quốc".

### Cộng hòa Nhân dân Trung Hoa (từ năm 1949)

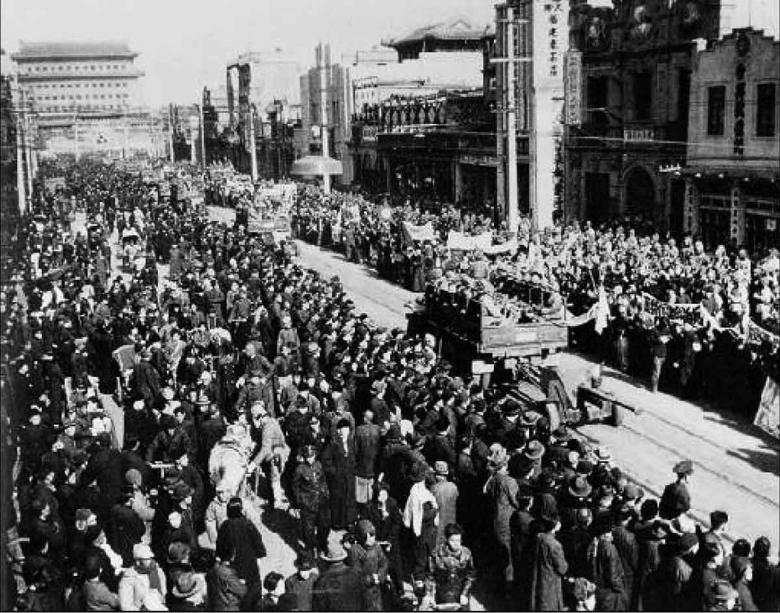
Quân Giải phóng Nhân dân Trung Quốc tiến vào Bắc Kinh trong Chiến dịch Bình Tân

Trận chiến lớn trong Nội chiến Trung Quốc kết thúc vào năm 1949 với việc Quốc Dân Đảng (KMT) rút khỏi đại lục, với việc chính phủ chuyển đến Đài Bắc và chỉ duy trì quyền kiểm soát đối với một số hòn đảo. ĐCSTQ đã giành lại quyền kiểm soát Trung Quốc đại lục. Vào ngày 1 tháng 10 năm 1949, Mao Trạch Đông tuyên bố là Cộng hòa Nhân dân Trung Hoa.

Chủ tịch Mao Trạch Đông tuyên bố thành lập Cộng hòa Nhân dân Trung Hoa vào năm 1949.

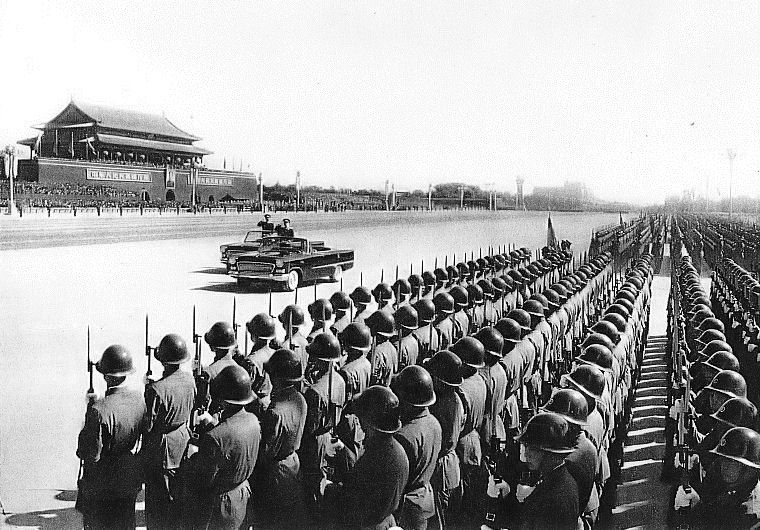
Lễ diễu hành kỷ niệm 10 năm Cộng hòa Nhân dân Trung Hoa tại Bắc Kinh

CHND Trung Hoa được định hình bởi một loạt các chiến dịch và kế hoạch 5 năm. Kế hoạch kinh tế xã hội Đại nhảy vọt ước tính đã làm 45 triệu người chết. Chính phủ của Mao đã tiến hành hành quyết hàng loạt địa chủ, thực hiện canh tác tập thể và lập ra hệ thống trại Lao Cải (Lao động Cải tạo). Hành quyết, chết vì lao động cưỡng bức và các hành động tàn bạo khác dẫn đến hàng triệu người chết dưới thời Mao. Năm 1966, Mao và các đồng minh của ông đã phát động Cách mạng Văn hóa kéo dài cho đến khi Mao qua đời một thập kỷ sau đó. Cách mạng Văn hóa được thúc đẩy bởi các cuộc tranh giành quyền lực trong Đảng và nỗi sợ Liên Xô đã dẫn đến một sự biến động lớn trong xã hội Trung Quốc.
Năm 1972, ở đỉnh điểm của Chia rẽ Trung – Xô, Mao và Chu Ân Lai gặp tổng thống Hoa Kỳ Richard Nixon tại Bắc Kinh để thiết lập quan hệ với Hoa Kỳ. Trong cùng năm, CHND Trung Hoa được kết nạp vào Liên hợp quốc thay cho Trung Hoa Dân Quốc với tư cách là thành viên thường trực của Hội đồng Bảo an.

Quốc kỳ của Cộng hòa Nhân dân Trung Hoa từ năm 1949.

Một cuộc tranh giành quyền lực diễn ra sau cái chết của Mao vào năm 1976. Tứ nhân bang bị bắt và bị đổ lỗi cho những hành vi thái quá của Cách mạng Văn hóa, đánh dấu sự kết thúc của một kỷ nguyên chính trị hỗn loạn ở Trung Quốc. Đặng Tiểu Bình vượt trội hơn chủ tịch kế nhiệm được Mao nâng đỡ là Hoa Quốc Phong và dần dần nổi lên như một nhà lãnh đạo  trên thực tế  vài năm sau đó.
Đặng Tiểu Bình là Lãnh đạo tối cao của Trung Quốc từ năm 1978 đến năm 1992, mặc dù ông chưa bao giờ trở thành người đứng đầu đảng hoặc nhà nước và ảnh hưởng của ông trong Đảng đã giúp đất nước cải cách kinh tế đáng kể. ĐCSTQ sau đó đã nới lỏng quyền kiểm soát của chính phủ đối với đời sống cá nhân của công dân và Công xã nhân dân đã bị giải tán với nhiều nông dân nhận được nhiều hợp đồng thuê đất, điều này đã khuyến khích sản xuất nông nghiệp tăng cao. Ngoài ra, đã có nhiều khu vực thị trường tự do được mở ra. Các khu vực thị trường tự do thành công nhất là Thâm Quyến. Nó nằm ở Quảng Đông và là khu vực miễn thuế bất động sản vẫn còn tồn tại cho đến ngày nay. Sự kiện này đánh dấu sự chuyển đổi của Trung Quốc từ nền kinh tế kế hoạch sang nền kinh tế hỗn hợp với thị trường ngày càng mở, một hệ thống được một số người gọi là là "chủ nghĩa xã hội thị trường" và được ĐCSTQ chính thức gọi là "Chủ nghĩa xã hội đặc sắc Trung Quốc". CHND Trung Hoa đã thông qua hiến pháp hiện hành vào ngày 4 tháng 12 năm 1982.
Năm 1989, cái chết của cựu tổng bí thư Hồ Diệu Bang đã góp phần châm ngòi cho Các cuộc biểu tình tại Quảng trường Thiên An Môn trong năm đó, trong đó, sinh viên và những người khác đã vận động trong nhiều tháng, lên tiếng chống tham nhũng và ủng hộ cải cách chính trị sâu rộng, bao gồm các quyền dân chủ và tự do ngôn luận. Tuy nhiên, cuối cùng các cuộc biểu tình đã bị dập tắt vào ngày 4 tháng 6 khi Quân đội và phương tiện tiến vào và cưỡng bức dọn sạch quảng trường với nhiều người chết. Sự kiện này đã được báo cáo rộng rãi và bị cả thế giới lên án và trừng phạt chống lại chính phủ. Một sự cố được quay phim liên quan đến "người chặn xe tăng" đã được nhìn thấy trên toàn thế giới.
Tổng bí thư ĐCSTQ kiêm Chủ tịch CHND Trung Hoa Giang Trạch Dân và Thủ tướng CHND Trung Hoa Chu Dung Cơ đều là cựu thị trưởng Thượng Hải, lãnh đạo CHND Trung Hoa thời hậu Thiên An Môn vào những năm 1990. Dưới sự điều hành của Giang và Chu trong 10 năm, thành tích kinh tế của CHND Trung Hoa ước tính đã kéo khoảng 150 triệu nông dân thoát khỏi đói nghèo và duy trì tốc độ tăng trưởng tổng sản phẩm quốc nội trung bình hàng năm là 11,2%. Nước này chính thức gia nhập Tổ chức Thương mại Thế giới vào năm 2001. Đến năm 1997 và 1999, các thuộc địa cũ của châu Âu là Hồng Kông và Ma Cao trở thành Đặc khu hành chính.
Mặc dù Trung Quốc cần tăng trưởng kinh tế để thúc đẩy sự phát triển của mình nhưng chính phủ bắt đầu lo ngại rằng tốc độ tăng trưởng kinh tế nhanh chóng đang làm suy giảm tài nguyên và môi trường của đất nước. Một mối quan tâm khác là một số thành phần trong xã hội không được hưởng lợi đầy đủ từ sự phát triển kinh tế của CHND Trung Hoa; một ví dụ về điều này là khoảng cách quá lớn giữa thành thị và nông thôn. Kết quả là, dưới thời cựu tổng bí thư và Chủ tịch ĐCSTQ Hồ Cẩm Đào và Thủ tướng Ôn Gia Bảo, Trung Quốc đã khởi xướng các chính sách để giải quyết các vấn đề về phân phối công bằng các nguồn lực nhưng kết quả không rõ ràngtính đến  năm 2014. Hơn 40 triệu nông dân phải bỏ đất, thường là để phát triển kinh tế, góp phần vào 87.000 cuộc biểu tình và bạo loạn trên khắp Trung Quốc vào năm 2005. Đối với phần lớn dân số của CHND Trung Hoa, mức sống được cải thiện rất đáng kể và tự do tăng lên nhưng các biện pháp kiểm soát chính trị vẫn chặt chẽ và các khu vực nông thôn vẫn còn nghèo.

## Một số khái niệm về giai đoạn lịch sử và các triều đại
Ngoài những giai đoạn loạn lạc được gọi tên chính thức trong và phân định rõ bằng niên biểu trong lịch sử như Xuân Thu - Chiến Quốc, Ngũ Hồ thập lục quốc, Ngũ đại Thập quốc, trong lịch sử Trung Quốc còn có những cách gọi khái quát về các giai đoạn, các triều đại:
- Tam đại: Gọi chung 3 triều đại nhà Hạ, nhà Thương, nhà Chu
- Tiên Tần: Giai đoạn trước khi thành lập nhà Tần (221-206 TCN)
- Lưỡng Hán: Tức là hai nhà Tây Hán (206 TCN - 8) và Đông Hán (25 - 220).
- Lưỡng Tấn: Tức là hai nhà Tây Tấn (265 - 316) và Đông Tấn (317 - 420).
- Lục triều: Chỉ 6 triều đại kế tục nhau cai trị ở Giang Nam, đóng đô ở Kiến Khang (trước là Kiến Nghiệp): Đông Ngô, Đông Tấn, Lưu Tống, Nam Tề, nhà Lương và nhà Trần.
- Lưỡng Tống: tức là hai nhà Bắc Tống (960 - 1127) và Nam Tống (1127 - 1279).

### Tiếng Việt
- Bản đồ mở rộng lãnh thổ Trung Quốc

### Tiếng Anh
- Trung Quốc tại Encyclopædia Britannica (tiếng Anh)
- The brief history of China Tổng lãnh sự quán Cộng hòa Nhân dân Trung Hoa tại Gothenburg